# Nouvelle objectivité (sculpture)
La Nouvelle objectivité en sculpture est un courant artistique apparu en Allemagne dans les années 1920 en réaction au symbolisme et à l'expressionnisme alors prédominants dans les arts plastiques. Ce courant sculptural atteint son apogée à la fin des années 1920 et dans les années 1930. Il reste cependant beaucoup plus discret et moins connu que ses équivalents en peinture, architecture et photographie.
En général épargnée par la stigmatisation nazie en art dégénéré, la sculpture de la Nouvelle objectivité a pu se poursuivre sous la dictature hitlérienne et a été considérée pour certains de ses aspects comme le précurseur de l'art statuaire du Troisième Reich.

## Description et esthétique
Le terme « nouvelle objectivité » (en allemand : Neue Sachlichkeit, pouvant également être traduit par « nouveau réalisme » ou « Nouvelle Réalité ») apparait lors de l'exposition de peinture Die Neue Sachlichkeit. Deutsche Malerei seit dem Expressionismus (de) (« La nouvelle objectivité. Peinture allemande depuis l'expressionnisme ») à Mannheim en 1925. Le courant néo-objectif gagne l'ensemble des arts plastiques, le roman, le graphisme et le spectacle vivant, et se fait connaître internationalement par l'architecture, le design, la photographie et le cinéma. Confrontée aux forts courants d'avant-garde qu'étaient alors le cubisme, l'abstraction et le surréalisme, et en l'absence d'artistes ayant acquis une reconnaissance hors de l'Allemagne, la Nouvelle objectivité en sculpture reste un moment peu connu dans l'histoire de cet art.
La Nouvelle objectivité se manifeste en sculpture par un art opposé à l'académisme, au symbolisme et à l'expressionnisme. Elle délaisse les représentations de souverains, héros et divinités, ainsi que les allégories, au profit d'êtres humains ordinaires, dans un style réaliste, sobre et non monumental, avec une simplicité qui écarte tout affect et mouvement complexe. À ces points de vue, elle présente une similitude avec les portraits photographiques d'August Sander exposés à Cologne en 1927 et publiés en 1929 et avec les portraits en peinture d'Anton Räderscheidt et de Carlo Mense. Pour Joachim Heusinger von Waldegg (de), « c'est un retour au dépouillement et à la banalité quotidienne ; les formes sont plus dépouillées, plus élaborées, plus objectivisées. Ces tendances sont particulièrement sensibles dans l'œuvre d'artistes qui, après avoir fait preuve d'une verve expressionnisme, […] adoptent une facture impersonnelle, précise, fonctionnelle et dénuée d'émotion »,. D'une façon plus générale, ce courant sculptural s'inscrit dans le mouvement européen du retour à l'ordre, ou « ordre froid » selon Félix Bertaux en 1928.
Les ouvrages en français qui décrivent cette sculpture sans utiliser le terme « Neue Sachlichkeit » emploient « réalisme », « tendance classique », « classicisme évolué », « néoclassicisme », « classicisme moderne », « Nouvelle Réalité » ou « survivance figurative », le plus souvent sans particulièrement distinguer sa place singulière dans l'ensemble de la production européenne. Bien que le mouvement soit lié à l'Allemagne et à la culture de Weimar, quelques artistes étrangers s'en rapprochent, tels les Suisses Carl Angst et Karl Geiser (de) et les Français Robert Wlérick et Charles Despiau, dont Giovanni Lista souligne « le néoclassicisme très dépouillé, étonnamment dépourvu d'une quelconque expressivité ; il (Despiau) semble saisir le corps humain uniquement comme enveloppe charnelle d'une ontologie de la forme humaine, comme présence de l'être en tant qu'être, dans toute sa simplicité existentielle ». Cette dernière phrase définit bien la sculpture de la Nouvelle objectivité. Les personnages sont anonymes, la statue est dénommée selon le sujet (« Mädchen », jeune fille, « Weib », femme, « Jungfrau », jeune femme, « Jüngling », jeune homme, « Jugend », et, plus rare, « Knabe », garçon), ou parfois simplement par la posture : « Stehende » (debout), « Kniende » (à genoux), « Sitzende » (assise)… ou encore dans une action ordinaire (« Schreitende », marchant). Le seul personnage non anonyme est Ève, qui se reconnait à la présence d'une pomme ou d'un serpent.

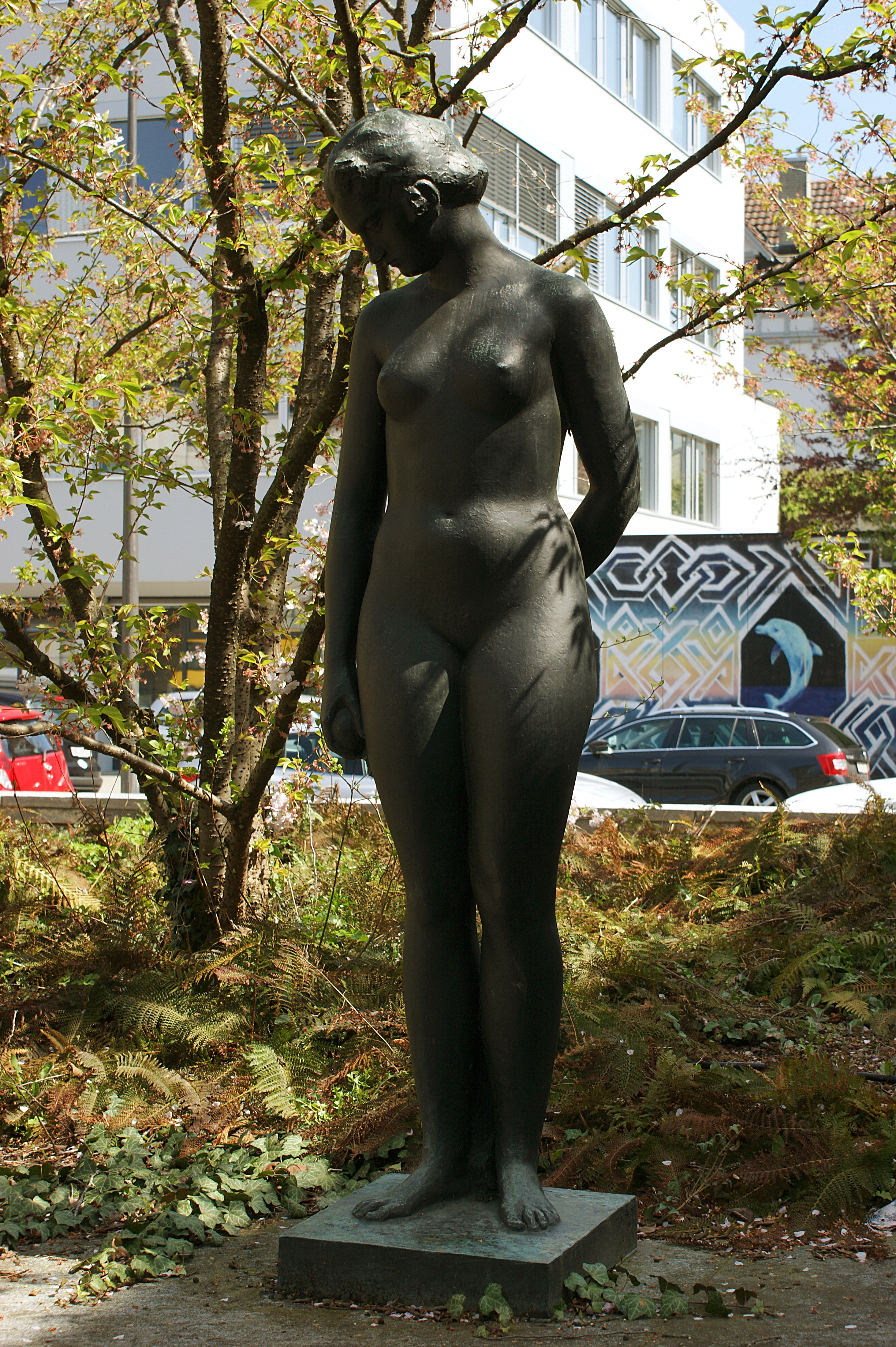
Carl Angst, Eva, 1931
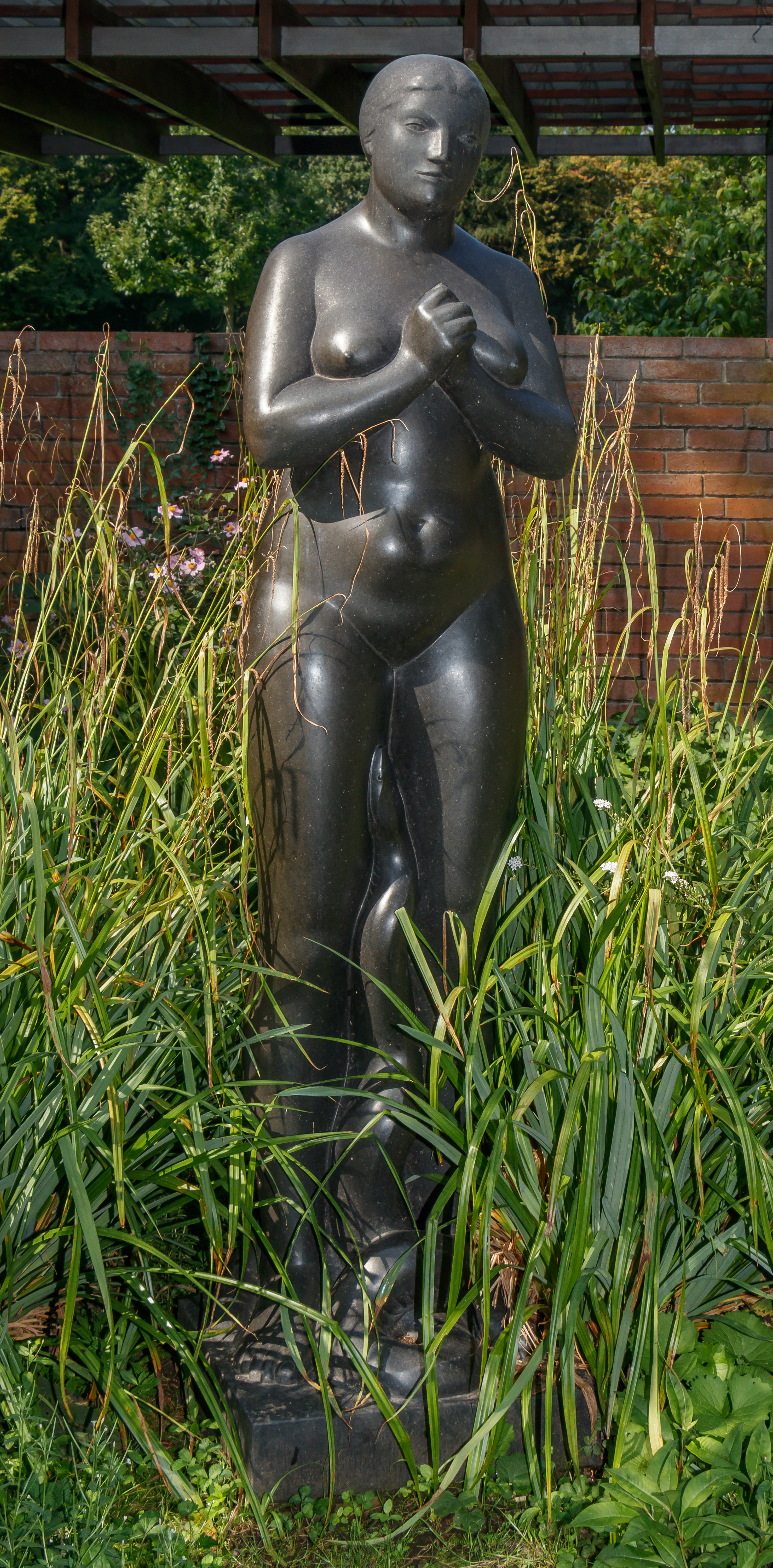
Christoph Voll, Eva, 1931-1934
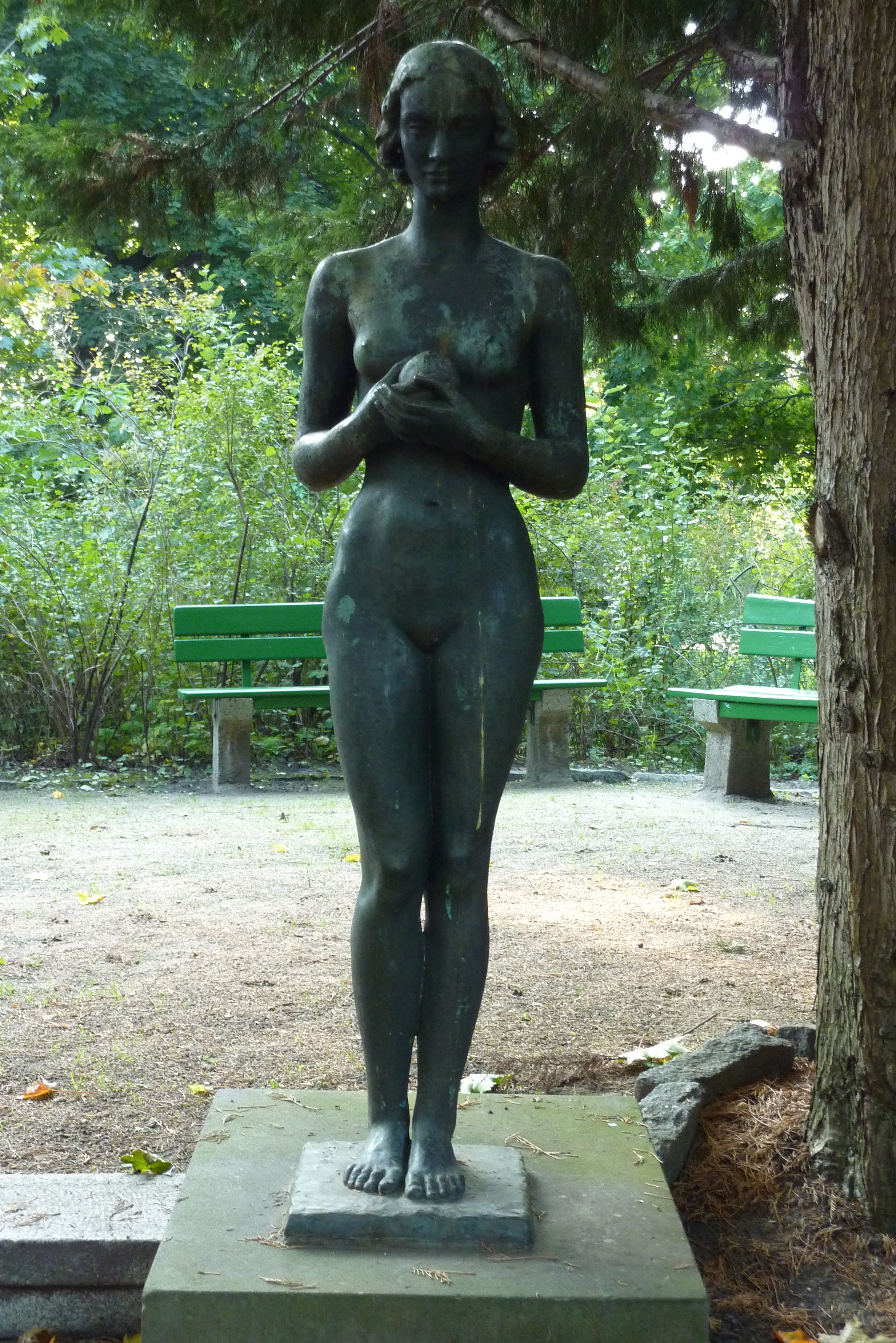
Fritz Klimsch, Eve, 1932-1933

Sur le plan esthétique, les personnages figurent en pied et en entier, dans une attitude neutre qui ne dégage ni émotion ni message, en particulier de séduction, bien que la nudité totale soit quasiment la règle. Typiquement, dans la position debout, la plus fréquente, le corps est droit, les bras sont pendants, les jambes sont droites et parallèles et les pieds proches l'un de l'autre. Rarement, un ou deux bras peuvent être repliés sur la poitrine ; en figuration féminine, les très rares mains sur ou au-dessus de la tête ne se veulent pas signe de séduction. Les organes génitaux masculins ne sont pas cachés. L'élément le plus remarquable est l'abolition du contrapposto, figure constamment présente dans la statuaire depuis la période grecque classique ; même lorsqu'une jambe est légèrement fléchie, le talon reste au sol. Certaines représentations où cette rigueur objective est poussée à l'extrême, très droites et symétriques, avec les avant-bras en supination et les paumes en avant, le regard fixé sur l'horizon, s'avèrent même être celles de la position de référence des anatomistes. Sur le plâtre ou après la fonte en bronze, les surfaces sont traitées pour rendre l'aspect lisse de la peau.
En peinture, au cinéma et en photographie, la Nouvelle objectivité a comporté des aspects politiques et documentaires. En accord avec Claire Barbillon, qui en a détaillé les différentes fonctions, la sculpture peut elle-aussi instruire et délivrer des messages politiques ; cependant, en dehors de « décorer, embellir », on ne remarque pas que son courant objectif, hormis dans la rare sculpture commémorative, se soit attribué d'autres fonctions : ici, comme dans le néoclassicisme avec lequel il renoue, c'est la quête du « beau » qui prime, non plus comme chez Winckelmann selon les canons du classicisme, mais avec une réminiscence assumée de la sculpture grecque archaïque et de ses kouroï et korés.

## La sculpture en Allemagne dans le premier tiers duXXesiècleet la place de la Nouvelle objectivité
Les influences de Rodin et de Maillol jouent à plein sur les sculpteurs allemands dont la primauté en art est la beauté du corps humain recréé en ronde-bosse. La prestigieuse école de sculpture de Berlin, ainsi qu'Adolf von Hildebrand, théoricien respecté et professeur à Munich, poursuivent dans cette voie de l'art figuratif, marquée par le classicisme et le symbolisme. L'expressionnisme, mouvement essentiellement allemand apparu quelques années avant la Grande Guerre, est principalement représenté par Max Klinger, Käthe Kollwitz, Ernst Barlach, Bernhard Hoetger et Wilhelm Lehmbruck. D'autres mouvements d'avant-garde viennent de l'étranger, dont le cubisme, adopté par William Wauer et Rudolf Belling. La découverte des arts primitifs et l'adaptation qui en est faite par les peintres-sculpteurs Otto Freundlich, Ernst Ludwig Kirchner et Karl Schmidt-Rottluff est à l'origine d'un autre modernisme, qui sera en toute première ligne lors de la désignation de l'art dégénéré par les nazis.
Juste après la guerre sont fondés le Novembergruppe (« Les Novembristes ») et l'Arbeitsrat für Kunst (Conseil de travail pour l'art), deux groupes d'artistes auxquels adhèrent des plasticiennes et plasticiens de toutes tendances, comprenant notamment le dadaïsme, l'abstraction et le constructivisme ; on y retrouve les noms de Rudolf Belling, Käthe Kollwitz, Bernhard Hoetger, Otto Freundlich, Karl Schmidt-Rottluff, Ewald Mataré, Edwin Scharff, Margarete Scheel, Katharina Heise, Hannah Höch, Raoul Haussmann, Thilo Maatsch, Milly Steger, Georg Kolbe, Gerhard Marcks, Karl Opfermann (de)... Aussi talentueux soient-ils, aucun de ces artistes n'accède à la notoriété internationale. En 1928, Christian Zervos, fondateur de la nouvelle revue Cahiers d'Art, commande à trois critiques d'art allemands une série d'articles comparant la sculpture moderne en Allemagne et en France ; Will Grohmann conclut son panorama en disant, qu'en notoriété, « pas un seul des sculpteurs allemands n'est comparable à Maillol ».
Parmi ces artistes, Herbert Read distingue les « hésitants », dont Georg Kolbe, « qui ont refusé le défi du modernisme » et dont plusieurs ont eu une période néo-objective.
Tous les courants modernistes présents en Allemagne sont bien documentés. En revanche, en consultant les premiers ouvrages traitant de la sculpture moderne,,,, ou consacrés aux arts des années 1920 et 1930,,,, on pourrait croire que la sculpture de la Nouvelle objectivité n'a pas existé. Une première explication pourrait être celle de Reinhold Hohl (de) en 1986, qui répond par la négative à ses propres questions « Ces œuvres sont-elles importantes ? » et « Sont-elles vraiment déterminantes en tant que sculptures modernes ? » et estime que « ce type de sculpture […] aurait eu ses mérites s'il avait compté un génie, mais il ne réunit que des talents »,, reprenant ainsi les opinions émises par ses aînés dans les Cahiers d'art à la fin des années 1920 ; les propos de Hohl sur la sculpture moderne en général sont cependant jugés « extrêmement étranges » et « partisans » par François Loyer. De l'avis de John Willett à propos de la sculpture allemande, « cet aspect de l'art semble avoir été négligé par les membres de la Neue Sachlichkeit ». Quant à Walter Laqueur, il juge simplement que les effets de la « Neue Sachlichkeit » en sculpture ont été « limités et brefs ». Une autre explication vient du fait qu'après 1945, les Alliés ont détruit, confisqué ou censuré les œuvres et les thèmes en rapport avec l'idéologie nazie : la sculpture de la Nouvelle objectivité pourrait ainsi avoir été partiellement effacée en raison d'une assimilation — en partie fondée (cf. Devenir sous le Troisième Reich) — à l'art du Troisième Reich, et aussi de l'attitude ambivalente de plusieurs de ses artistes à l'égard du national-socialisme. Par ailleurs, de nombreuses statues avaient déjà été détruites, soit par les nazis eux-mêmes, soit par les bombardements des villes allemandes.
Les premières expositions parisiennes, en 1964 au musée Rodin, au centre Pompidou en 1978 et en 1981, ignorent complètement la sculpture néo-objective. Le catalogue de l'exposition de 1986 mentionne la « Neue Sachlichkeit », mais ne cite aucune des œuvres ni les artistes qui s'y rattachent. Plus récemment, la sculpture reste absente de l'exposition pluridisciplinaire « Allemagne/Années 1920/Nouvelle objectivité/August Sander » rassemblant près de 900 œuvres et documents au Centre Pompidou en 2022, et le mot n'apparait nulle part dans son catalogue.
Il apparait donc que la Nouvelle objectivité en sculpture n'a guère suscité l'intérêt des historiens de l'art. Déjà en 1928-1929, trois éminents critiques d'art s'accordaient pour dire que la sculpture en Allemagne restait très en-deçà de la peinture et de l'architecture. À la différence de la peinture, de la littérature, de la photographie ou du cinéma, la sculpture néo-objective était certainement moins apte à refléter tout le contexte politique, les crises économiques, la critique sociale et toutes les innovations qui ont marqué la société de la république de Weimar, et qui contribuent à l'intérêt qu'on porte aux autres arts de cette période.

## Une image de la femme entre tradition et nouveauté

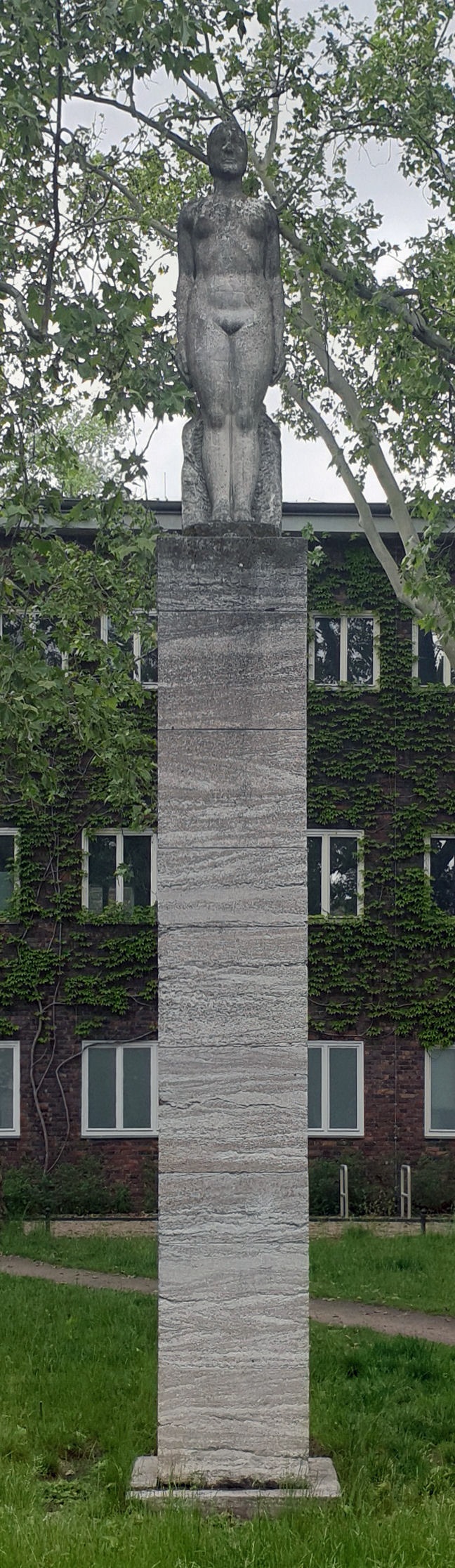
Ernst Wenck, Nageuse, 1928

Les années de Weimar voient une importante évolution de la place des femmes dans la société allemande, avec notamment l'obtention du droit de vote fin 1918. Les femmes s'efforcent d'être autonomes sur le plan économique et réclament l'égalité des droits dans tous les domaines. Le changement dans les mentalités s'exprime par des ruptures avec les conventions et une modification des codes sociaux imposés jusque-là. C'est ainsi que la « Neue Frau », la nouvelle femme des "Goldene Zwanziger" (« Les années dorées », 1924-1929) peut pratiquer toutes les activités dont elle a envie, réalise des exploits sportifs et accède en compétition aux disciplines réservées jusque-là aux hommes, notamment aux JO de 1928. À côté des classiques nus féminins, toujours présents mais moins érotisés que par le passé, un nouveau type de figure apparait en sculpture, la femme sportive.

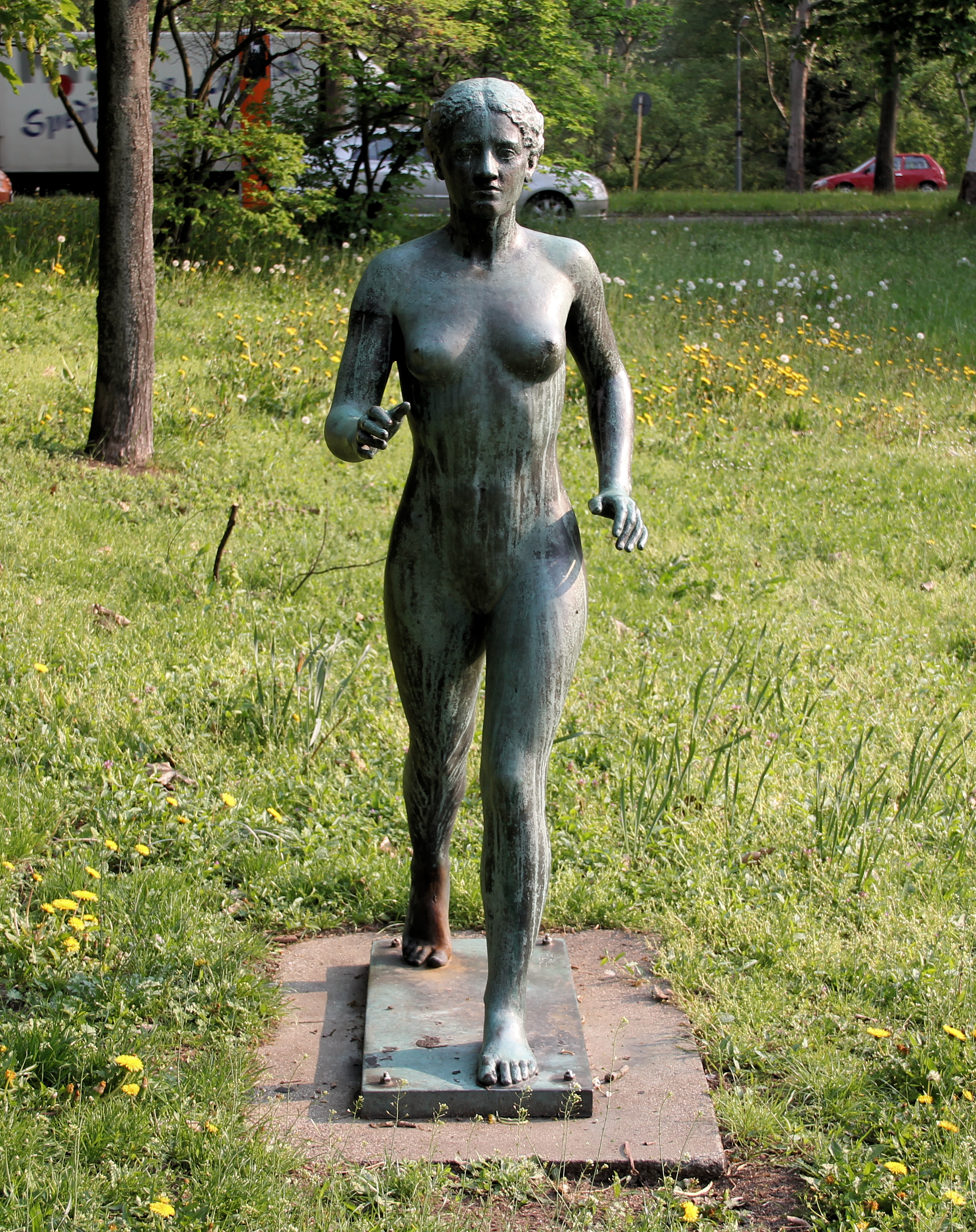
Fritz Röll, Marcheuse, 1932

Cette représentation de la femme sportive en sculpture reste néanmoins limitée. Alors que les couvertures de magazines, les affiches et les peintures montrent surtout des joueuses de tennis, des patineuses et des automobilistes, la photographie y ajoute la gymnastique et la danse en groupes et en plein air, l'athlétisme, et quelques motocyclistes et aviatrices. En sculpture, en dehors de la marche (Alfred Lörcher (de), Ottmar Obermaier (en), Fritz Röll (1932), Nicolaus Wendelin Schmidt (de), Ludwig Kasper et 
Georg Kolbe), seuls apparaissent les sports nautiques, avec notamment les nageuses d'Ernst Wenck (de) (1928), Toni Stadler (de) (1931), Hans Stangl (de) (1930-1932), Fritz Klimsch (1933), Gerhard Marcks (avec bonnet de bain, 1933-1938) et Hermann Joachim Pagels (de) (1938), la Ballspielerin (joueuse de water-polo) d'Eugen Hoffmann (1928) et la Turmspringerin (plongeuse de haute plateforme) de Fritz Koelle (de) (1941). Sous l'ère nazie, les sculpteurs ajouteront le lancer du javelot et le lancer du disque, dont les Allemandes récoltent plusieurs médailles aux JO de 1936, le tir à l'arc et le sprint, mais les attitudes ne sont alors plus celles rigides et statiques de la Nouvelle objectivité. Plusieurs sculpteurs allemands présentent des statues de sportives au concours d'art des Jeux de 1936, mais c'est le Décathlonien d'Arno Breker qui gagne une médaille d'argent.

## Œuvres et artistes
Aucun sculpteur figuratif actif dans les années 1920 et 1930 ne peut être rattaché spécifiquement à la Nouvelle objectivité. Les plus anciens, nés dans les années 1870 et 1880, sont surtout connus comme expressionnistes ou émules de Rodin et Maillol ; certains d'entre eux, ainsi que quelques autres de la génération suivante, ont été artistes officiels du régime nazi. Cependant, ils restent dans l'ensemble quasi inconnus en dehors de l'Allemagne. Pour la plupart d'entre eux, la Nouvelle objectivité n'a été qu'une brève période dans leur carrière et seulement une partie mineure de leur production artistique ; dans quelques cas, le caractère unique ou presque d'œuvres de ce type dans la production d'un sculpteur fait penser qu'il répond à une commande précise plutôt qu'à sa propre aspiration esthétique.
Ernst Barlach est sans conteste le sculpteur le plus célèbre de cette époque,,,,,,,,,,,, expressionniste connu pour ses figures en mouvement, vigoureuses, véhémentes ou pathétiques. Dans sa période tardive, restant empreinte de médiévalisme et de symbolisme, il abandonne cette expressivité et adopte souvent la posture droite et statique de l'objectivité, sans toutefois dénuder ses personnages, dont la physionomie devient presque ou totalement inexpressive. Persécuté par les nazis, beaucoup de ses œuvres ont été détruites ; la Fries der Lauschenden (« Frise des auditeurs ») a pu être préservée en étant cachée dans l'atelier de son ami le peintre et organiste Hugo Körtzinger (de) à Schnega. Dans cette galerie de neuf personnages figure une Danseuse, dont le seul mouvement évocateur de son art est le croisement des jambes.

Ernst Barlach
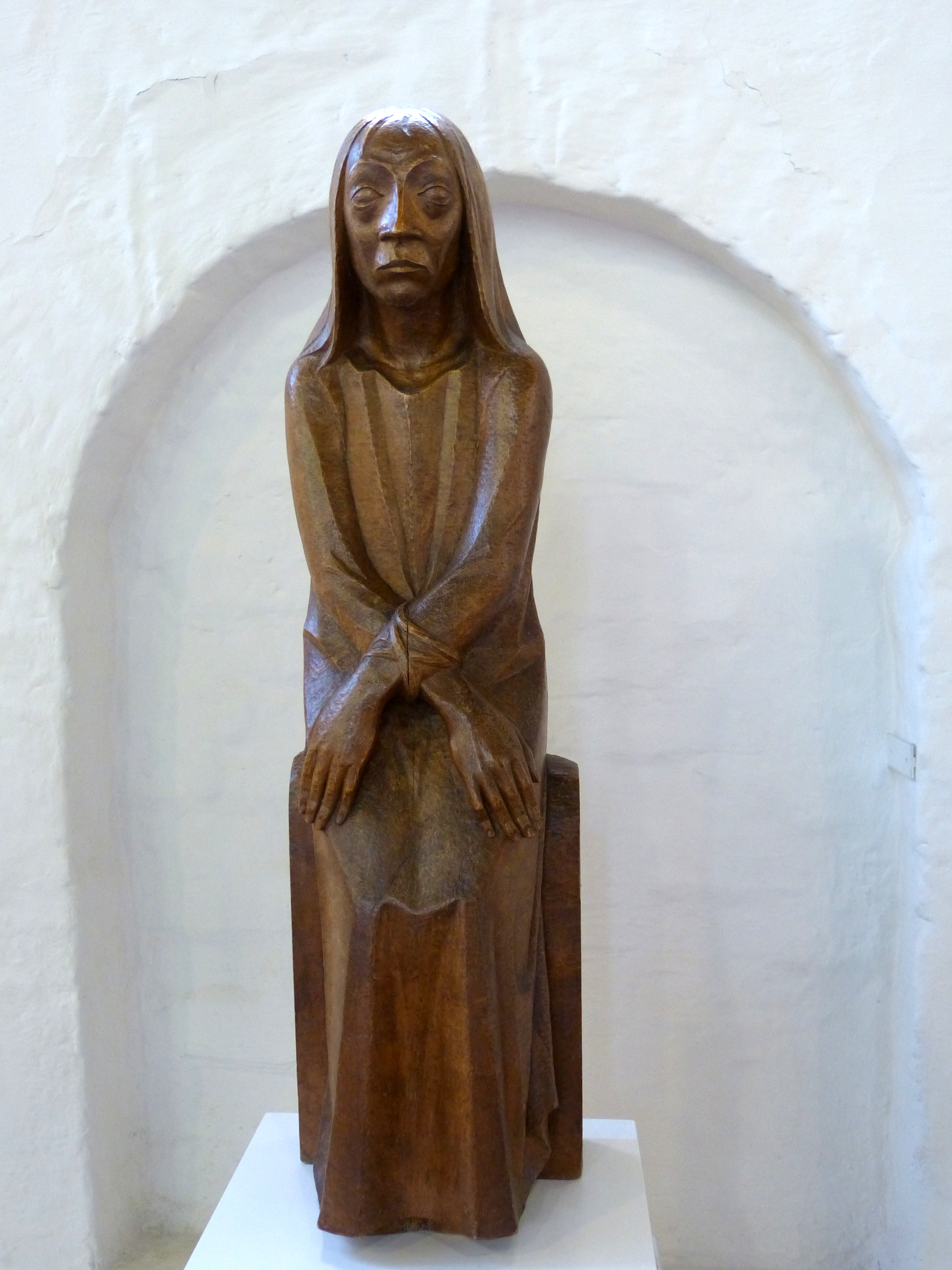
Die gefesselte Hexe (La Sorcière attachée), 1926
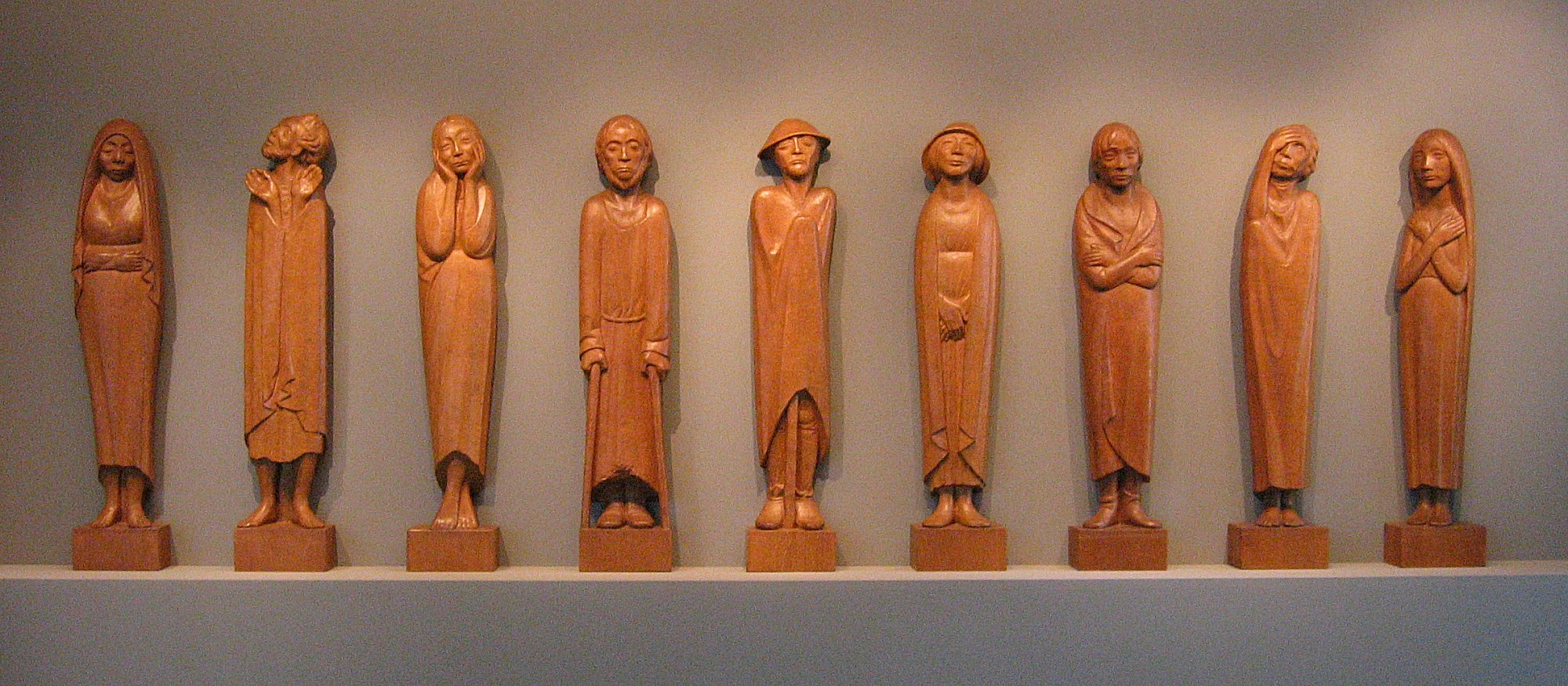
La Frise des auditeurs : (de gauche à droite) Die Trämerin (la rêveuse), Die Gläubige (le croyant), Die Tänzerin (la danseuse), Der Blinde (l'aveugle), Der Wanderer (le chemineau), Die Pilgerin (la pèlerine), Der Empfindsame (le sensible), Der Begnadete (qui a reçu un don), Die Erwartende (l'attendante), 1930-1935
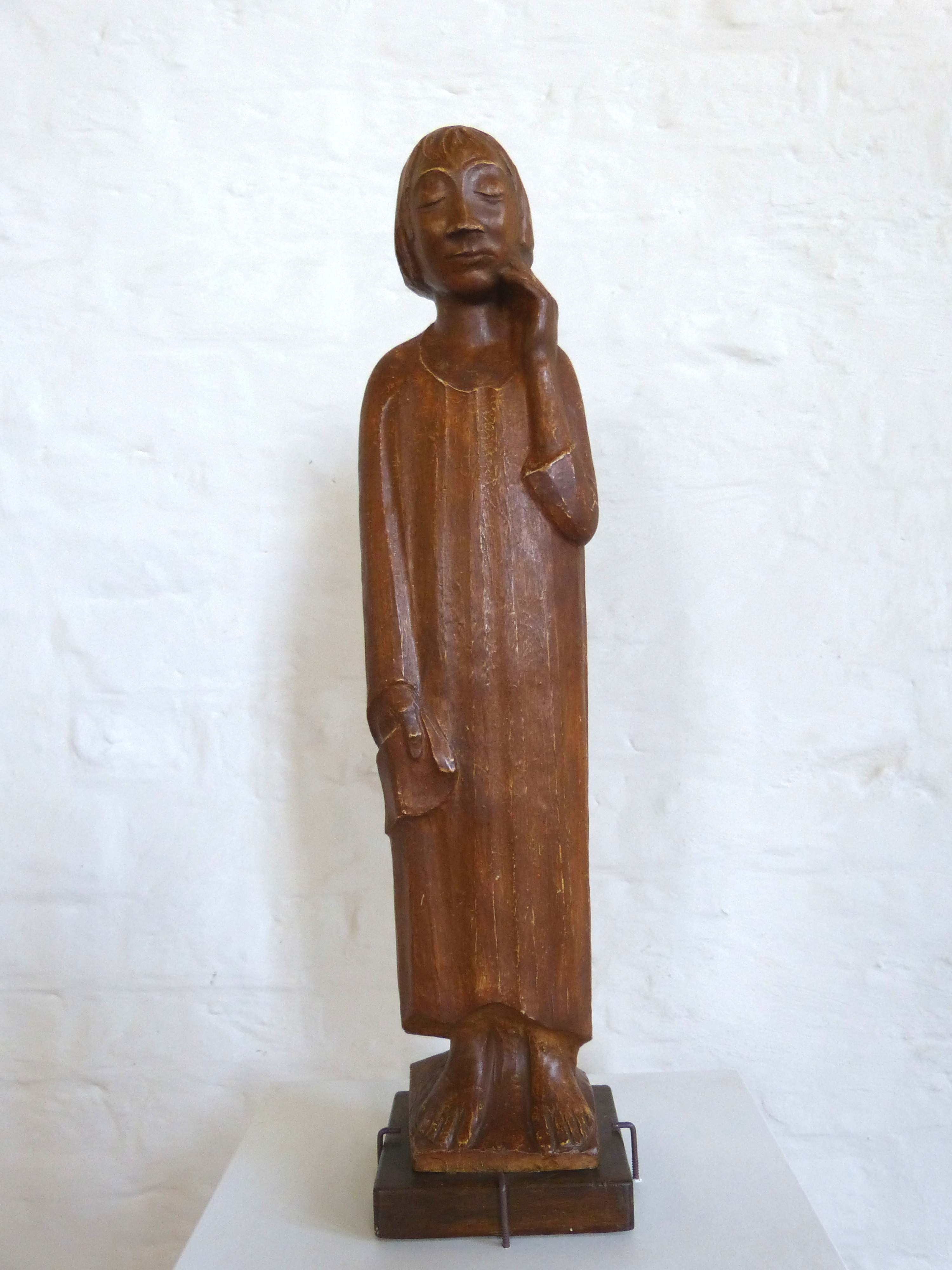
Der Sinnende (La Penseuse), 1934

Christoph Voll est généralement classé dans les expressionnistes, avec une forte préoccupation sociale. Comme Barlach, il était dans le collimateur des nazis, ceci pour des raisons autant politiques et personnelles qu'artistiques. De ce qu'il reste de sa production, seules quelques statues du début des années 30, Jüngling, Kleine Stehende et Eva, cette dernière très différente de l'Eva oder Erwachen de 1927-28, sont dans l'esthétique objectiviste.
En Suisse, deux œuvres de 1931 tenant de la même esthétique, Eva et Andacht (« Méditation »), viennent du Genevois Carl Angst, élève de Jean Dampt, admirateur de Rodin et considéré comme appartenant au symbolisme, à peine évoqué ici par la pomme (Ève) et le titre « Méditation ». À ses débuts dans les années 1920, le Suisse allemand Karl Geiser (de), avec ses premiers nus de Knaben (des grands adolescents, son sujet de prédilection), Fritzli (1926), Franz (1927)…, œuvre aussi dans cette esthétique.
À Hambourg, le bâtiment de 1929-1931 construit en architecture Nouvelle objectivité et intérieur Art déco, aujourd'hui connu sous le nom de Brahms Kontor, est orné sur sa façade donnant sur la place Johannes-Brahms de deux Jünglingsfiguren en bronze de Ludwig Kunstmann (de) datant de 1931. Ce sont deux hommes nus dans une posture droite et statique et regardant au loin. Il semble s'agir des seules œuvres dans ce style de Ludwig Kunstmann, qui s'est peut-être adapté au goût de ses commanditaires. Également sculpteur animalier, Kunstmann est surtout connu à Hambourg, où il était membre de la Sécession locale puis de l'association Künstlerverein.

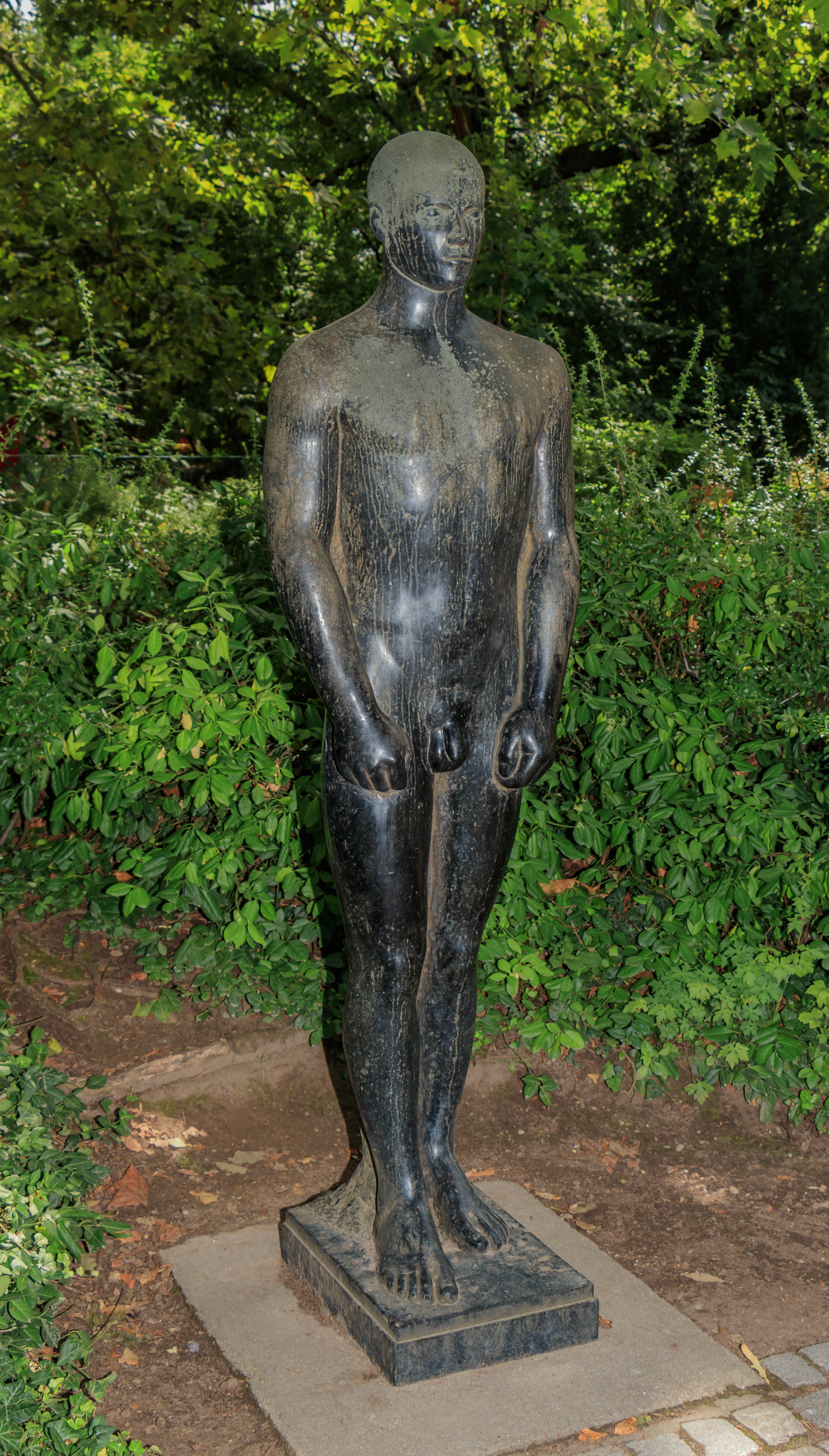
Christoph Voll, Jeune homme, 1931
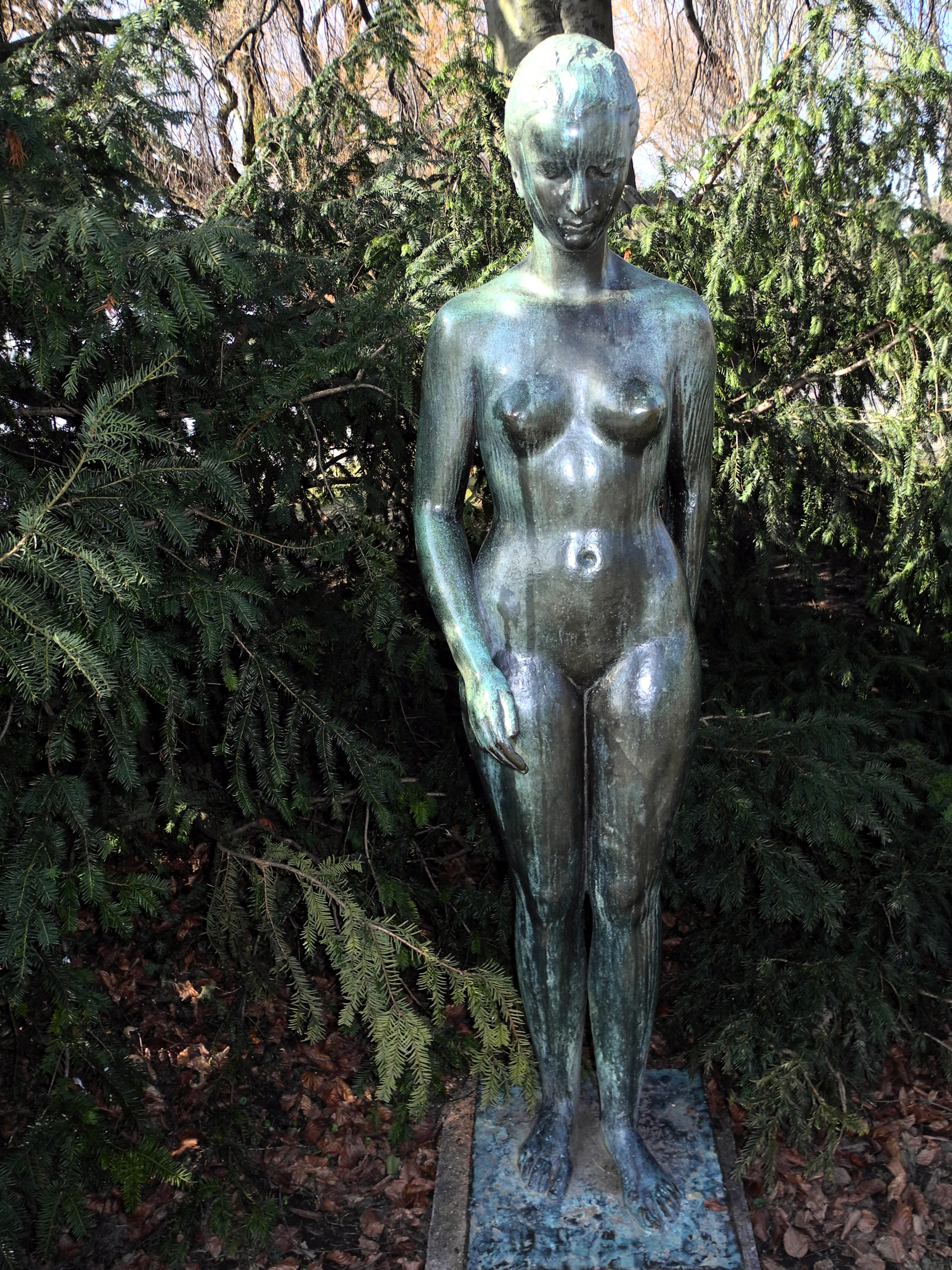
Carl Angst, Méditation, 1931
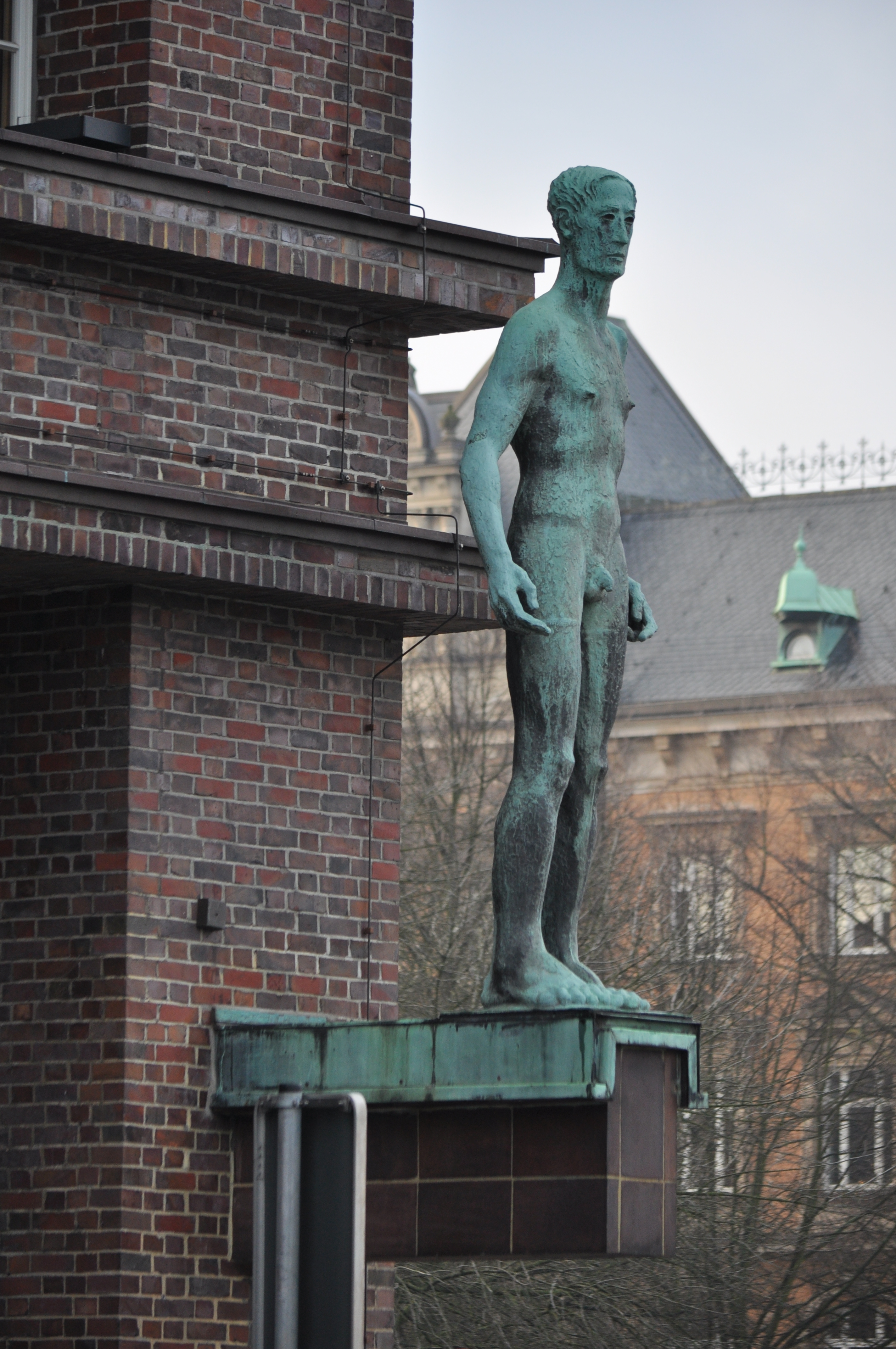
Ludwig Kunstmann, Jeune homme nu 1, 1931
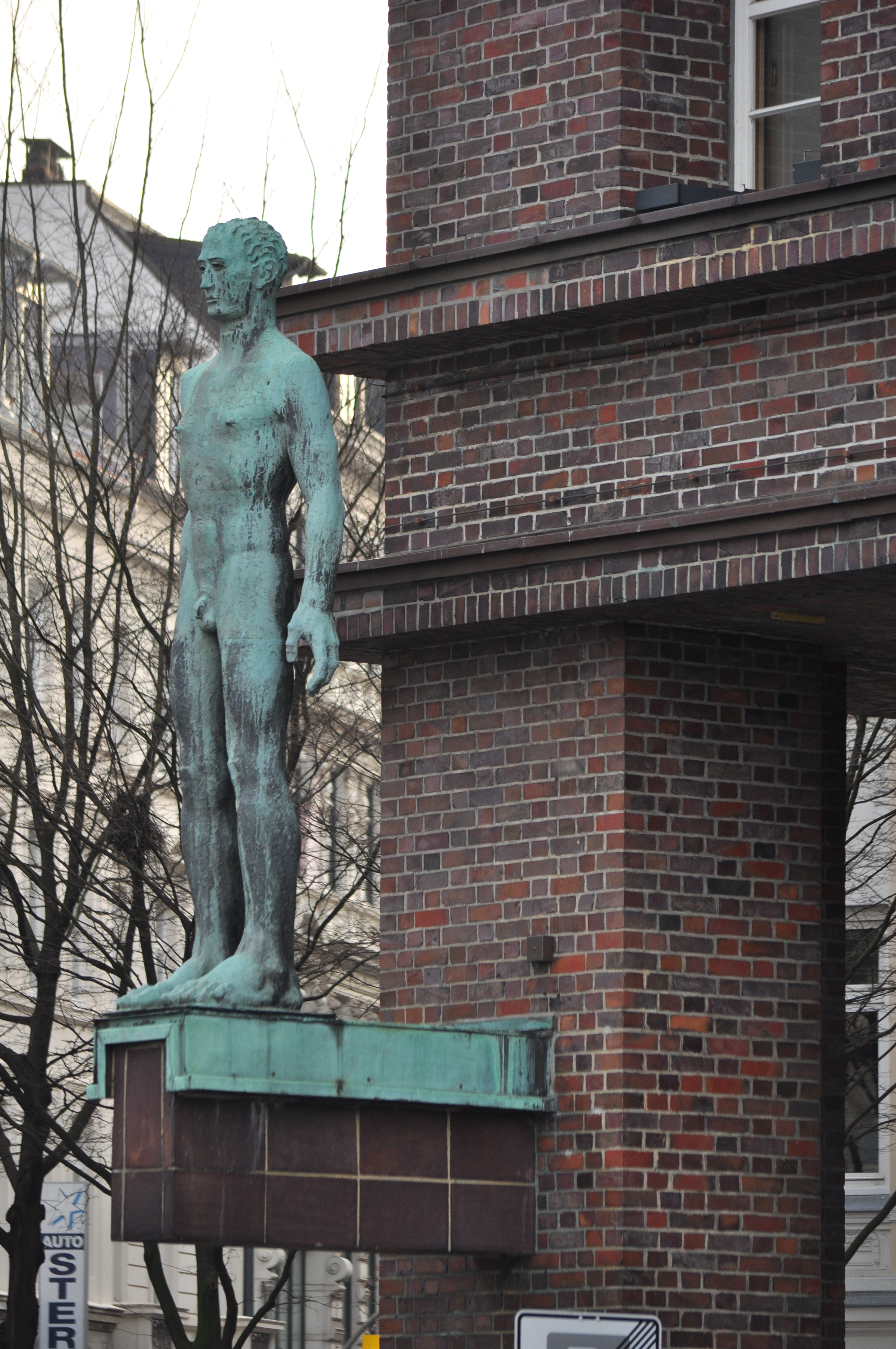
Ludwig Kunstmann, Jeune homme nu 2, 1931

Le Brahms Kontor de Hambourg comporte de nombreuses autres sculptures, dont trois statues de Karl Weinberger (de) de personnages semblables à ceux des classes sociales moyenne et populaire photographiés à la même époque par August Sander ; la jeune femme avec chapeau cloche, collier de perles et jupe au-dessus du genou est habillée à la mode de la « Neue Frau » de la fin des années 1920 (cf. cette image).

Karl Weinberger, 1931
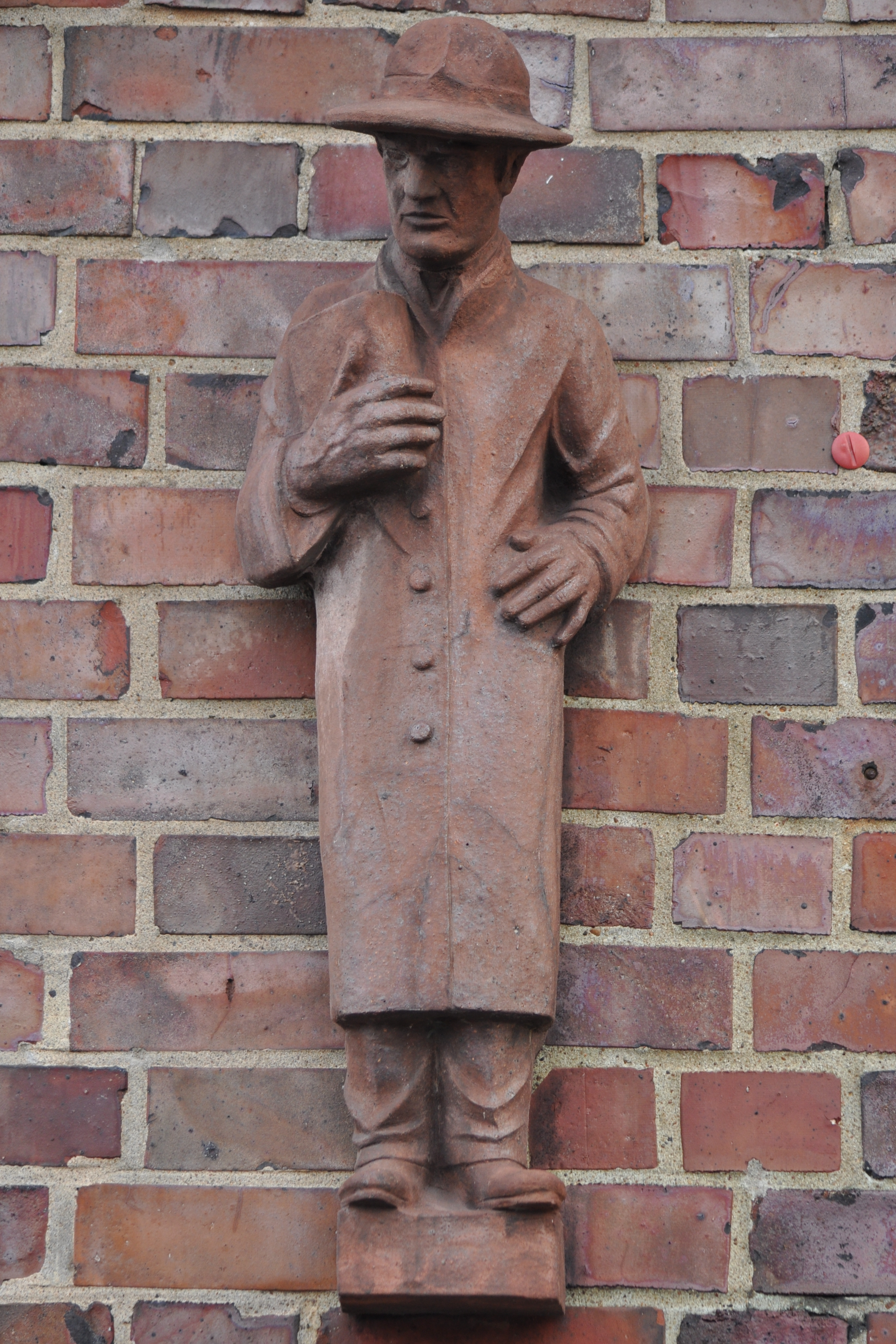
Homme au chapeau
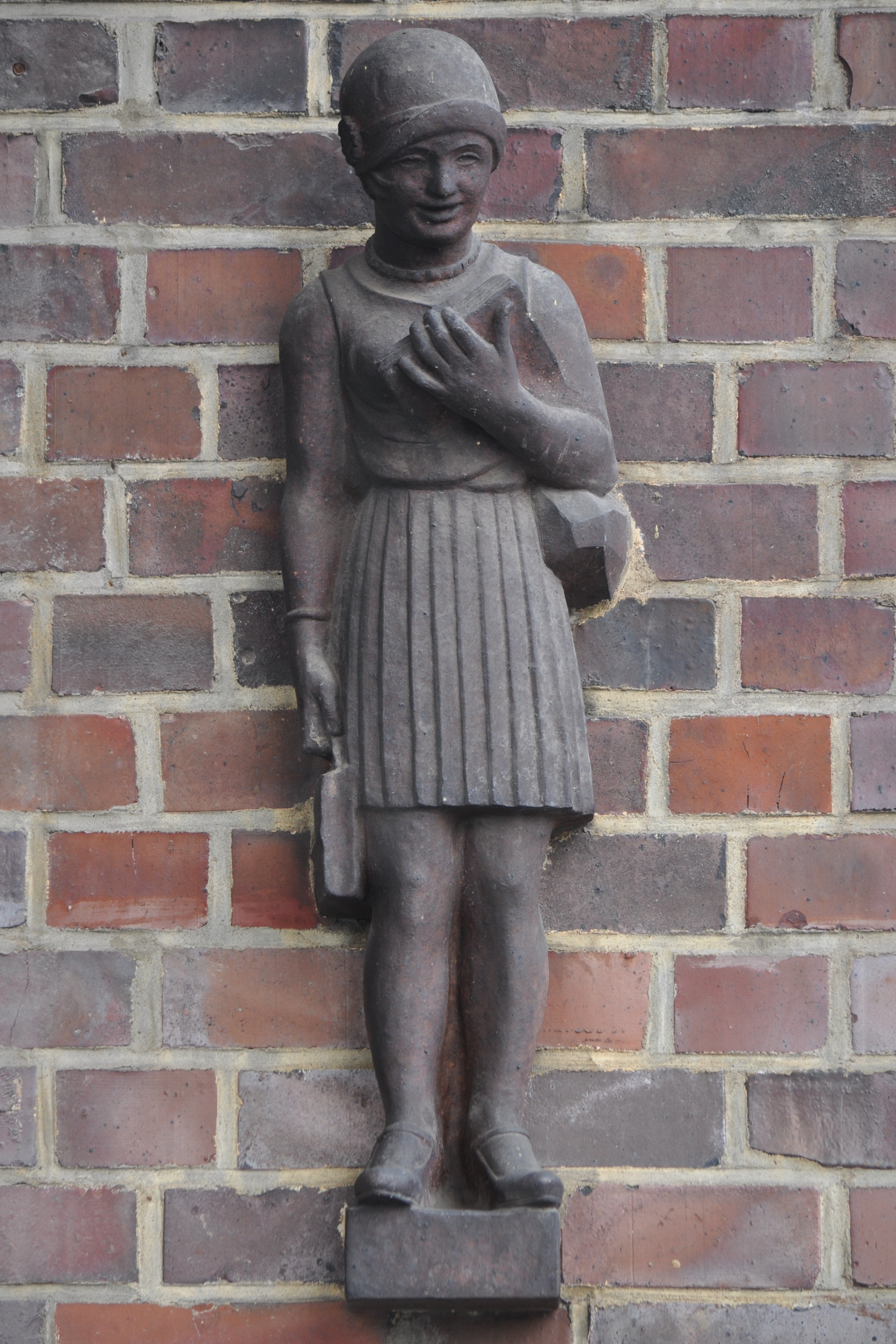
Employée de bureau
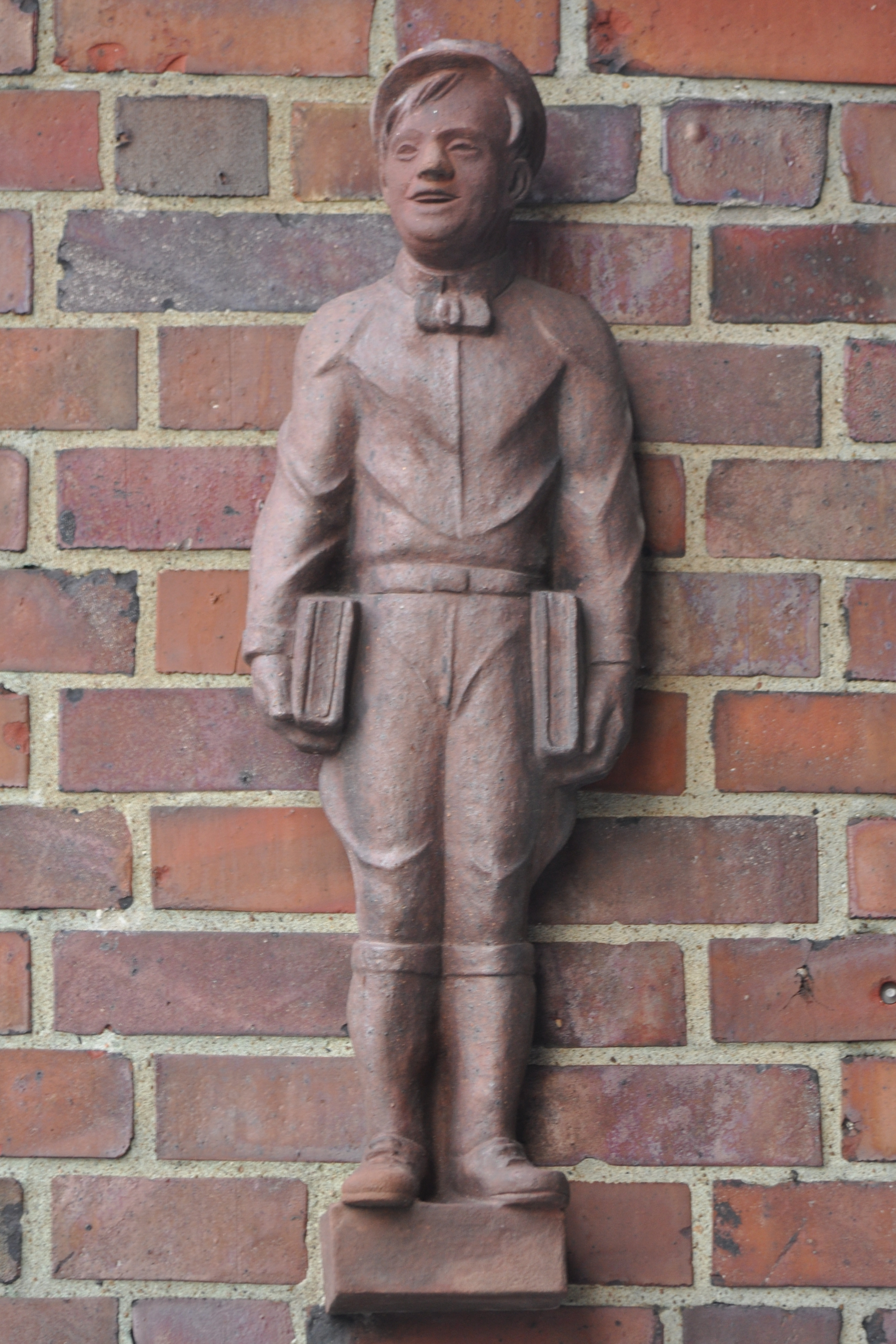
Livreur

Dans le style de la Nouvelle objectivité, Georg Müller (en), alors membre de la Sécession de Munich, expose au Glaspalast de cette ville en 1925 deux nus, Weiblicher Figur et Männlicher Figur, et crée en 1929 Eva/Schreitende. Il a été nommé professeur à l'académie des beaux-arts de Munich en 1943, et ses œuvres jouissaient d'une grande réputation auprès des nazis.
Auteur d'une importante production de bustes et de statues en pied influencée par Maillol, Ludwig Kasper a réalisé de 1927 à 1934 plusieurs sculptures répondant aux principes de neutralité et de sobriété de la Nouvelle objectivité, dont ses Kore I et Kore II, en rappel de la sculpture grecque archaïque.
Fritz Klimsch a été actif de 1891 à 1956 ; dans les années 1930, il produit plusieurs nus féminins, qui, par la grandeur nature et leur pose droite et statique sont dans l'esthétique néo-objective ; la plus connue est Eve, de 1932-1933.
Georg Kolbe fait partie de ces admirateurs de Rodin et de Maillol adeptes des principes d'Hildebrand,, auxquels Herbert Read et Reinhold Hohl ont reproché le refus du modernisme, ; parmi ceux dont le nom est passé à la postérité, Kolbe est en effet un des rares, avec Fritz Klimsch et Richard Scheibe (de), à avoir adopté dès ses débuts un style de sculpture « classique » et s'y être tenu jusqu'à la mort. Membre de l'école de sculpture de Berlin et de la Sécession berlinoise, nommé professeur par le ministère de l'éducation et de la culture, professeur à l'Académie des arts de Berlin, il est considéré dès 1927 comme inspirateur et guide pour les sculpteurs allemands de la génération d'avant-guerre.

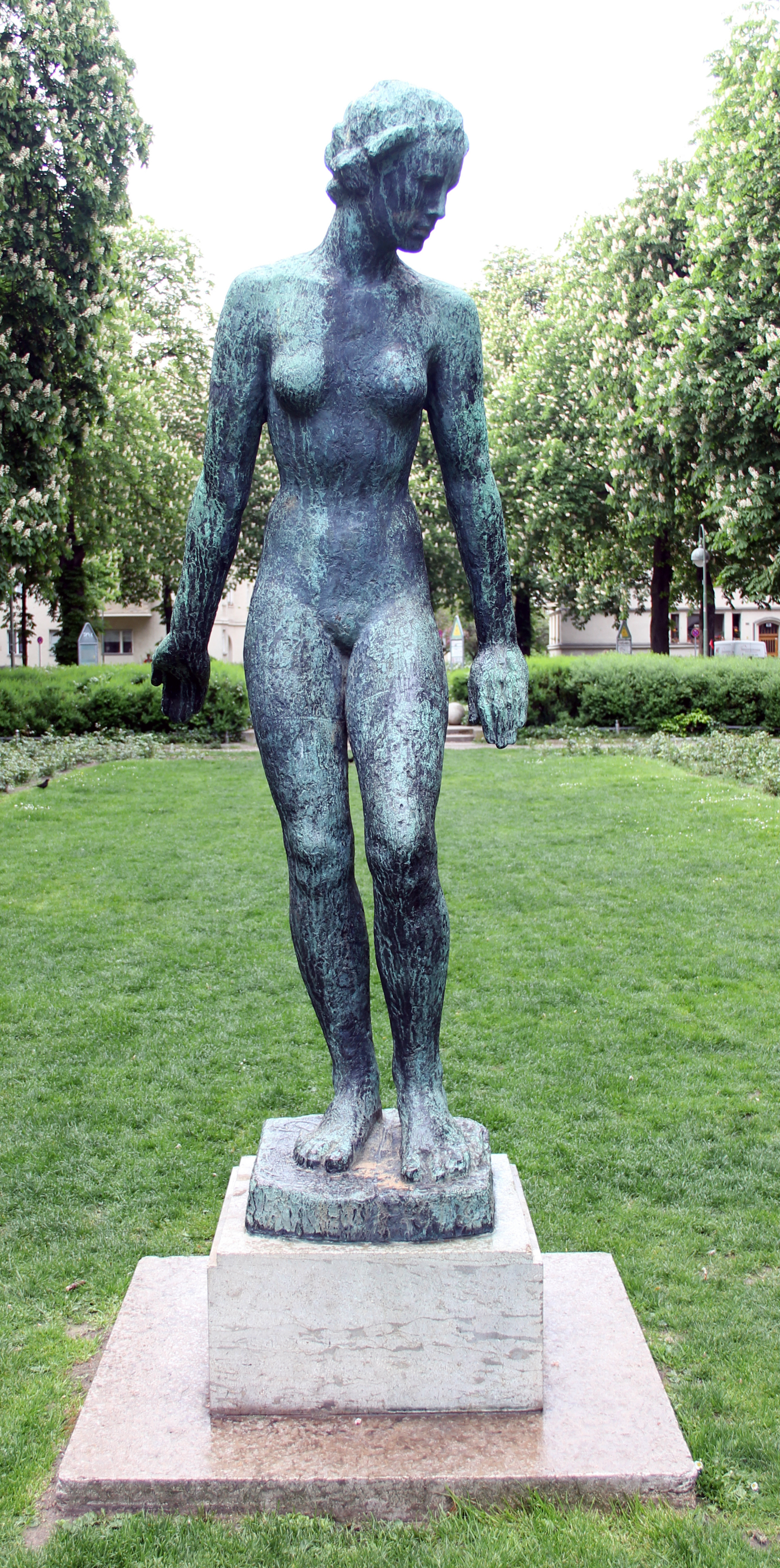
Georg Kolbe, Le Soir, 1925

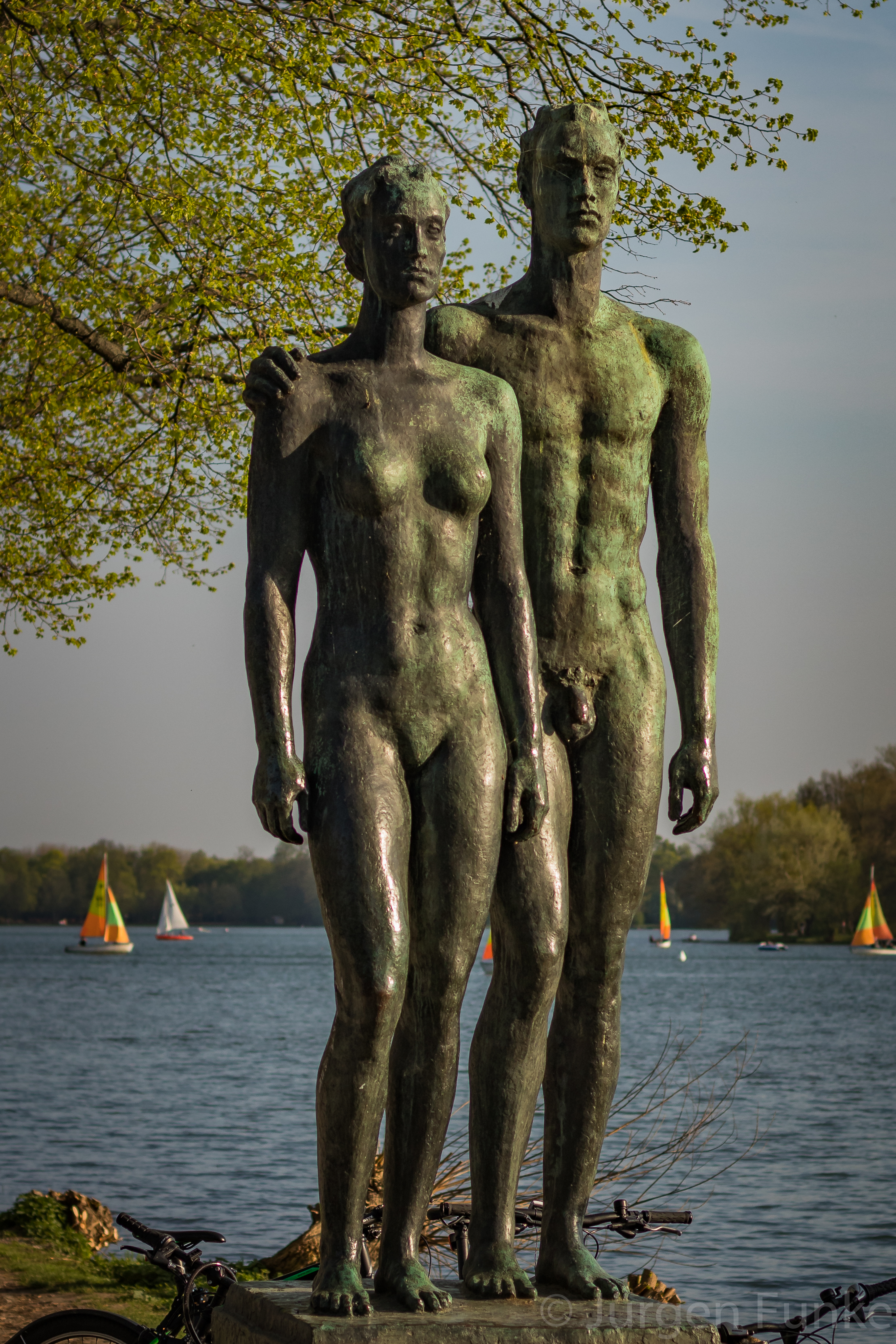
Georg Kolbe, Couple, 1936

Kolbe est maintenant reconnu comme l'un des sculpteurs allemands les plus importants de la première moitié du XXe siècle, mais il est aussi le plus controversé, en raison de son ambivalence vis-à-vis du régime nazi,. Une grande partie de ses œuvres a été détruite, les autres subsistent dans des collections privées et des musées, dont le musée Georg Kolbe à Berlin, ou sont visibles dans les espaces publics en Allemagne. De 1897 à 1931, les nombreux séjours de Kolbe à Paris et en France, à Rome, à Florence et en Italie, en Égypte, à Constantinople et en Grèce lui ont permis d'admirer et de bien connaître la sculpture de l'Antiquité. Il aurait réalisé près d'un millier de sculptures, notamment des portraits, des groupes et des nus, qui lui ont assuré une aisance financière, et il a reçu plusieurs distinctions et récompenses officielles. Surtout à partir des années 1920 (cf. par exemple sa célèbre Assunta (« Assomption ») de 1919-1921), il reproduit par dizaines son idéal de la femme, nue et en pied, grandeur nature ou un peu plus, presque toujours avec une jambe légèrement avancée lorsqu'elle est debout, au visage impassible. Malgré une certaine sensualité — dans la ligne de son inspirateur Maillol, mais plus réservée — et des titres souvent symbolistes, le statisme et la sobriété dans la forme le rapprochent du courant néo-objectif, dont il apparait tout aussi bien comme précurseur dès la fin des années 1910 que continuateur sous le Troisième Reich. Adolf Hitler et des dignitaires nazis lui ont acheté des statues de nus féminins en 1939.
L'œuvre la plus connue de Kolbe est le Ring der Statuen (« cercle des statues ») installé dans le parc Rothschild de Francfort-sur-le-Main en 1954. Très élaborée, mêlant architecture, sculpture et ésotérisme, elle est son plus ambitieux chef-d'œuvre. Il s'agit d’un ensemble circulaire ouvert de sept statues et quatorze colonnes d'environ neuf mètres de diamètre ; en y pénétrant et en descendant les marches, le spectateur arrivé en son centre se trouve entouré et surplombé par ces personnages posés sur un socle et plus grands que nature, impressionnants et énigmatiques. La conception de cet ensemble remonte à 1932-1933, mais sa réalisation a demandé plusieurs années de travail à Kolbe, qui n'a pas pu le voir érigé avant sa mort. Acheté par la ville de Francfort en 1941, ses statues en plâtre abîmées pendant la guerre ont dû subir des restaurations avant de pouvoir être livrées au fondeur ; c'est Richard Scheibe, ami de longue date de Kolbe, qui a participé à la réalisation finale. L'idée initiale de Kolbe était un cercle magique de femmes, envisagé un moment beaucoup plus grand, symbolisant la beauté et la force de l'humanité. Au fil des années, le projet a évolué, avec au final présence de trois nus masculins qui pouvaient plaire aux idéologues nazis, l'homme de la pensée, l'homme du combat et l'homme de la jeunesse.

Georg Kolbe, Cercle des statues (Rothschildpark, Francfort-sur-le-Main)
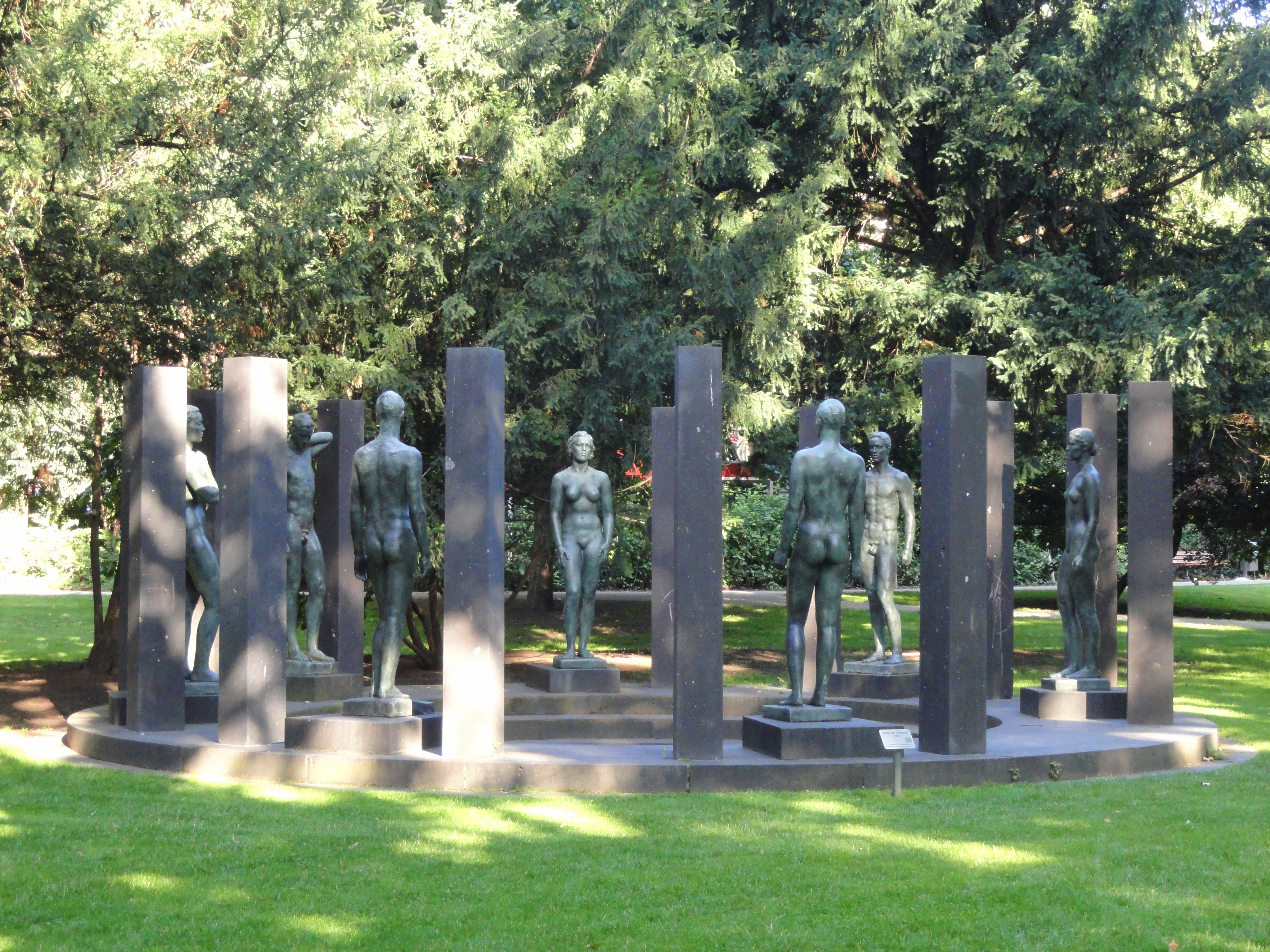
Le cercle des sept statues
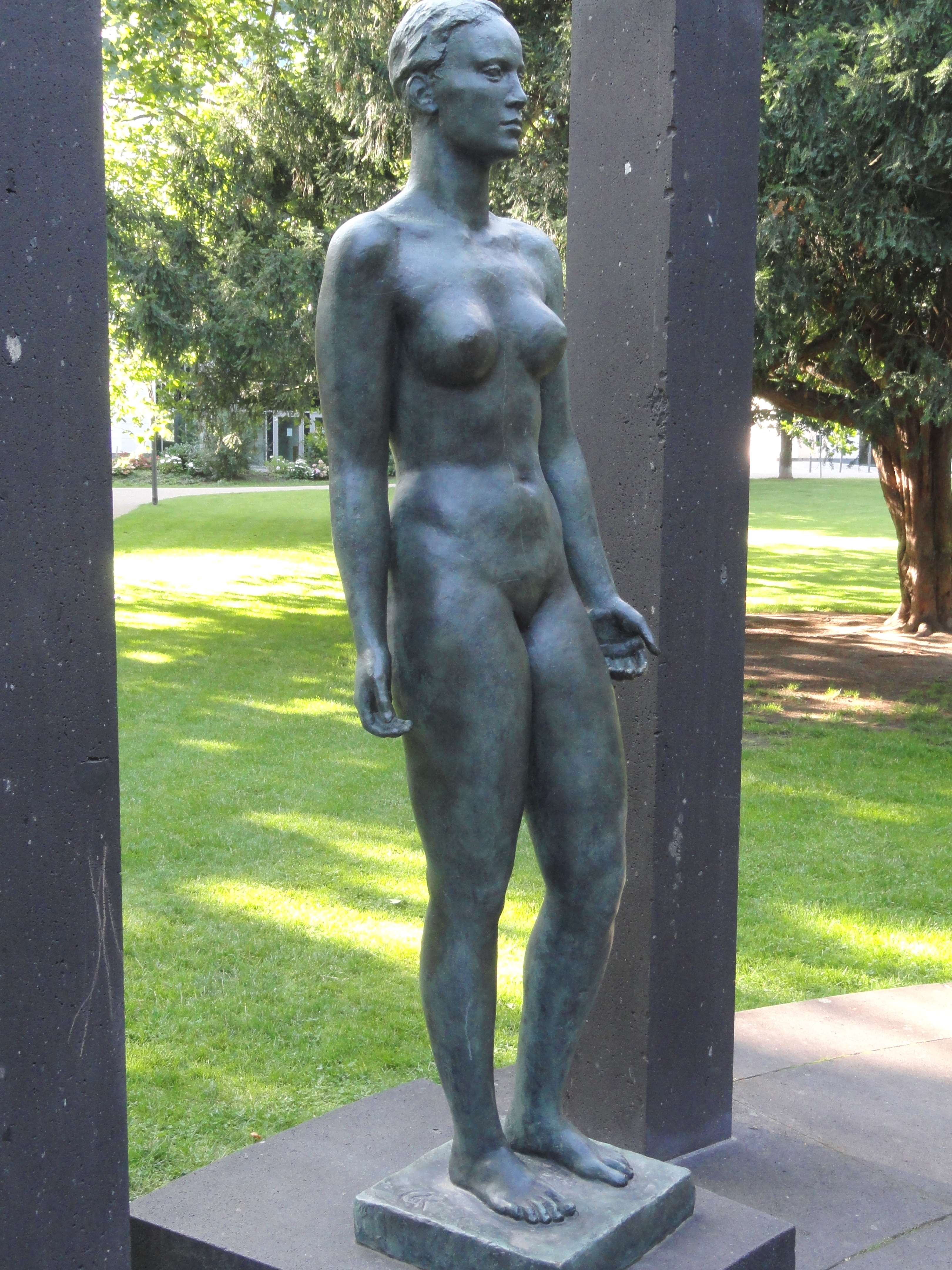
Amazone
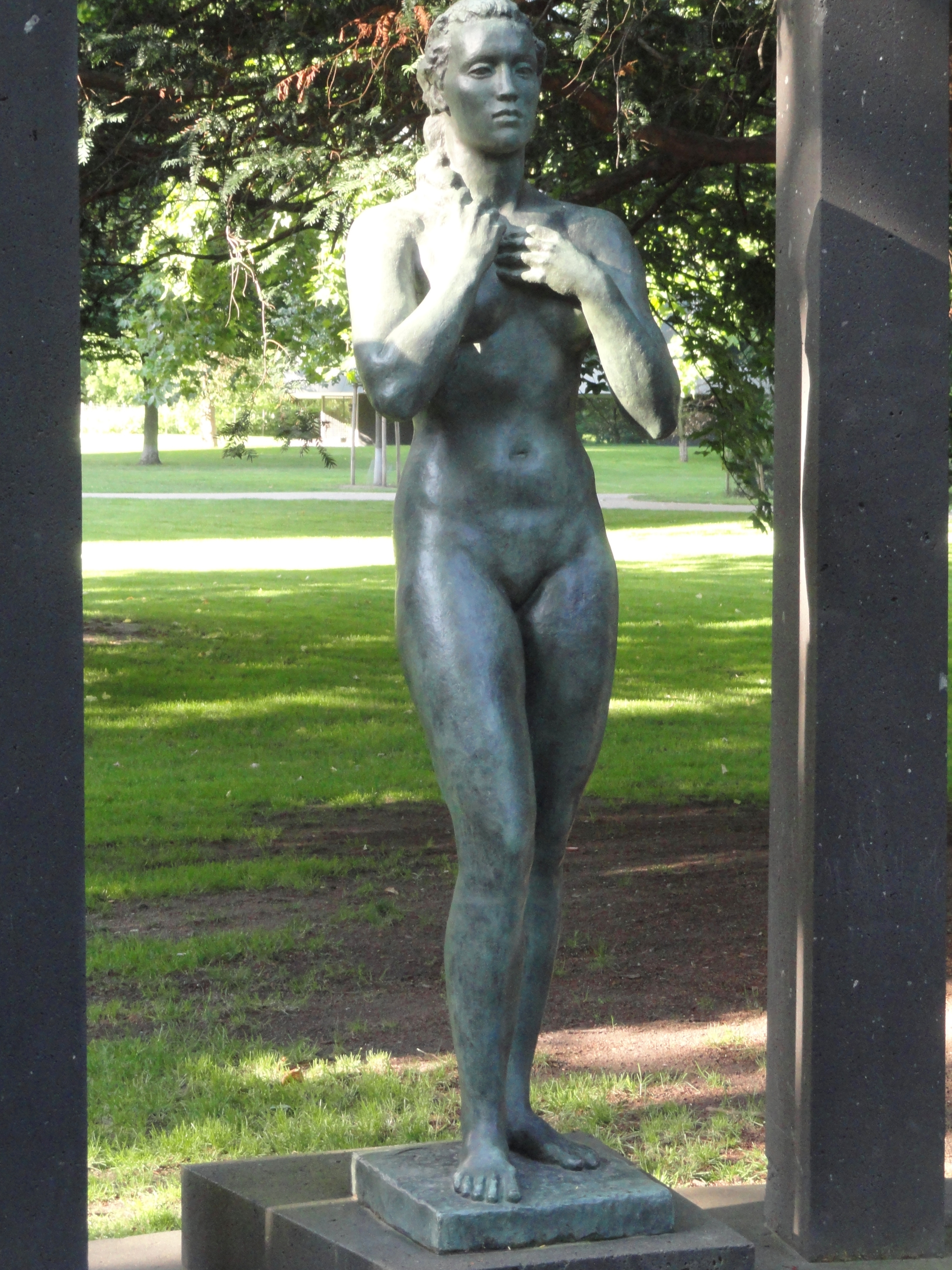
Gardienne
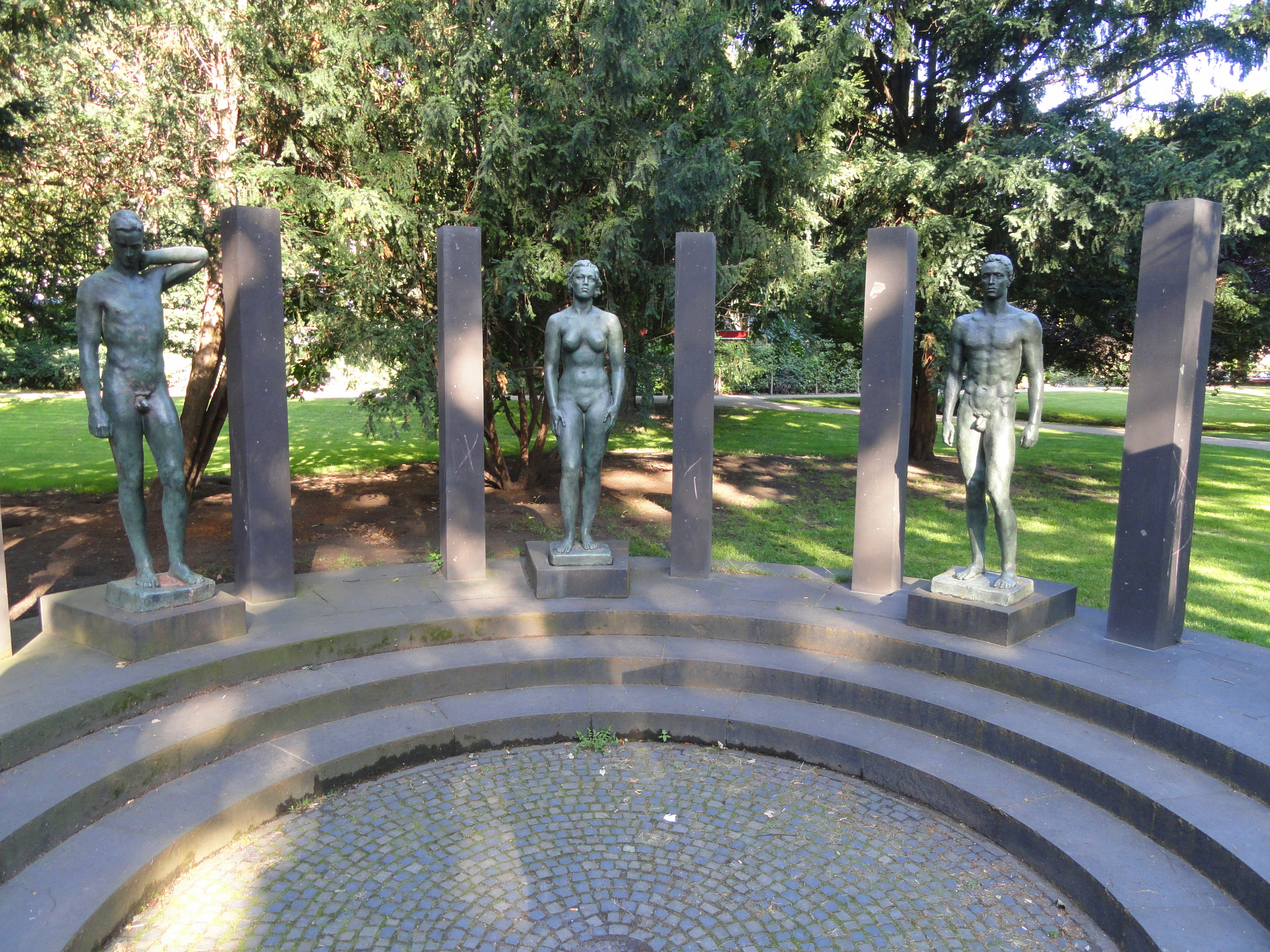
Penseur - Jeune femme - Jeune combattant
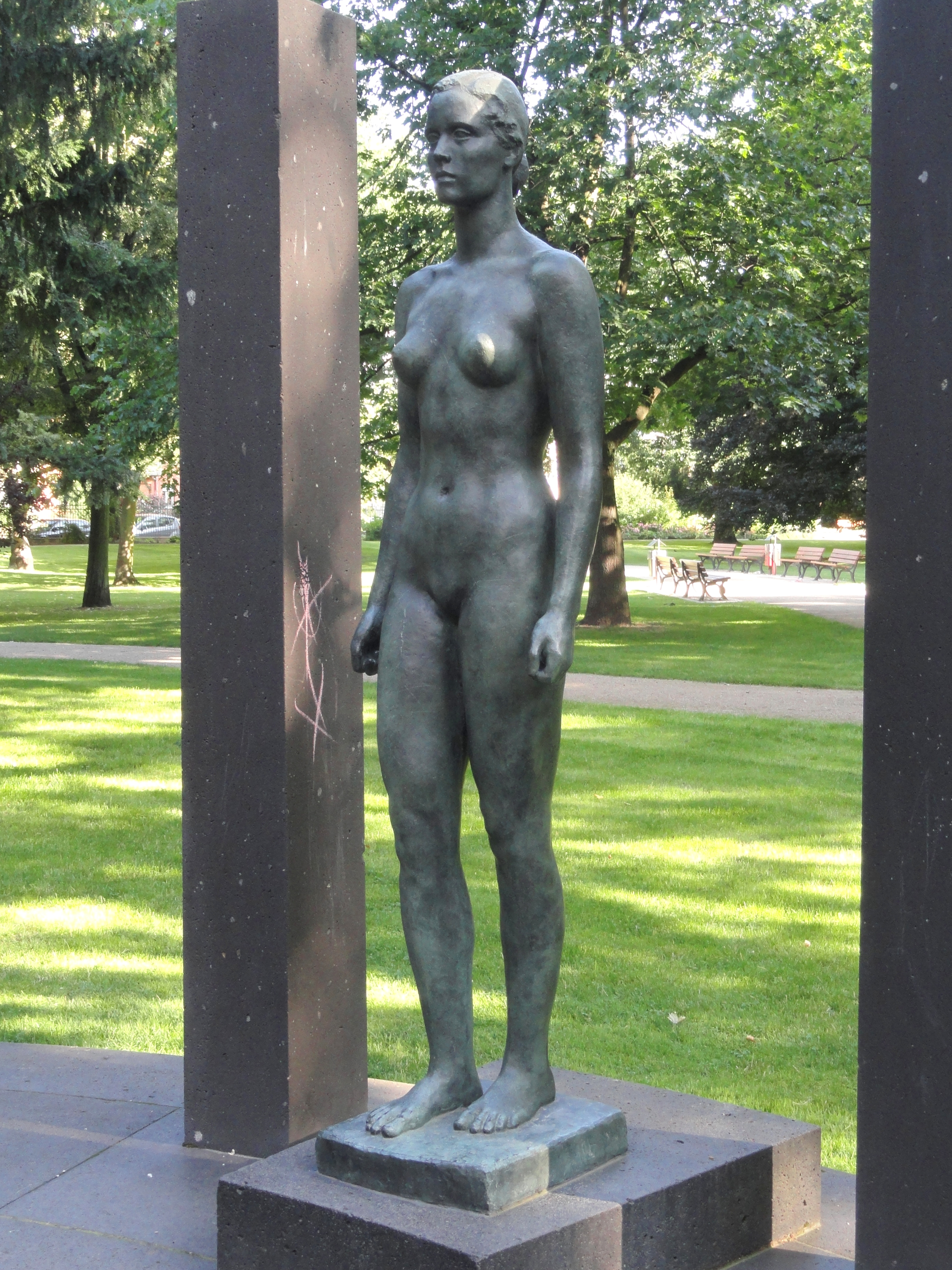
Élue
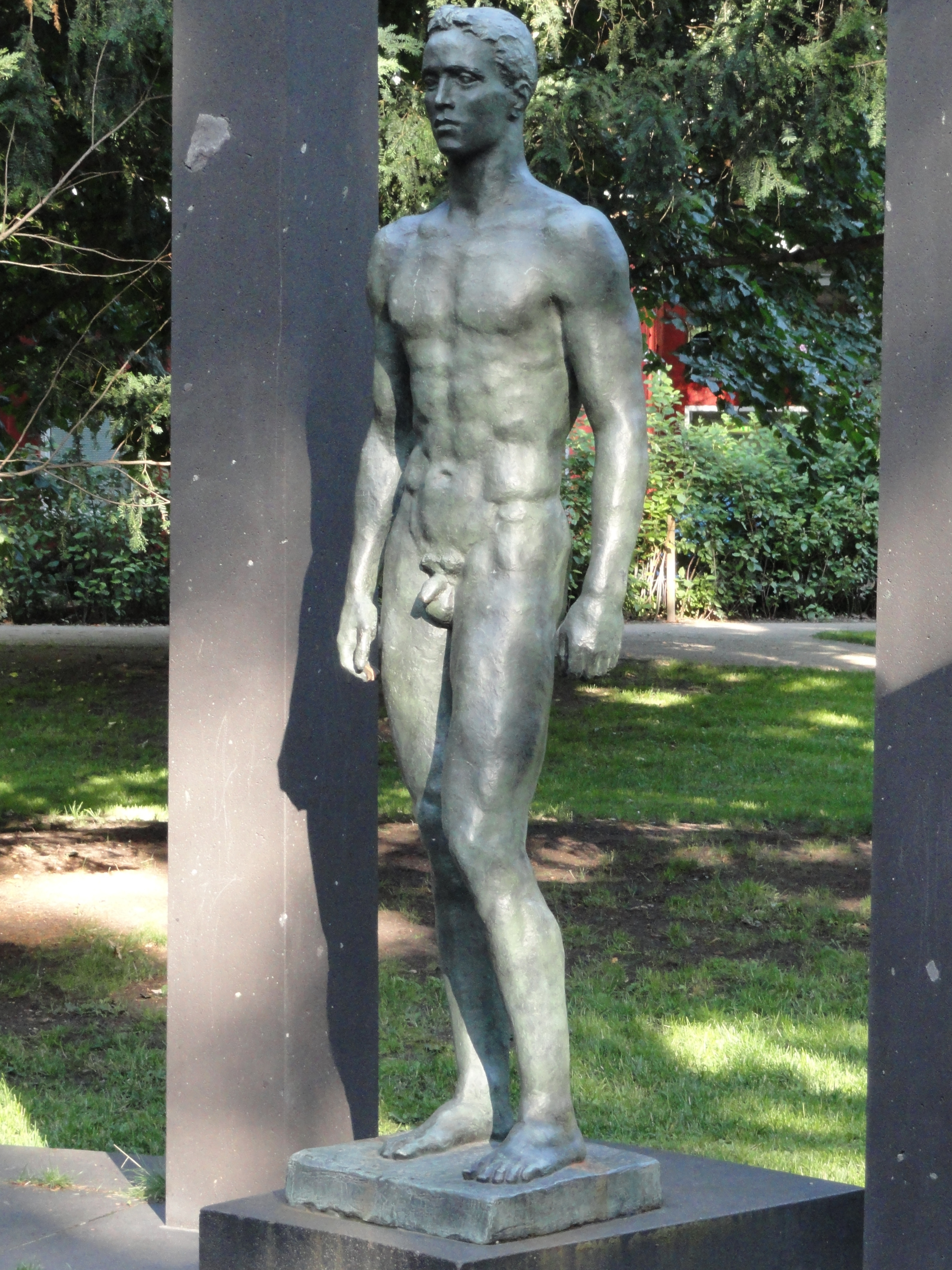
Jeune homme

Fritz Koelle (de) et Jean Sprenger (de) sont les seuls sculpteurs de cette période à avoir partagé avec d'autres artistes visuels de la Nouvelle objectivité (notamment August Sander) le besoin de représenter les classes populaires. En 1925, Fritz Koelle avait épousé Elisabeth Karmann, artiste peintre et fille d'un mineur de Saint-Ingbert en Sarre. C'est à partir de cette date qu'il consacre sa production aux représentations de mineurs et d'ouvriers de la sidérurgie de Völklingen. En 1940, Koelle, dont l'atelier est surveillé par la Gestapo, est soumis à une pression de la part du Gauleiter Paul Giesler et de Robert Ley, envoyés vers lui par Hitler : pour continuer à travailler, il devra d'abord réaliser pour le Führer une statue de femme nue. Après avoir livré la danseuse sur pointes Spitzentänzerin, jugée trop habillée dans son tutu degas, il accède à cette demande de nudité qu'il ne pouvait pas refuser, mais la détourne dans l'esthétique dénuée d'érotisme et quasi documentaire de la Nouvelle objectivité, avec sa Turmspringerin, une jeune femme aux bras tendus en avant se préparant à un plongeon de haut vol en arrière ; le modèle pourrait lui avoir été fourni par le célèbre film Olympia de Leni Riefenstahl, qui montre plusieurs plongeuses dans cette position, dont l'Américaine Dorothy Poynton-Hill, médaille d'or sur plateforme à 10 mètres aux JO de 1936. C'est un des très rares exemples de statues de femmes nues de Koelle, et de ses statues de femmes en général, et le seul dans ce style de la néo-objectivité.

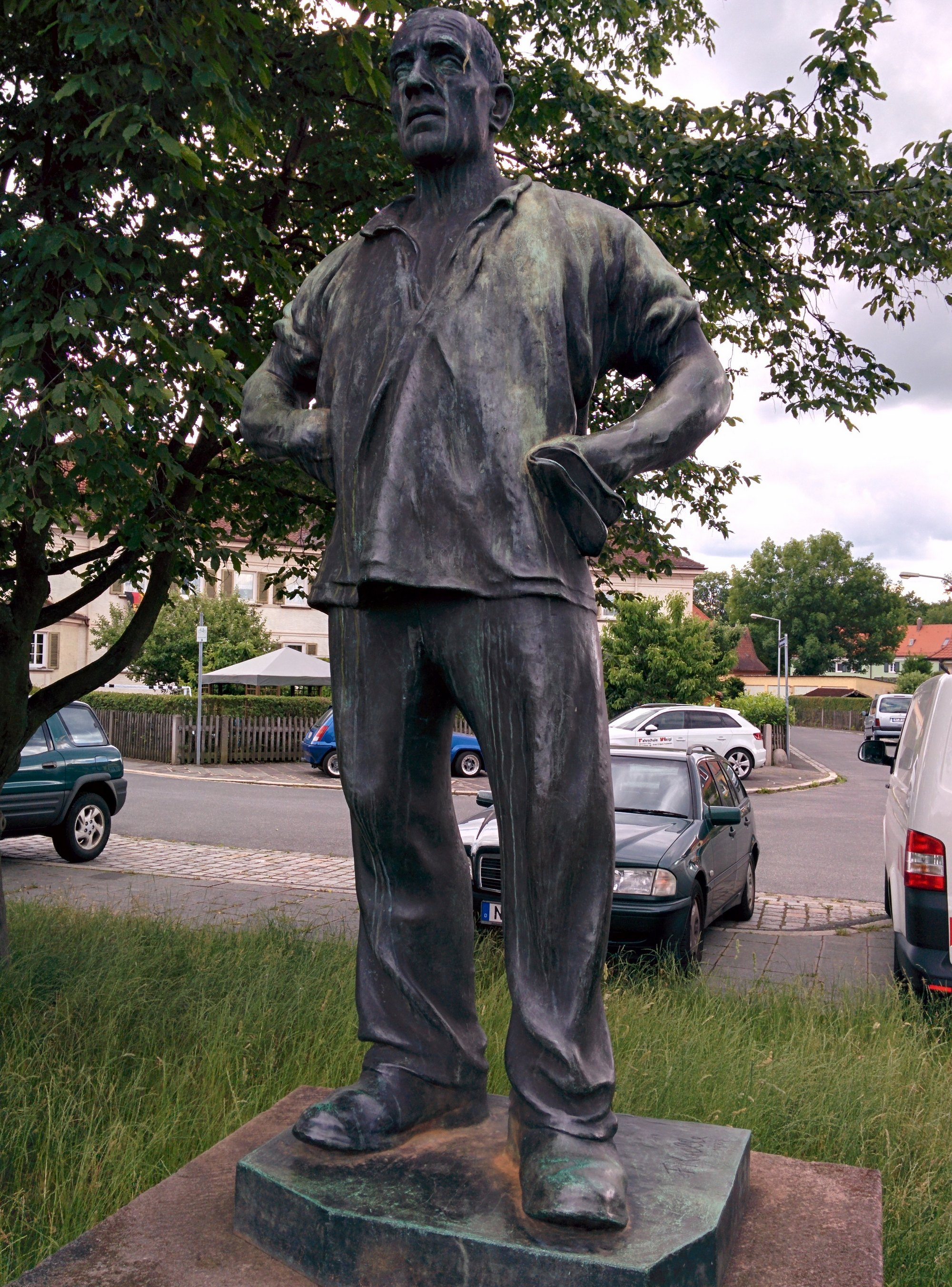
Fritz Koelle, mineur, 1927
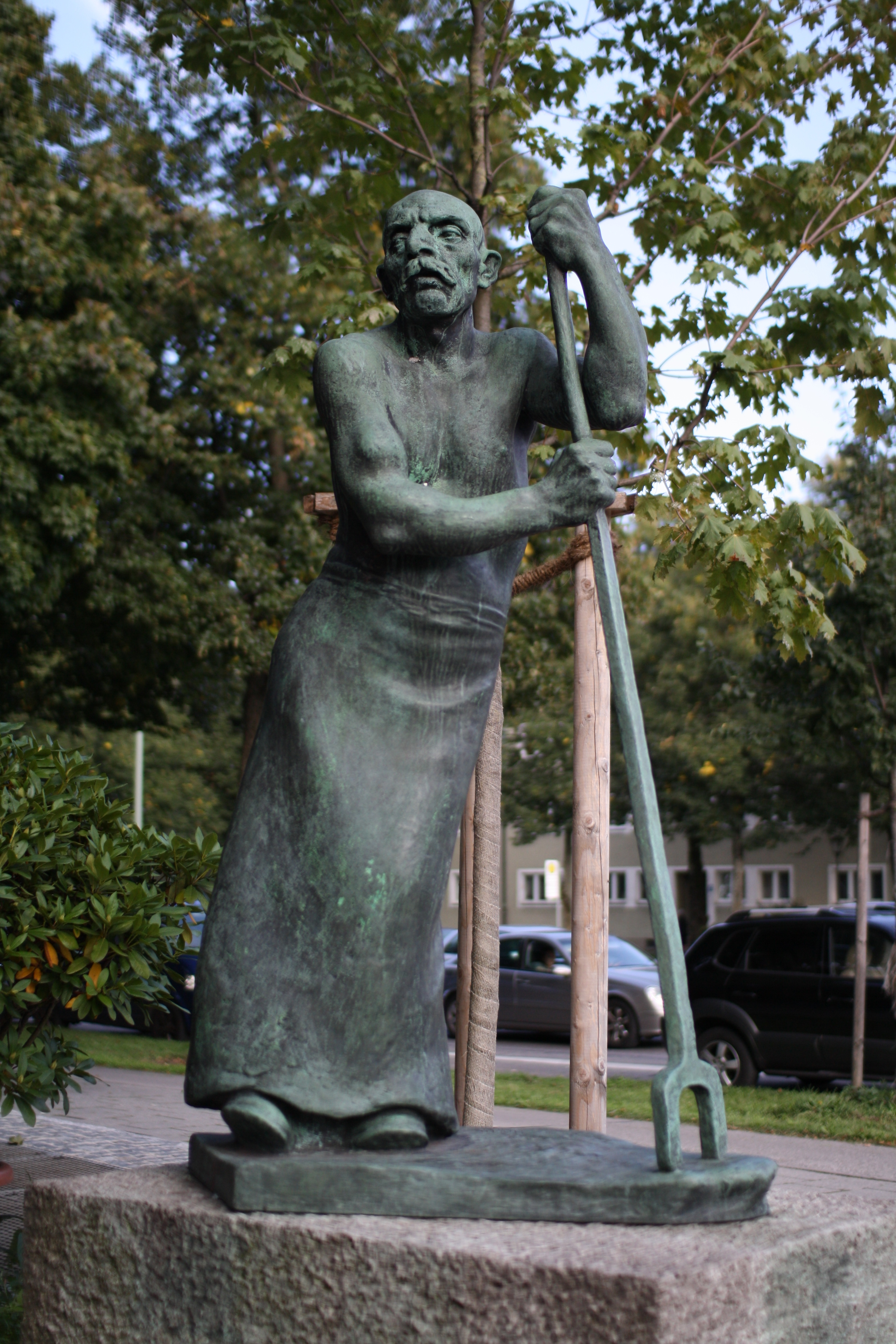
Fritz Koelle, lamineur, 1929
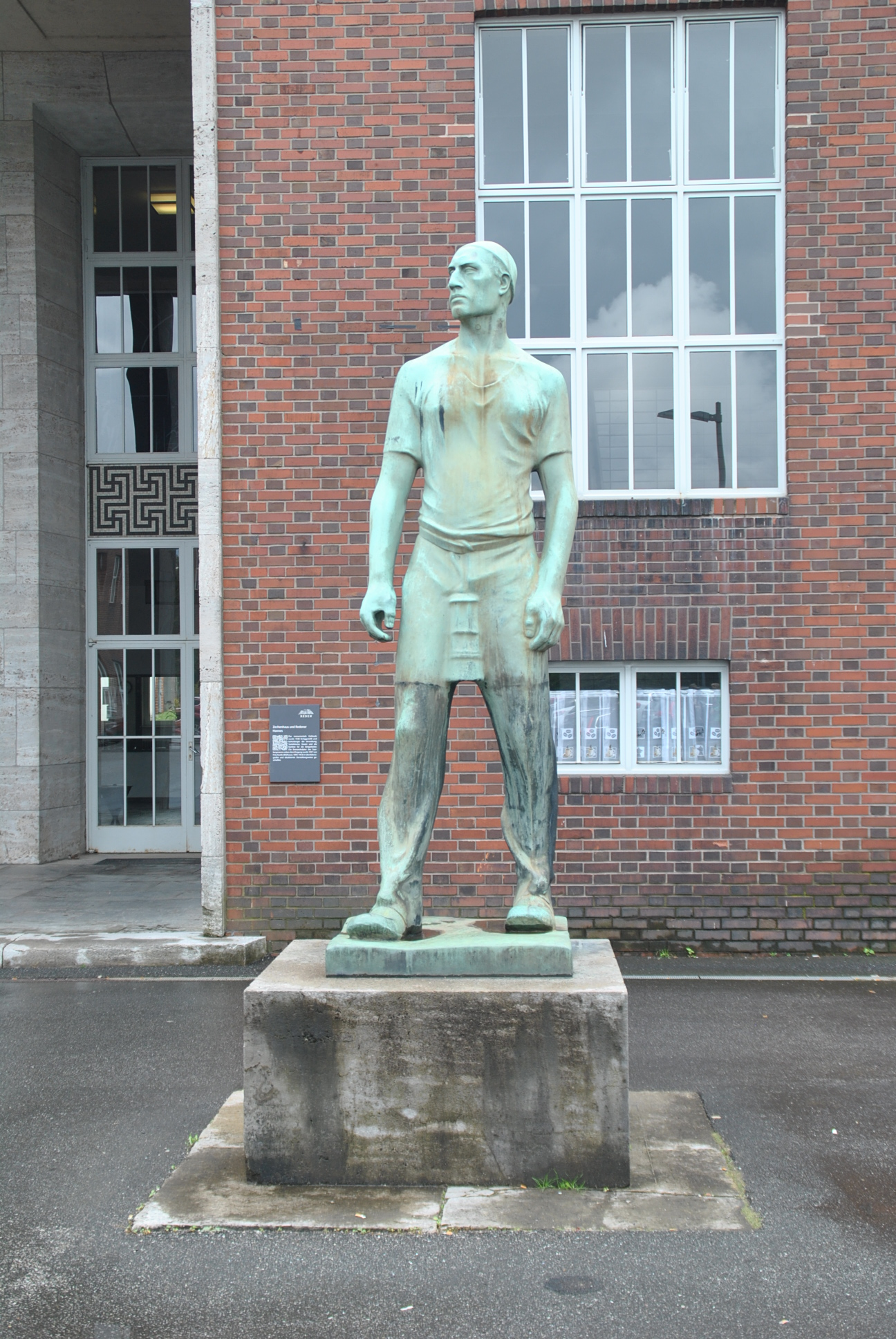
Fritz Koelle, Der Saarbergmann (mineur de Sarre), 1937
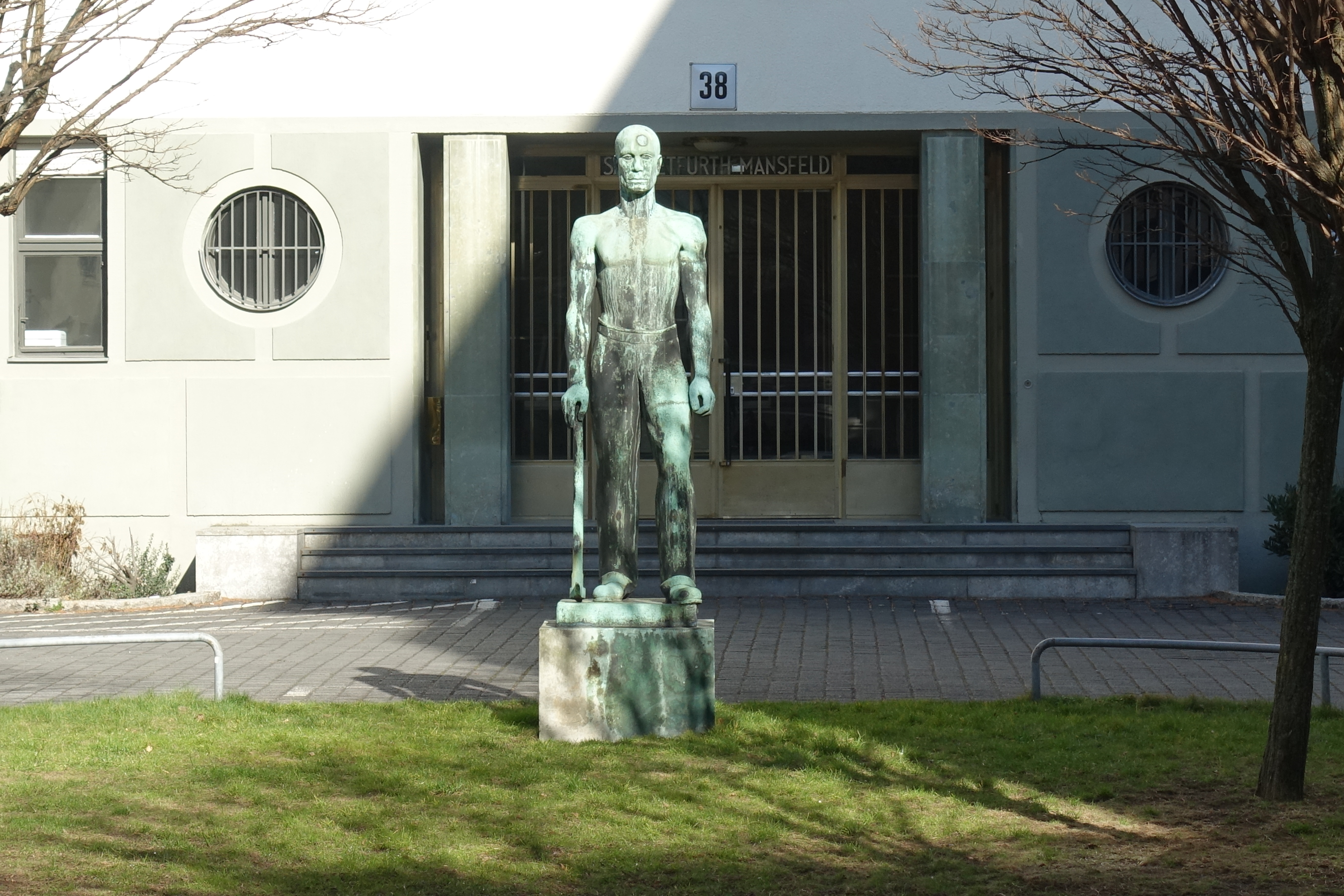
Jean Sprenger, mineur, 1937
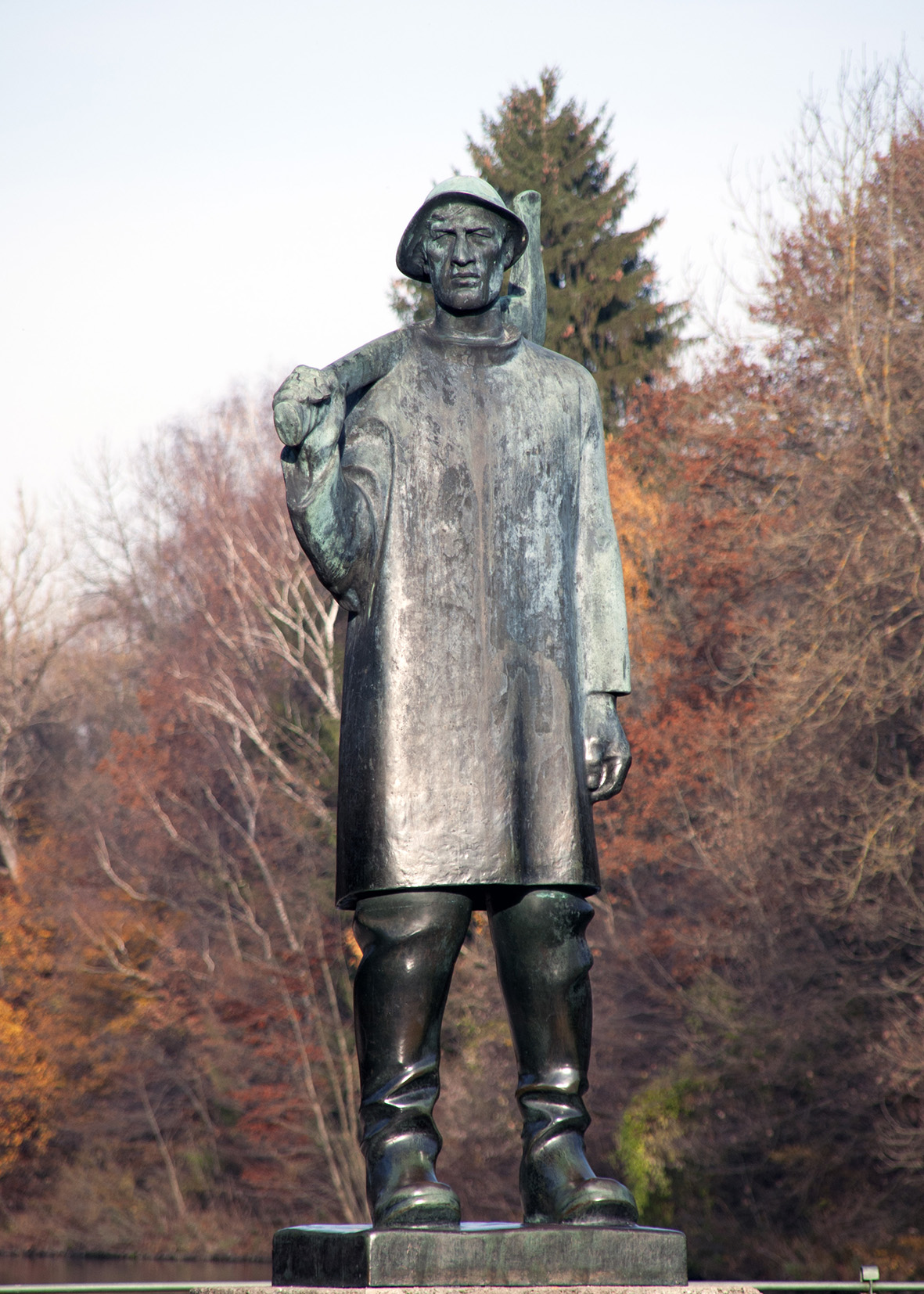
Fritz Koelle, Isarflösser (flotteur sur l'Isar), 1939

Un bel exemple de sculpture féminine néo-objective est la Ballspielerin (joueuse de water-polo), œuvre de commande réalisée en 1928 par Eugen Hoffmann pour décorer la nouvelle grande piscine Volksbad de Dresde, inaugurée en 1929,,. Elle illustre la nouvelle pratique du sport par les femmes, dont celle récente du water-polo, qui était alors un sport olympique pour les hommes depuis 1900. De plus, elle n'est pas nue, contrairement aux autres représentations de sportives citées. Membre du Parti communiste d'Allemagne et du Rote Gruppe communiste berlinois, cofondateur en 1929 de l'Association des artistes visuels révolutionnaires de Dresde, Hoffmann a été persécuté par les nazis, et ses sculptures inspirées par les arts premiers ont été sélectionnées pour l'exposition « Art dégénéré » de 1937. Très peu de ses œuvres subsistent, et la Ballspielerin est sa seule connue dans le style de la Nouvelle objectivité.

## Portraits
Dans son chapitre sur la sculpture de la Nouvelle objectivité,, Joachim Heusinger von Waldegg (de) a consacré une partie au portrait. Pour lui, « le nombre des portraits de qualité sculptés à la fin des années vingt n'a rien de surprenant : la limitation de la liberté d'interprétation artistique liée au sujet n'était-elle pas conforme à l'« objectivité » de l'époque ? ». Il cite notamment les bustes du président Friedrich Ebert et des artistes Max Slevogt, Heinrich Mann, Gottfried Benn, Alfred Partikel (de), ainsi que les autoportraits de Georg Kolbe, Richard Scheibe, Hermann Blumenthal, Renée Sintenis, Käthe Kollwitz et Joachim Karsch (de). On peut ajouter à cette liste les portraits d'hommes de Georg Müller (en) créés entre 1924 et 1932, dont le buste posthume de Max Reger (1930), le buste de Leo Kestenberg par Ernst Barlach (1928) et l'autoportrait de Fritz Koelle (de) avec sa casquette d'ouvrier (1931).

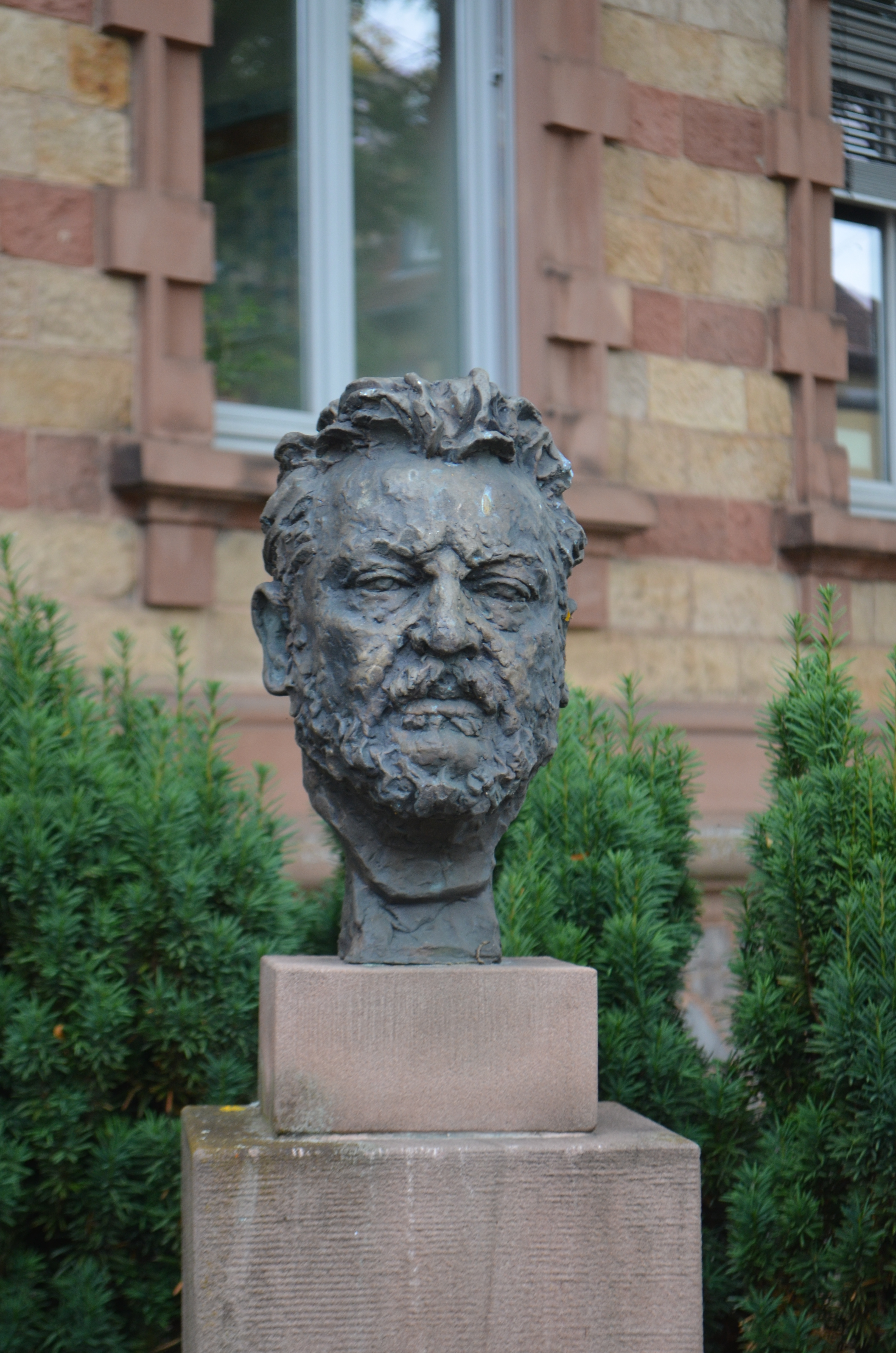
Georg Kolbe, Max Slevogt, 1926
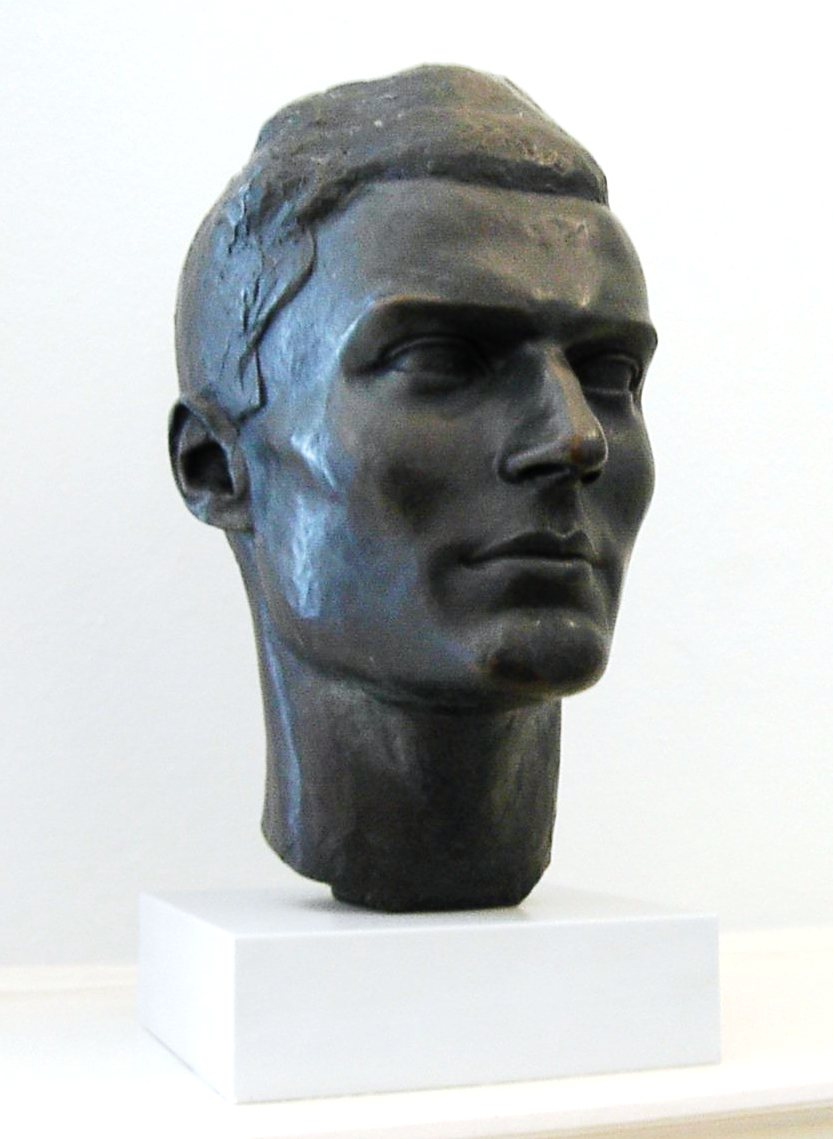
Frank Mehnert (de), Claus von Stauffenberg, 1930
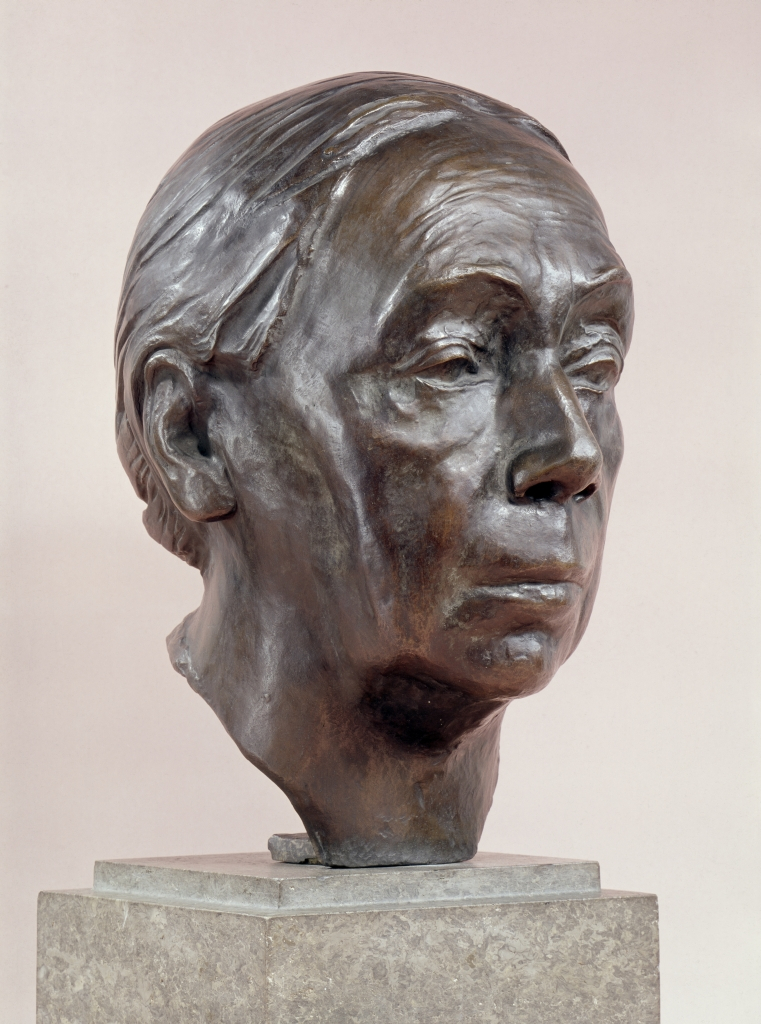
Käthe Kollwitz, Autoportrait, 1926-36

## Sculpture commémorative et religieuse
La défaite allemande, assortie de la « honte de Versailles », a entrainé après la Première Guerre mondiale un désenchantement généralisé dans la société et, dans les arts, la fin de l'expressionnisme et de ses utopies. Dans la rare statuaire commémorative de cette guerre, à l'opposé des monuments traditionnels rendant hommage aux soldats, généralement en armes ou entourés de canons, et des nationalistes glorifiant les héros de leur pays tombés au champ d'honneur, les néo-objectifs se tournent vers l'humilité et la sobriété, dans un recueillement inspirant la réflexion.
Ernst Barlach, auteur du Mémorial de Magdebourg (Magdeburger Ehrenmal (de)), l'a décrit comme « la plus grandiose et la plus significative » de ses œuvres. Conçu dans les années 1920 non comme une glorification du combattant mais comme un monument contre la guerre, et terminé en 1929 pour être installé dans la cathédrale de Magdebourg, il a été vilipendé par Alfred Rosenberg, retiré en 1934 puis confisqué en 1937. Ayant échappé par miracle à la destruction, il a pu être réinstallé dans son lieu d'origine en 1955. Les figures placées à terre, encore expressionnistes, sont la Détresse, la Mort et le Désespoir ; les trois personnages qui les dominent sont, au centre, le savant ou chef spirituel, portant devant lui la croix du Gott mit uns et du don de soi, désabusé, atteint d'une lésion à la tête et aux yeux hagards, entouré du guerrier de métier obéissant aux ordres, en allégeance à la Croix, et du volontaire naïf ou buté inconscient des horreurs de la guerre. Depuis les années 1980, des groupes de militants pour la paix et la non-violence se rassemblent régulièrement autour du monument ou devant la cathédrale de Magdebourg.
À Ansbach, le Mémorial de la Première Guerre mondiale de 1926 de Georg Müller (en) représente un soldat nu blessé porté par un cheval à l'arrêt.
Également de Barlach, L'Ange flottant (Schwebender Engel (de)), conçu à la même époque et dans le même esprit que le mémorial de Magdebourg, a été installé dans la cathédrale de Güstrow en 1927. Le premier bronze ayant été confisqué par les nazis, fondu ensuite comme « don de métal du peuple » en 1941, un deuxième moulage avait été réalisé secrètement en 1939 et caché dans l'atelier d'Hugo Körtzinger (de) à Schnega. L'Ange est devenu l'œuvre la plus célèbre de Barlach, présent depuis 1952 sur plusieurs sites en Allemagne, l'Antoniterkirche (église des Antonins) de Cologne, la cathédrale de Güstrow, l'église du château de Wittenberg et le musée de Gottorf. Le visage est celui de Käthe Kollwitz, qui avait perdu son fils à la guerre.

Ernst Barlach
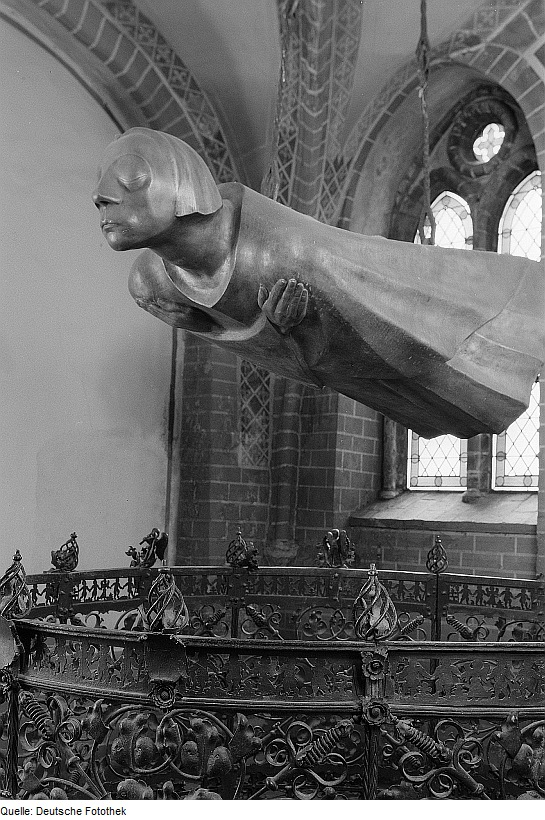
L'Ange flottant, cathédrale de Güstrow, 1927
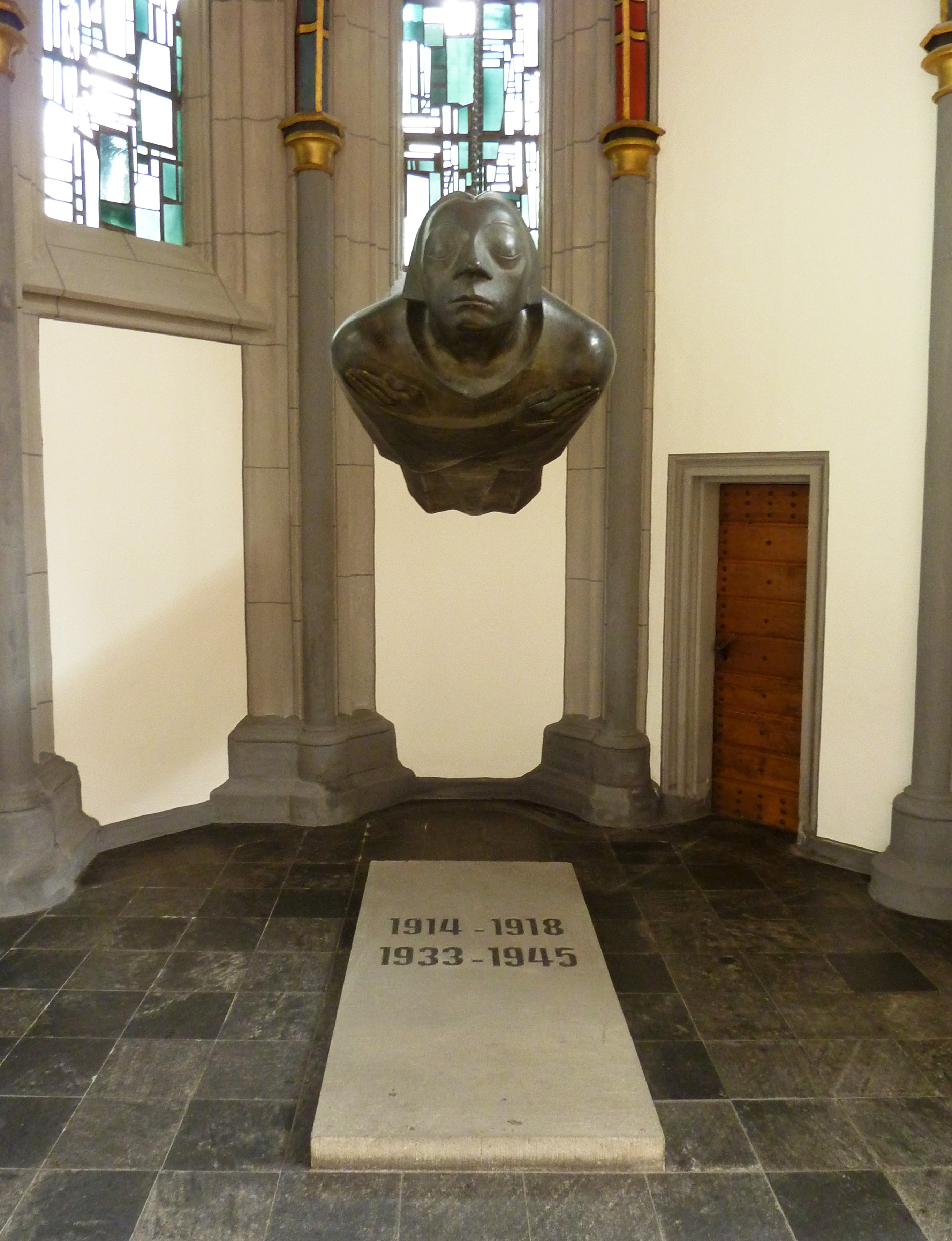
L'Ange flottant, église des Antonins de Cologne, 1939/1952
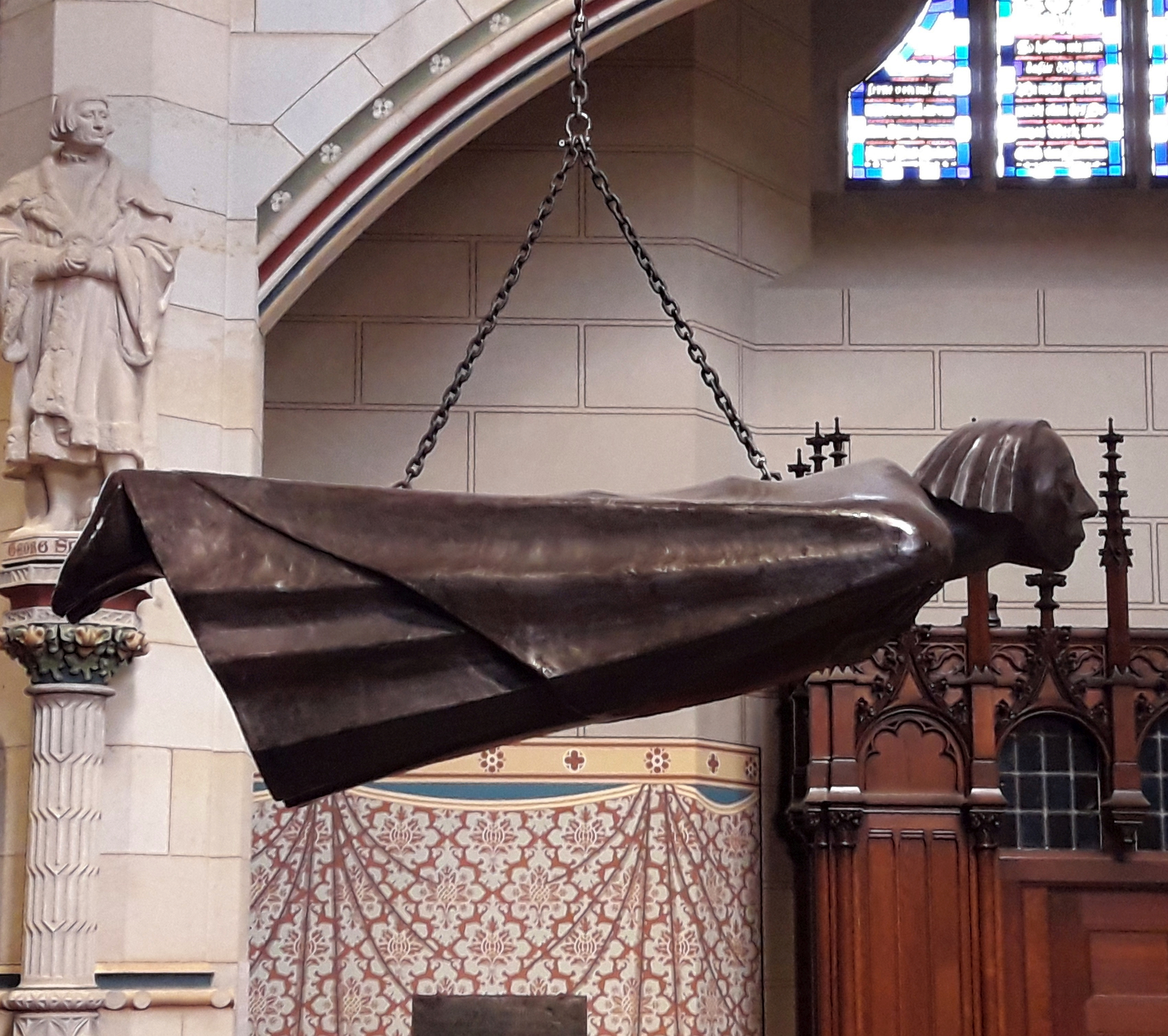
L'Ange flottant, église du château de Wittenberg
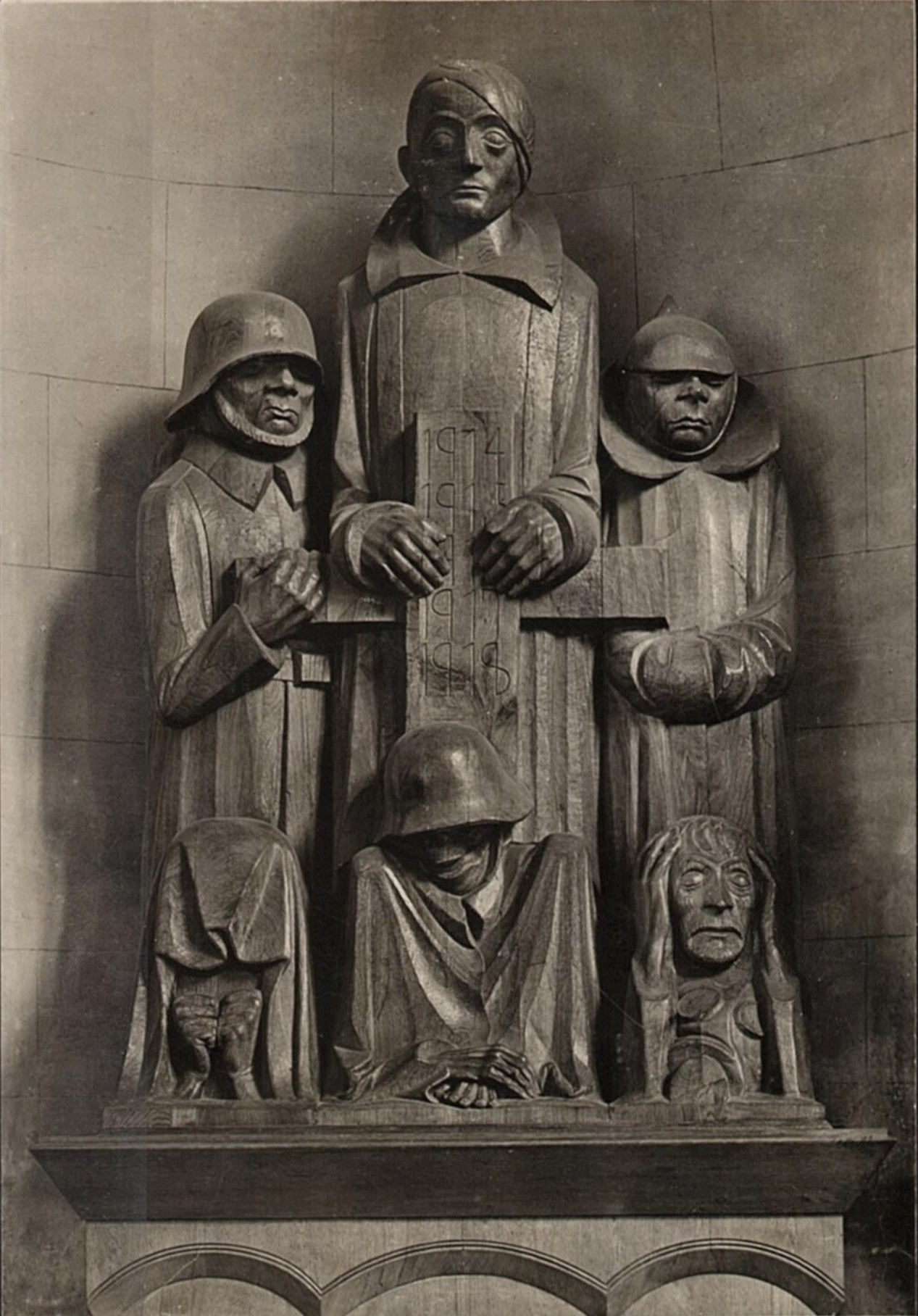
Monument contre la guerre, cathédrale de Magdebourg, 1929

## Sculpture animalière et statues équestres
Plusieurs sculpteurs ont exécuté des statues d'animaux, en leur donnant une posture naturelle et paisible. Des exemples sont dus à Ludwig Kunstmann à Hambourg : son Cheval, encore stylisé en 1921-1922, sur l'immeuble Thaliahof, deux jaguars (1927-28), et l'éléphant "Anton" sur une des façades du Brahms Kontor (1931). Fritz Paul Zimmer (de) a réalisé plusieurs statues de cervidés au cours des années 1920, et Renée Sintenis des statuettes et statues d'équidés. Dans sa longue carrière, Fritz Behn a adopté passagèrement l'esthétique néo-objective.
Les statues équestres de souverains, généraux, etc., ont été abandonnées après la chute du Deuxième Reich, mais une alternative, rarement utilisée, restait possible pour de simples militaires, hussards et uhlans, ou d'autres personnages anonymes, tels que l'Amazone de Rudolf Zieseniss (de) (1925).

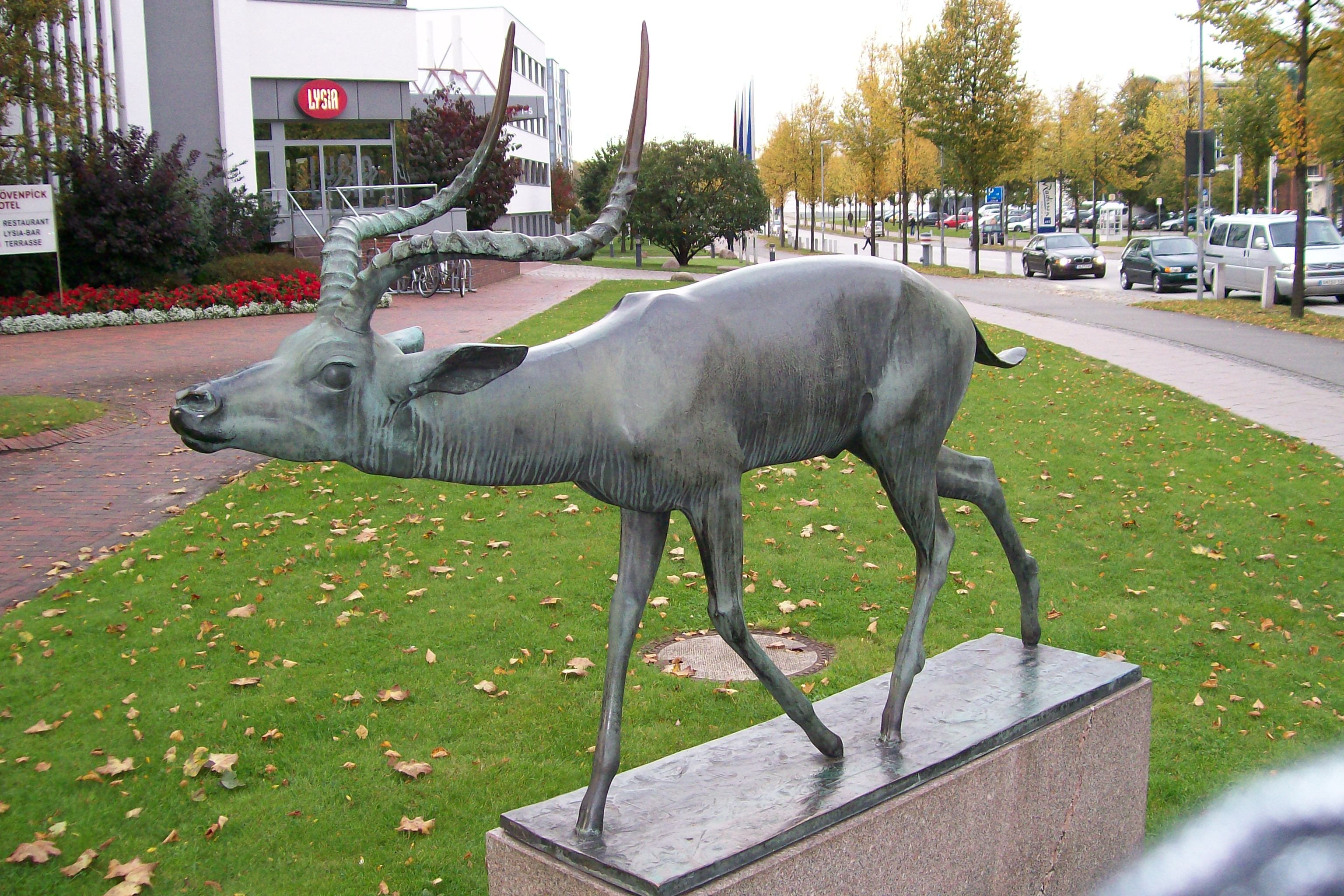
Fritz Behn, Antilope, 1925
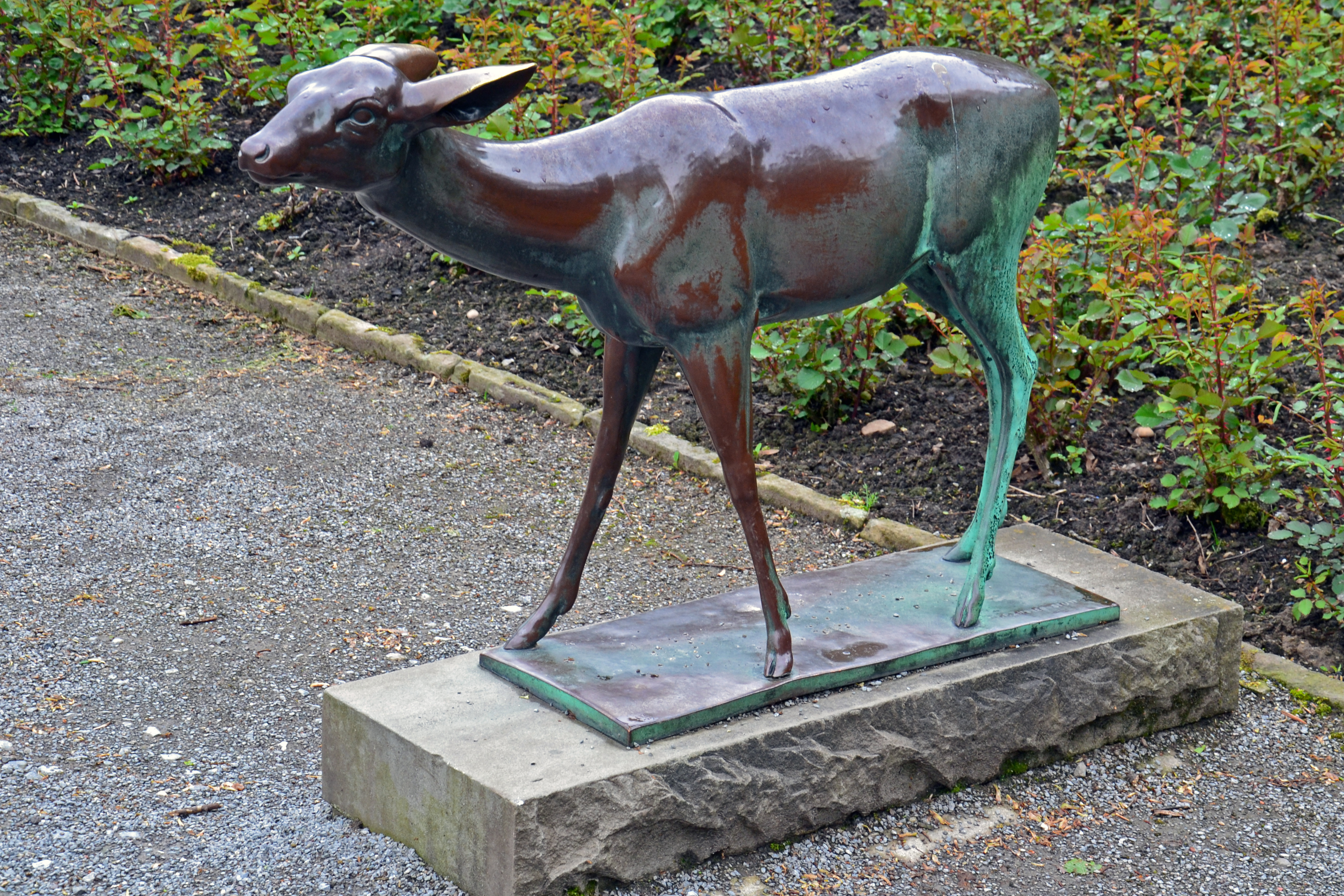
Fritz Paul Zimmer, Cerf, 1926
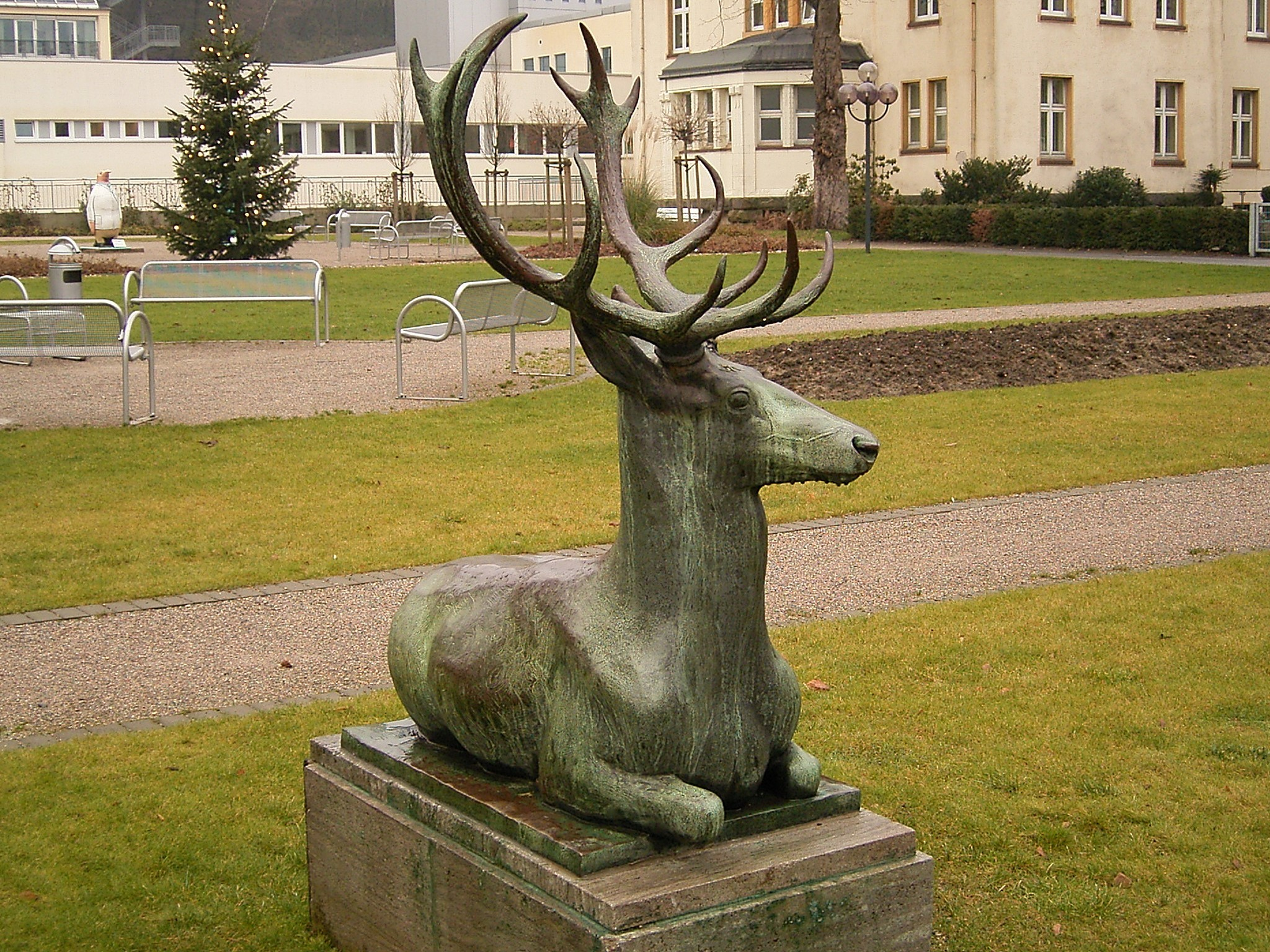
Reinhold Kuebart (de), Cerf, 1928
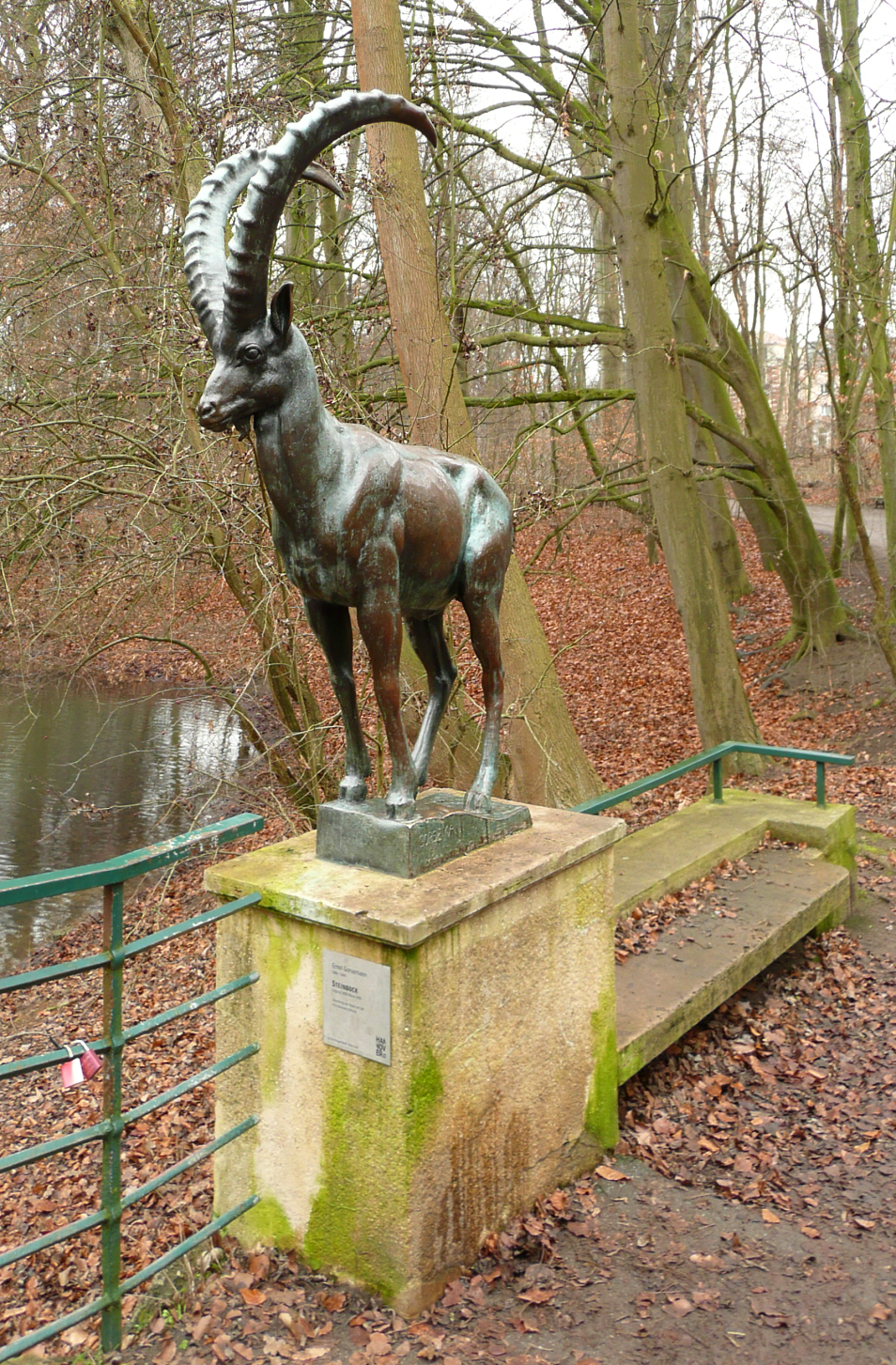
Ernst Gorsemann (de), Bouquetin, 1929
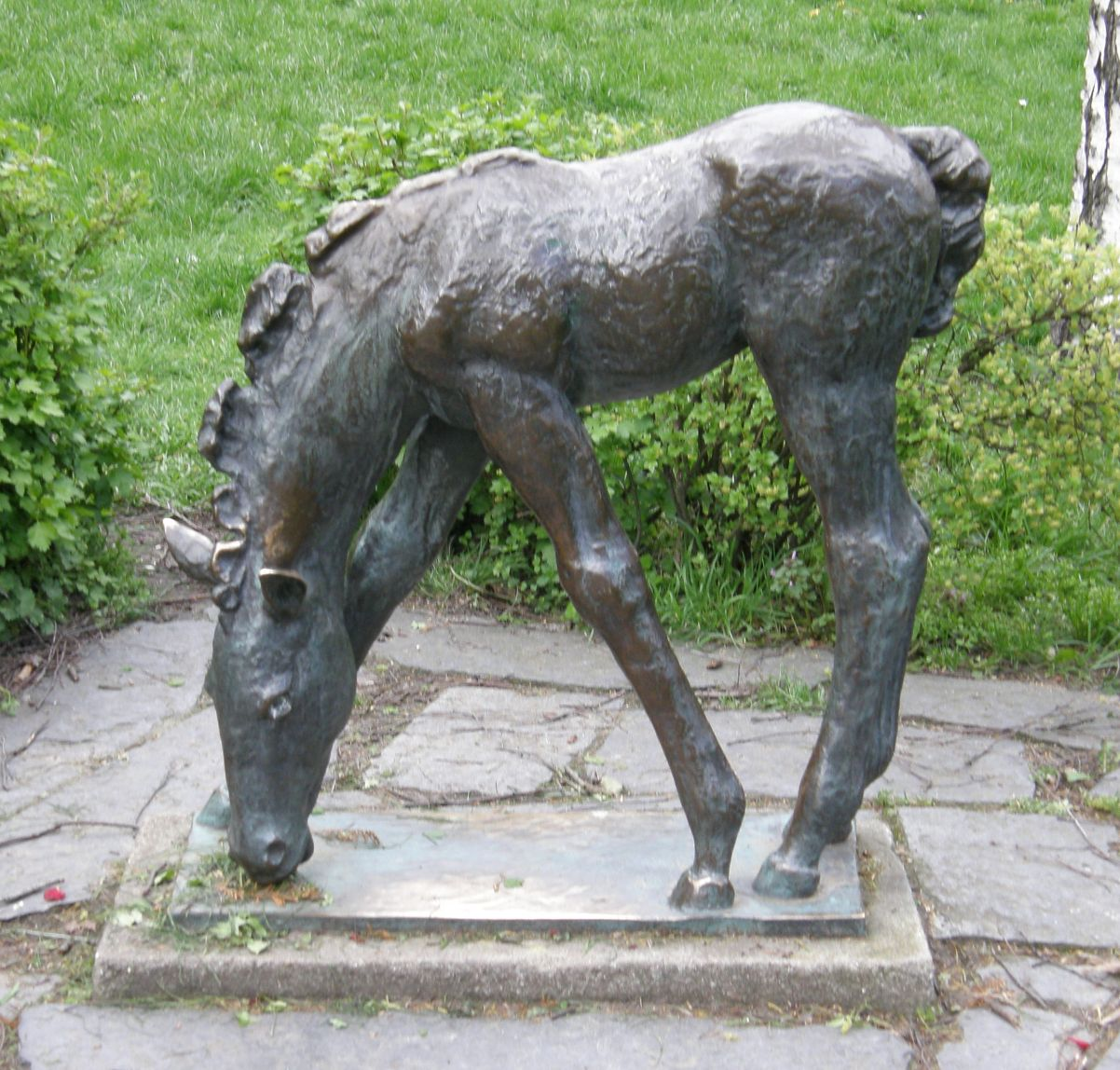
Renée Sintenis, Poulain paissant, 1929
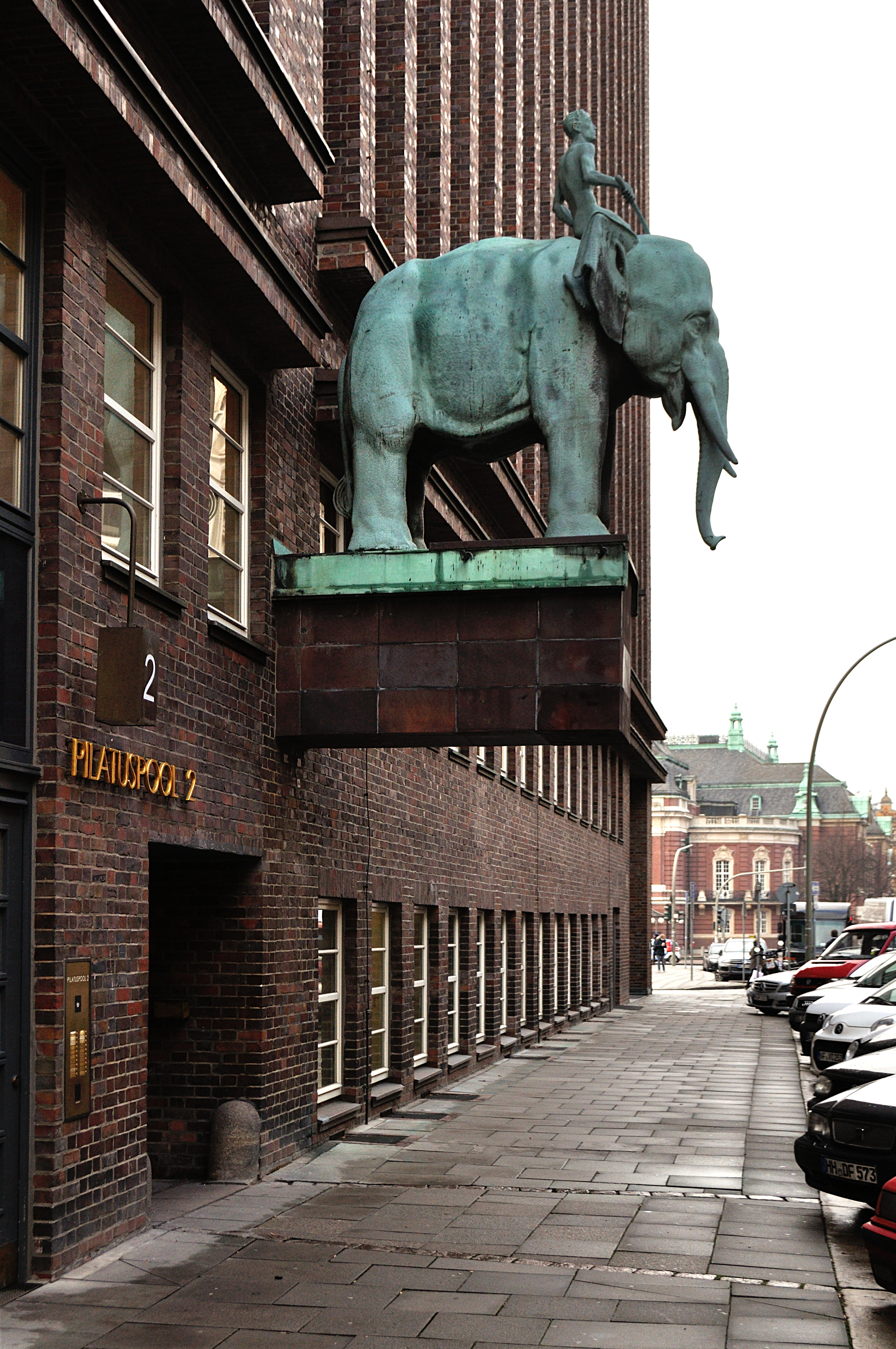
Ludwig Kunstmann, Éléphant, 1931
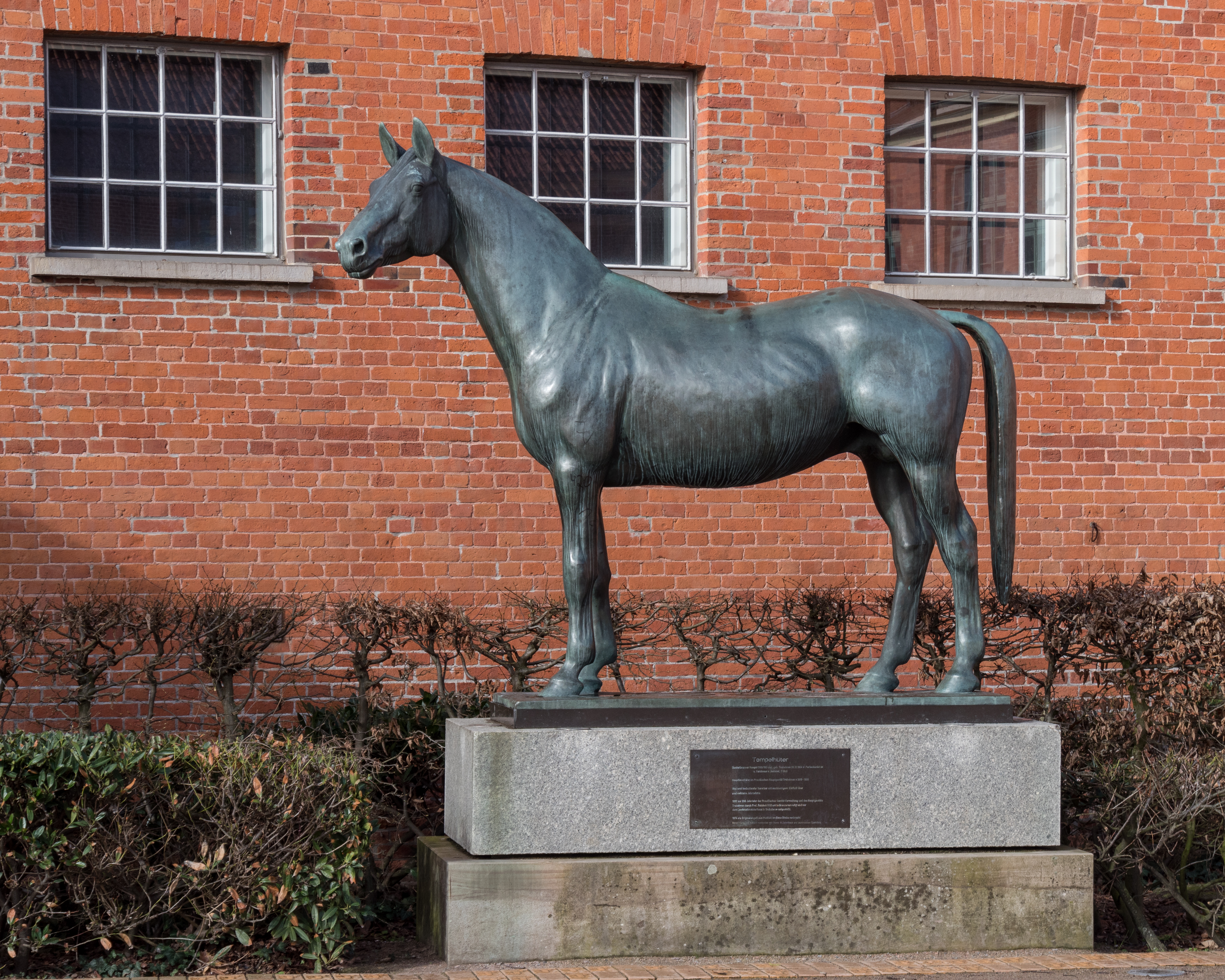
Reinhold Kuebart,  L'étalon Tempelhüter, 1932
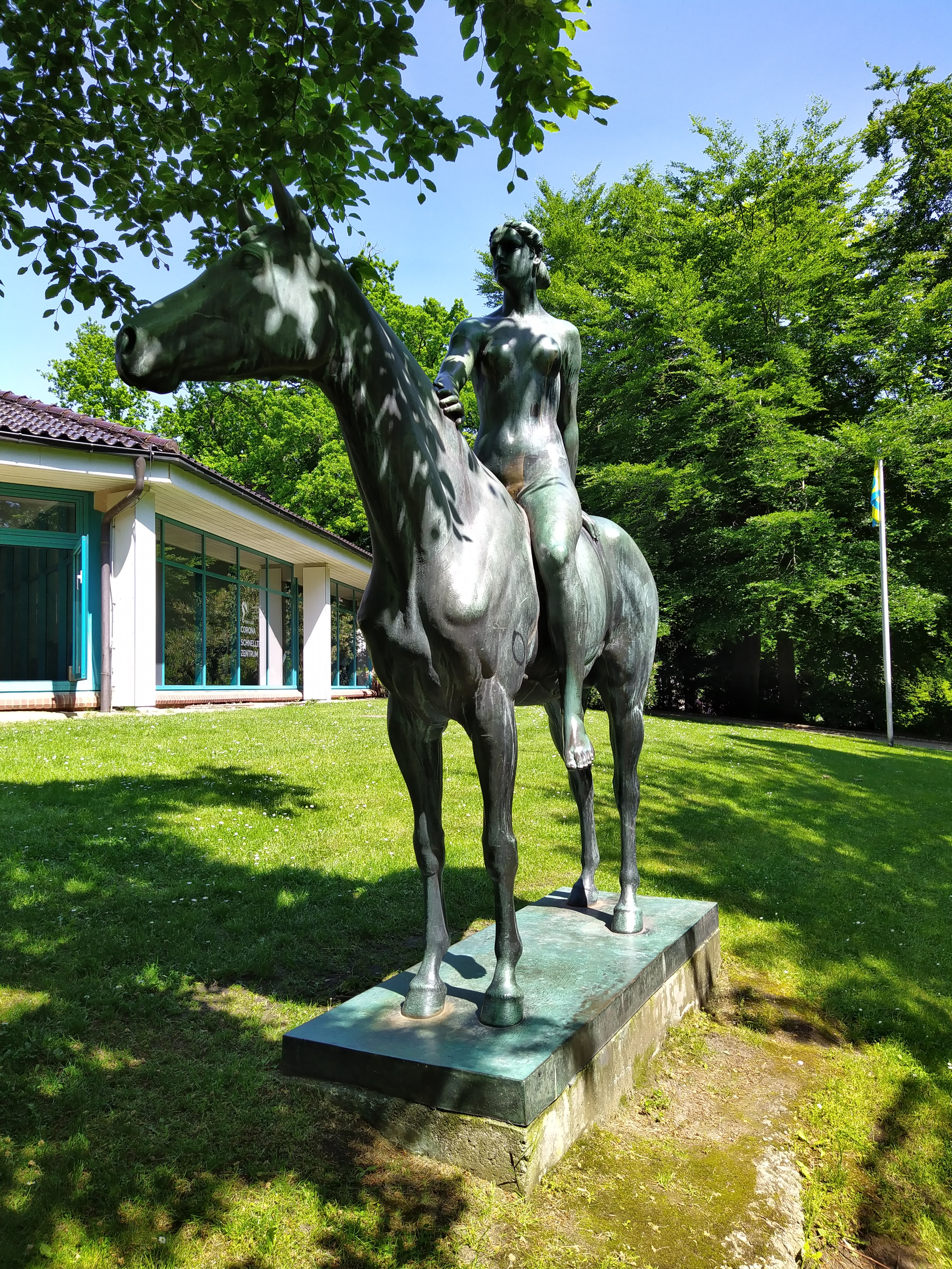
Rudolf Zieseniss, Amazone, 1925

## Devenir sous le Troisième Reich

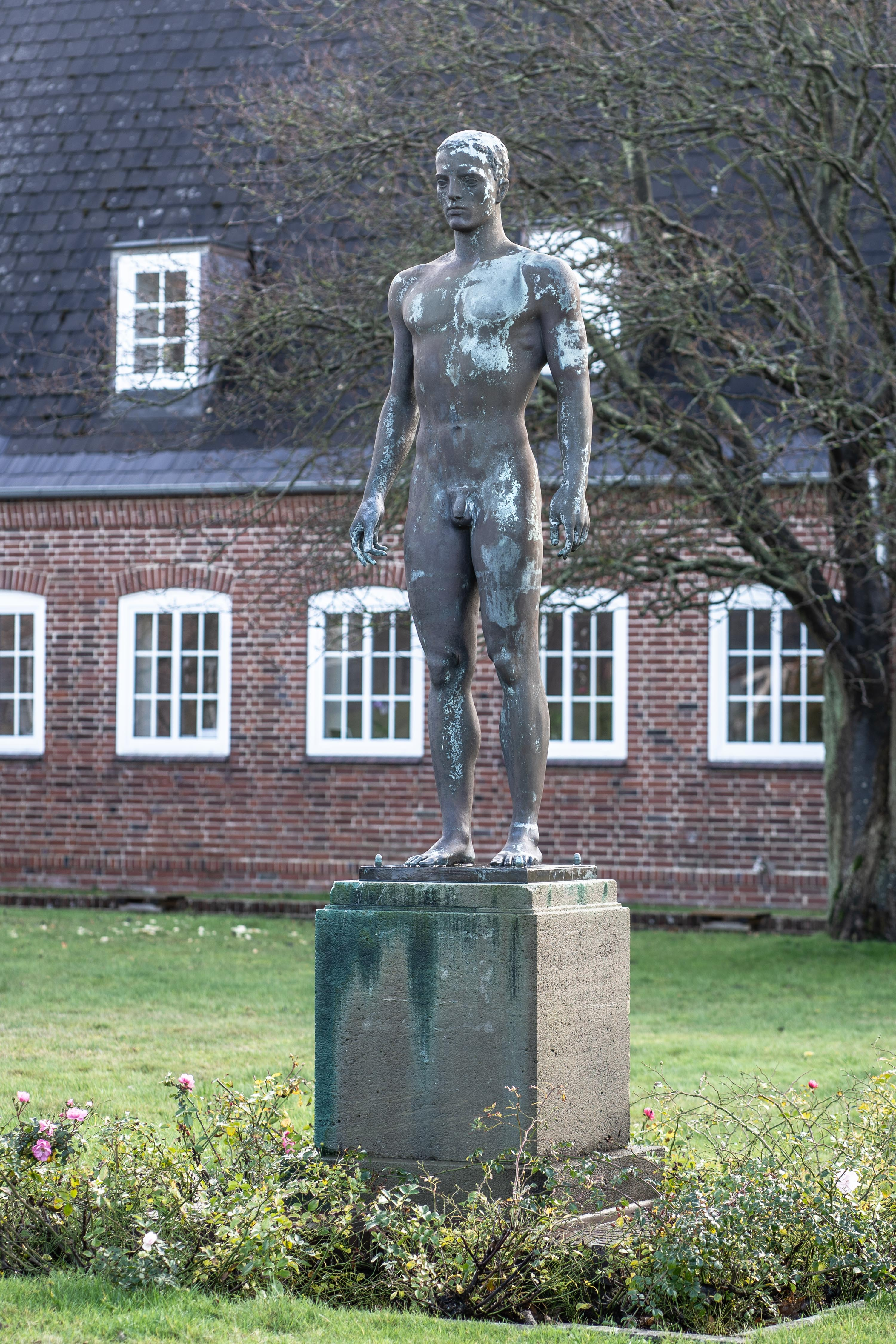
Arno Breker, Décathlonien, 1936,
List auf Sylt

En décrivant la sculpture du Troisième Reich, Jean-Michel Palmier écrit qu'elle « reprend la tradition classique grecque et romaine ou celle qui triompha en Allemagne avec Hildebrand », et Reinhold Hohl la lie directement à la quinzaine d'années précédente : « Le néoclassicisme rassurant poursuit son cours entre les deux guerres […] et va conduire tout droit à l'art officiel des États totalitaires ». Concernant cet art officiel, « il s'agit d'un néoclassicisme outrancier, qui tend à exprimer un culte intemporel du héros ». Pour la propagande nazie, le but sera de glorifier le sujet aryen, pur, sain, fort, victorieux, au corps parfait et athlétique.
Quelques-uns des premiers nus masculins d'Arno Breker, créés entre ses débuts en 1927, son Prix de Rome en 1932 et son accession au titre d'artiste favori du Reich en 1937, notamment ses deux Zehnkämpfer (décathloniens) de 1936, sont dans l'esthétique archaïsante de la Nouvelle objectivité ; beaucoup d'autres, très différents et inspirés de la sculpture grecque classique et hellénistique, donneront au héros une image de puissance et conquérante. Pour devenir combative et déterminée, la position naturelle des mains se transforme chez Richard Scheibe (de) en poings serrés. La nudité est toujours là, mais prise désormais comme symbole de la pureté de la race ; en conformité avec le modèle grec apollinien, le pénis est petit, avec son prépuce recouvrant. Le gigantisme des statues se généralise et s'amplifiera jusqu'à la démesure dans la sculpture monumentale de Josef Thorak.
Le sort des artistes sous la dictature a été très variable. Visés dès les années 1920 par le parti nazi et le Kampfbund für deutsche Kultur, Ernst Barlach, Eugen Hoffmann et Christoph Voll n'ont pas eu à attendre l'arrivée d'Hitler au pouvoir et l'exposition de 1937 pour être classés dans les « dégénérés », dont les œuvres et même les personnes physiques devaient être ou seront éliminées.
Les ennuis de Fritz Koelle (de) commencent en 1933 lorsqu'il est démis de ses fonctions à Munich, puis son Blockwalzer (« lamineur ») de 1929 est considéré comme œuvre "bolchevique" dégénérée. En 1934, Koelle est emprisonné par la Gestapo et menacé d'être envoyé à Dachau. Il s'en sort en créant la médaille Die Saar immer da, avec une image de mineur, un sujet qui lui est cher, puis le buste posthume de Horst Wessel (acheté plus tard par Hitler) et d'autres œuvres nationales-socialistes. En 1940, Hitler lui fait passer l'ordre de réaliser une statue de femme nue, qui sera après tergiversations la Turmspringerin, à l'esthétique néo-objective ; c'est grâce à ce compromis que Koelle aura l'autorisation de continuer à travailler sur les sujets de son choix. Hitler, grand amateur de sculpture, appréciant les nus féminins grandeur nature, avait déjà acheté la Junges Weib de Georg Kolbe et la Nageuse de Hermann Joachim Pagels en 1939 ; la même année, pour son anniversaire, il avait reçu un exemplaire en marbre de Carrare de Die Sinnende d'Arno Breker.
N'appartenant pas au "bolchevisme culturel", au modernisme "dégénéré", au judaïsme ou autres catégories ostracisées comme Untermenschen, Fritz Klimsch, Georg Kolbe, Fritz Röll, Richard Scheibe, Georg Müller (en) et Ludwig Kasper continuent leurs carrières sans autre problème que le secret de leur conviction intime concernant la politique et l'idéologie nazies. On peut remarquer qu'aucun n'est connu comme inscrit au parti, mais que la plupart ont fait un ou plusieurs bustes d'Hitler, et Kolbe celui de Franco. Jusqu'en 1944, ils sont régulièrement présents à la grande exposition d'art annuelle Große Deutsche Kunstausstellung de Munich, sans vraiment changer leur style, tout en se pliant plus ou moins au goût officiel du gigantisme. En août 1944, Klimsch et Kolbe sont inscrits par Hitler et Goebbels comme « artistes irremplaçables » sur la Gottbegnadeten-Liste, aux côtés de Breker et Thorak ; dans cette « liste des bénis de Dieu » figurent également Richard Scheibe et Ludwig Kasper.

## Postérité
Après 1945 et surtout en Allemagne de l'Est, on retrouve des œuvres inspirées ou proches de la Nouvelle objectivité, signées Gustav Seitz, Walter Arnold, Jean Sprenger (de) et Fritz Fleer (de). La Schwimmerin (nageuse) de Hans Kies (de), qui ajuste son bonnet de bain, et la Turmspringerin (plongeuse de haut vol) de Hans Steger (de), toutes deux nues, viennent en droite ligne des nageuses et plongeuses des années 1920-1940. Arno Breker, avec Der Sieger (Schwimmer vor dem Start) de 1977, renoue avec ses Décathloniens de 1936 et fait de nombreux portraits, certains rappelant ceux de ses années 30. En France, Paul Belmondo, admirateur avec son maître Charles Despiau de leur ami Breker et très tôt voué à l'idéal apollinien, a notamment réalisé une Vénus, dite Jeannette, en 1951.

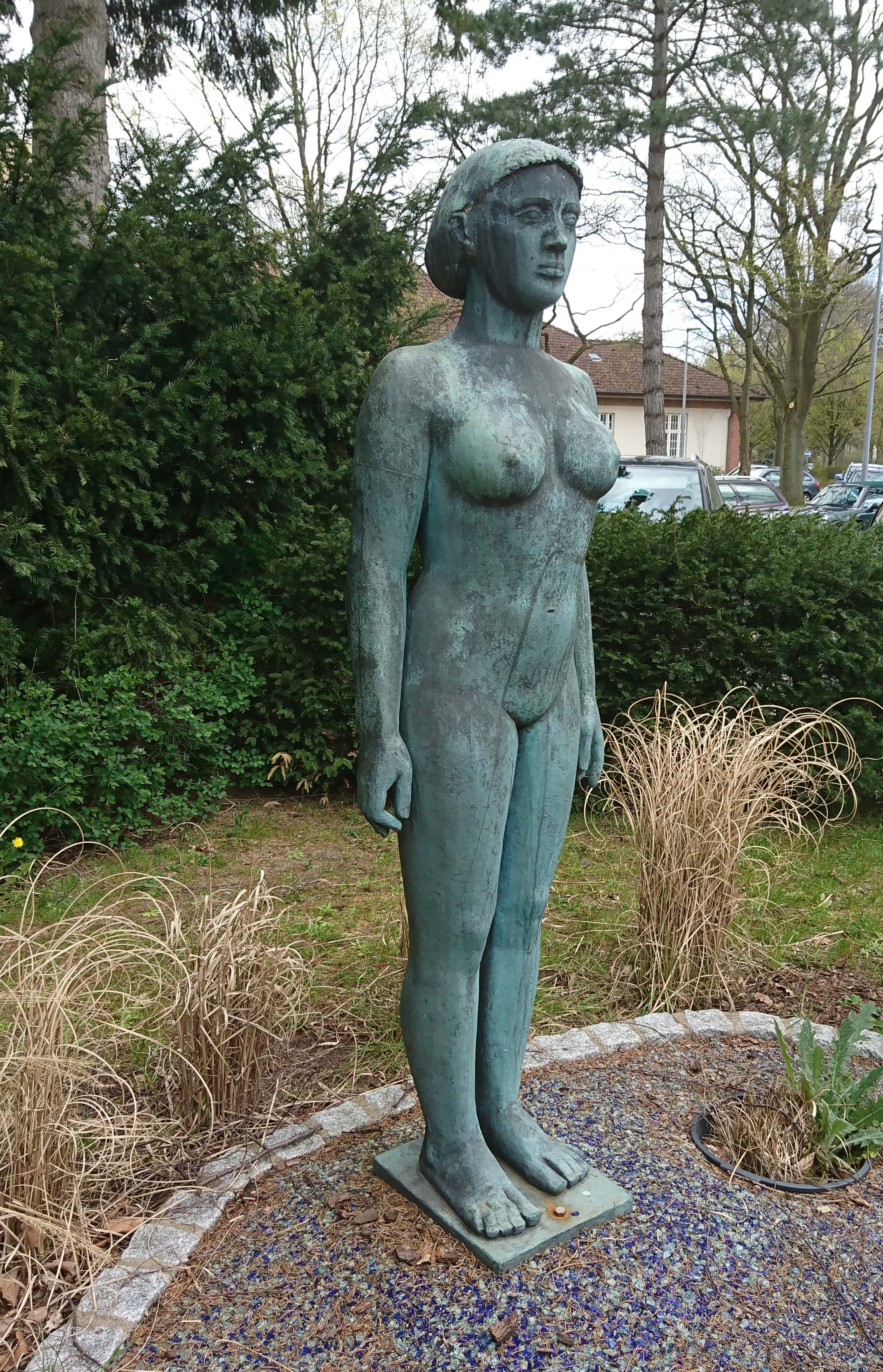
Gustav Seitz, Eva, 1947
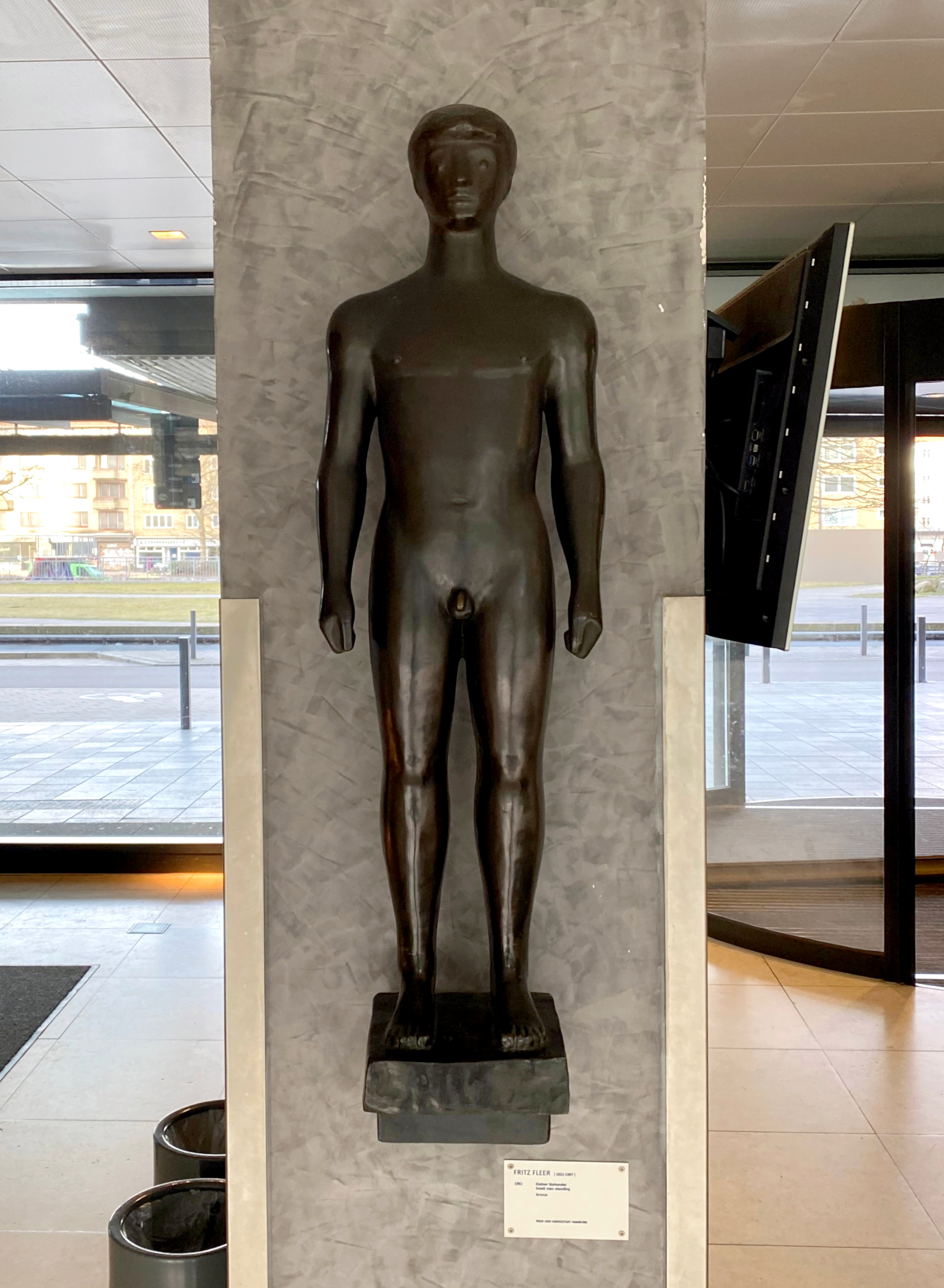
Fritz Fleer, Jeune homme debout, 1951
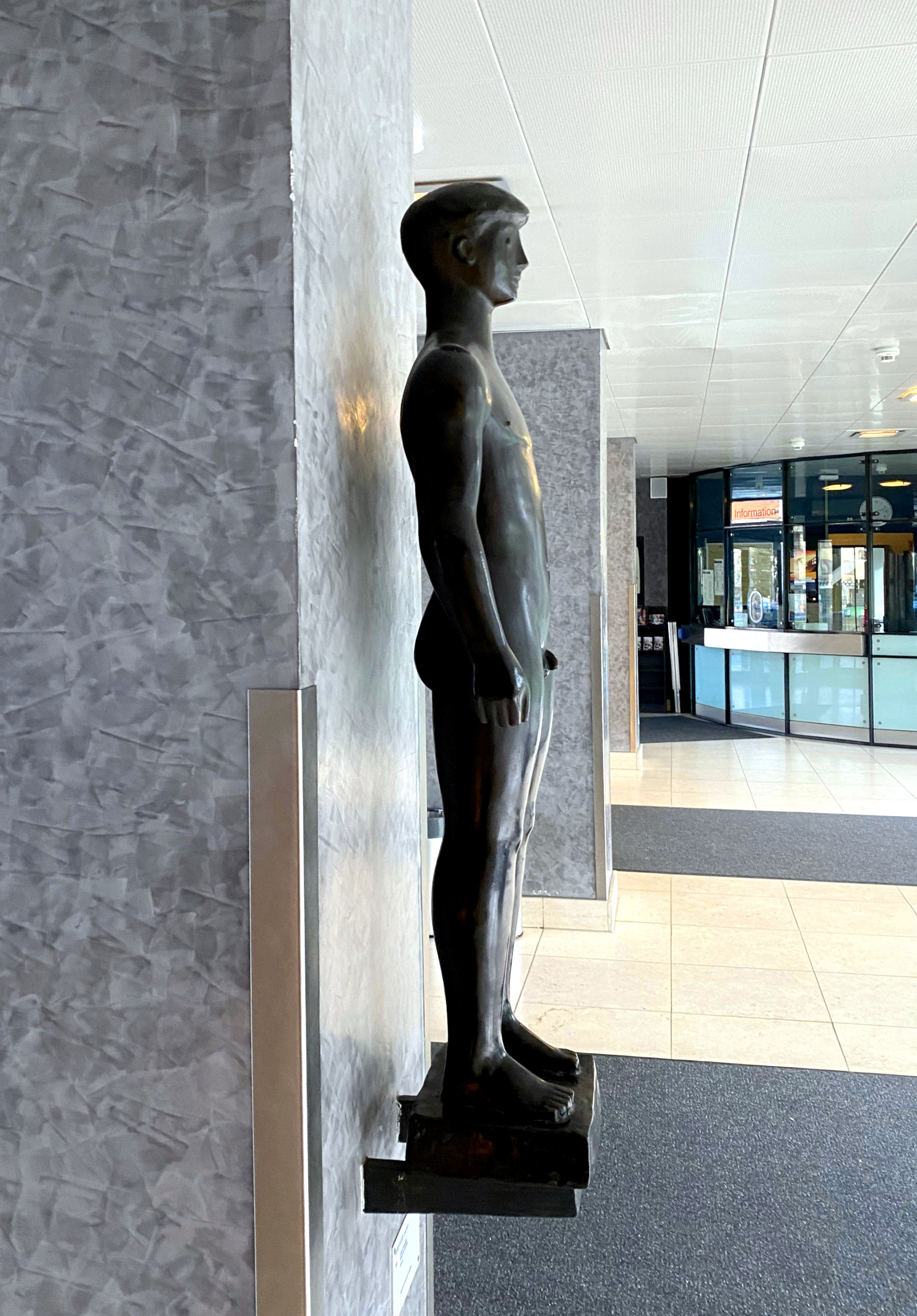
le même, de profil
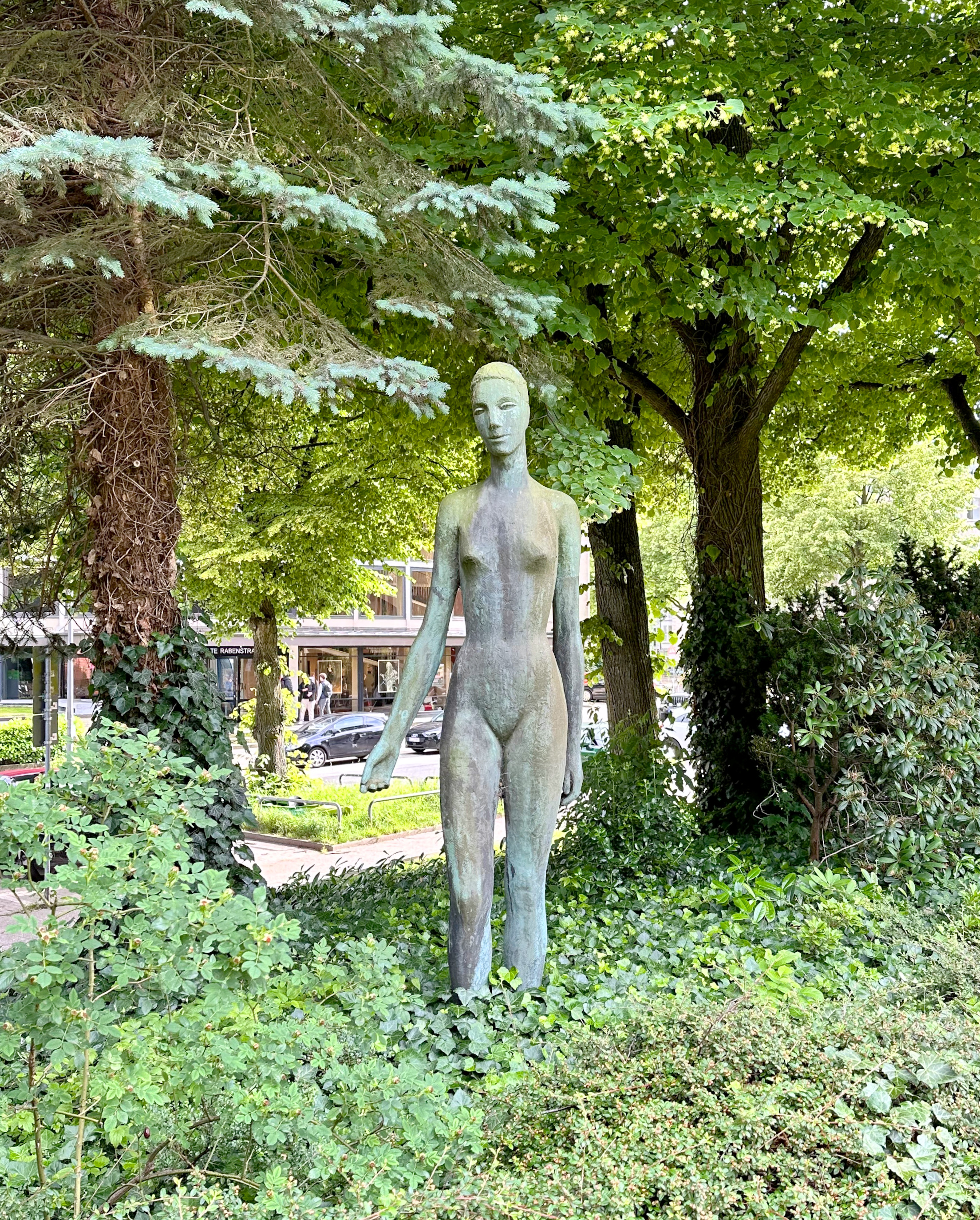
Jean Sprenger, Iduna, 1952-53
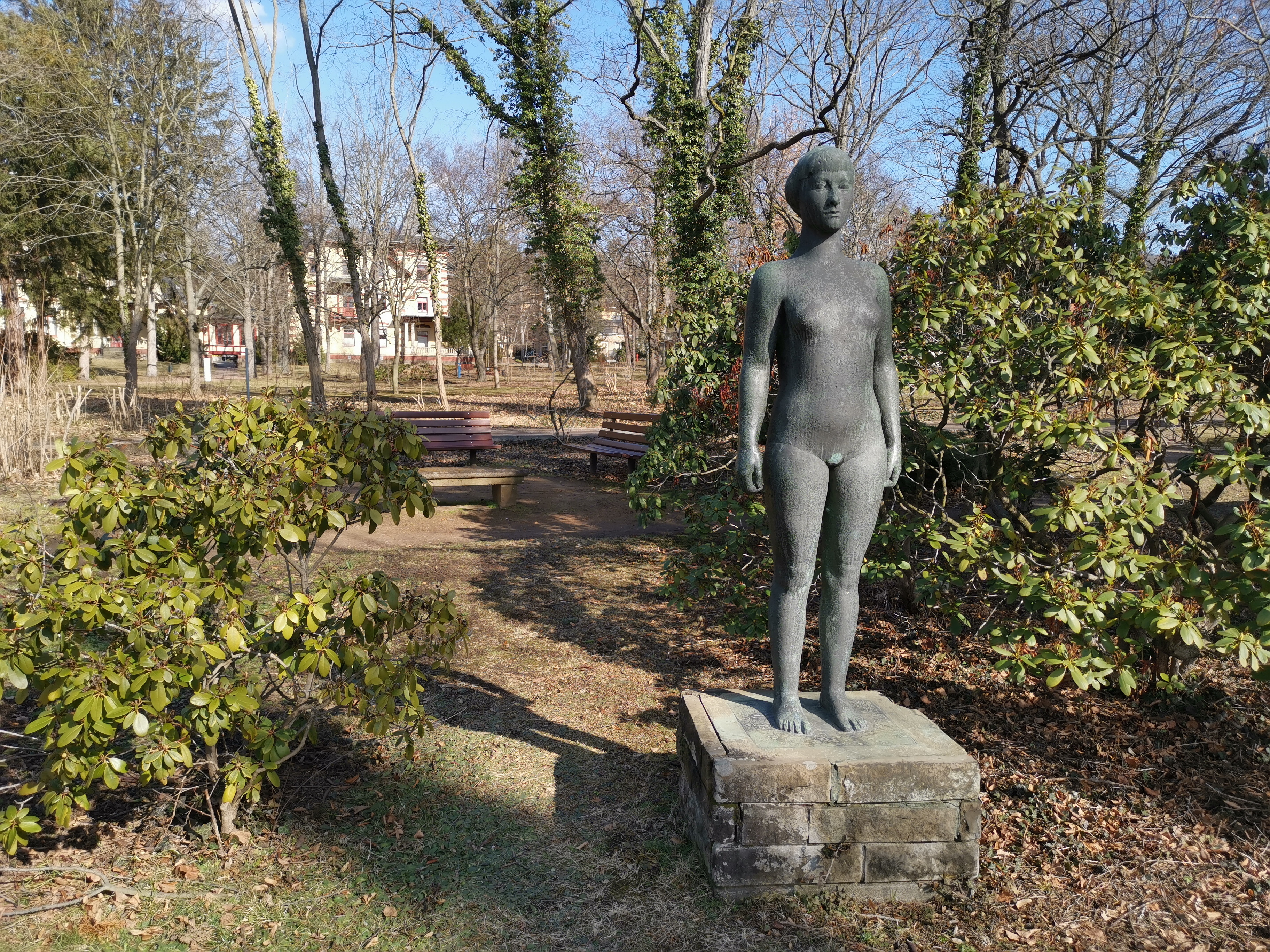
Walter Arnold, Femme (en maillot de bain), date non connue
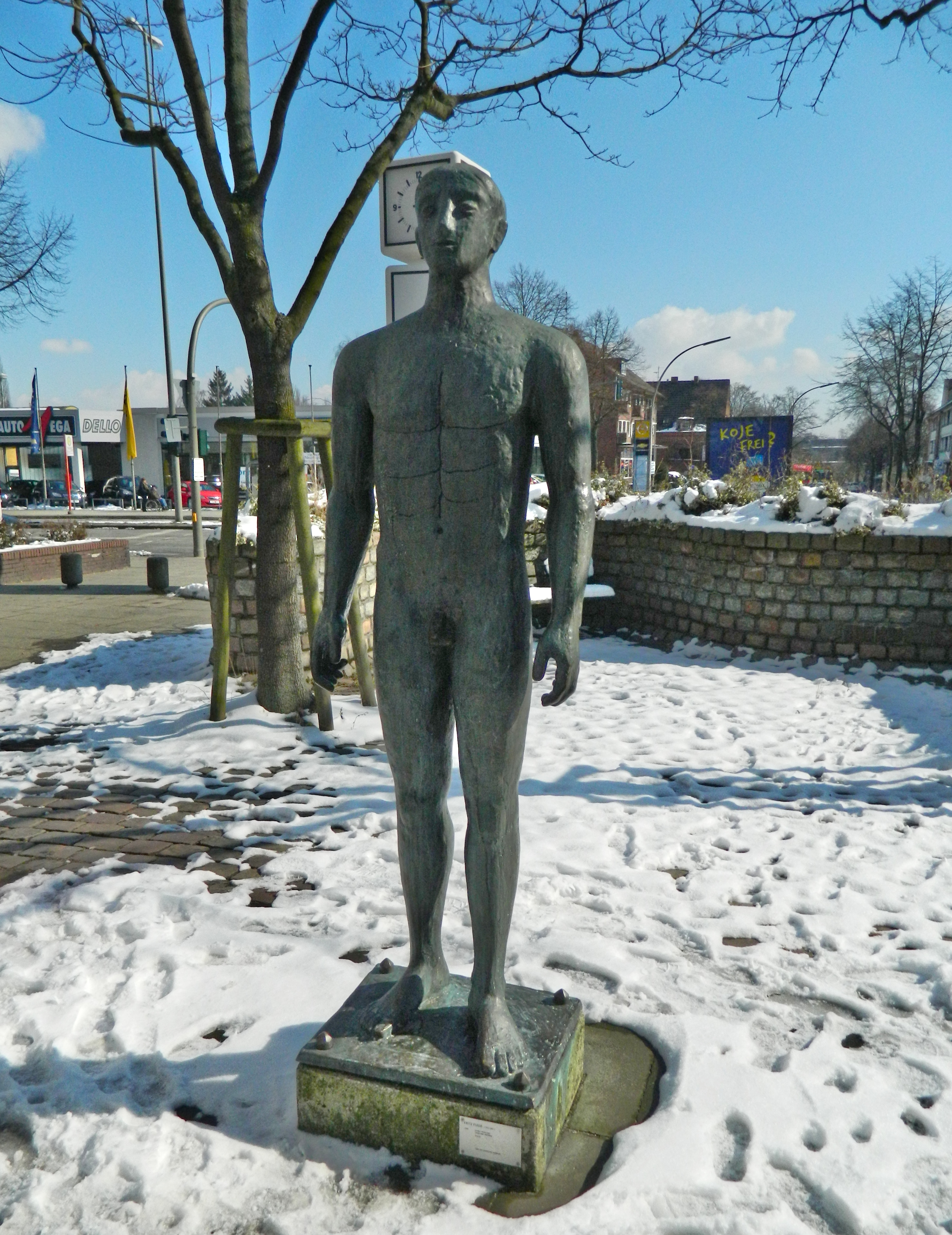
Fritz Fleer, Homme debout, 1966
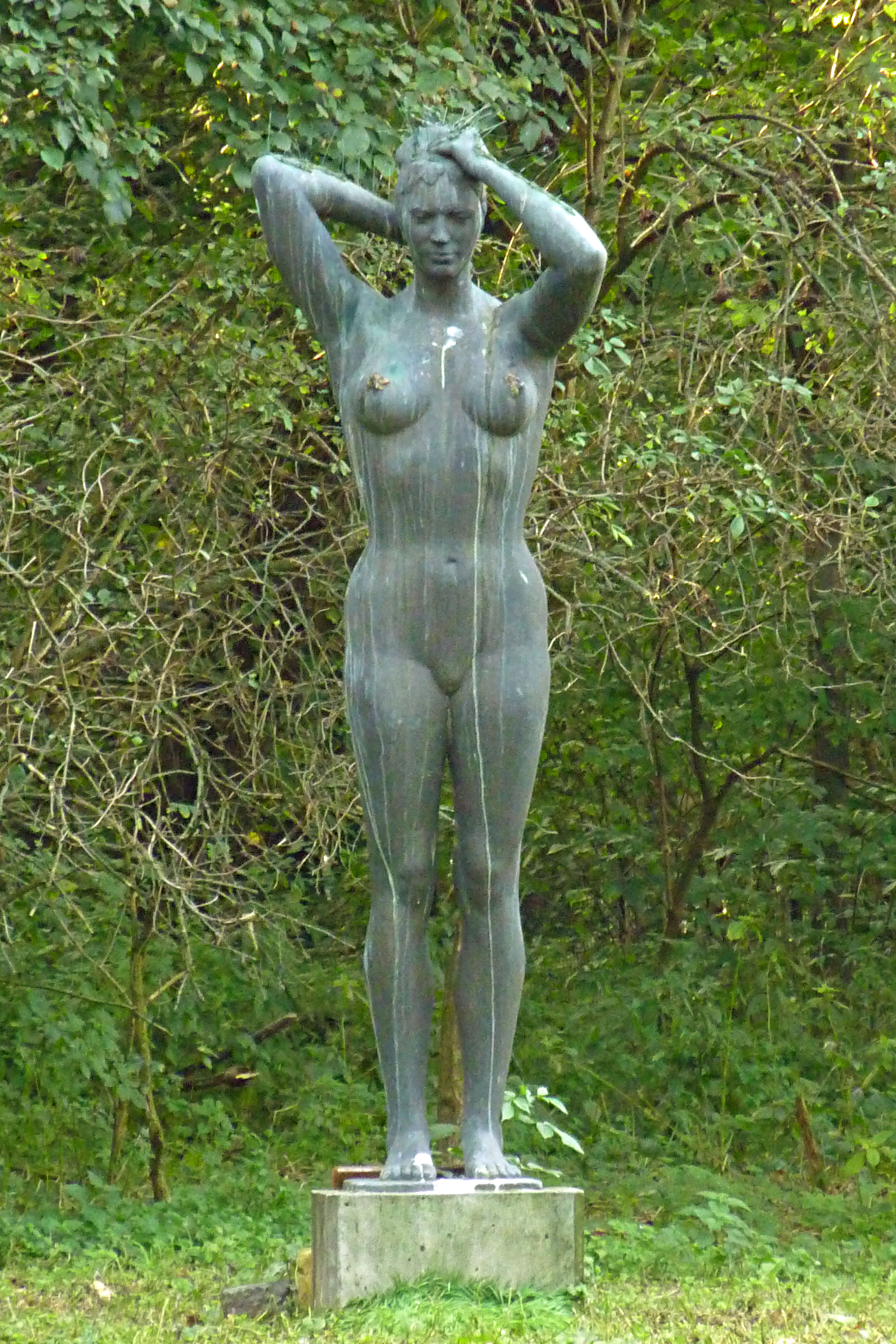
Hans Kies, Nageuse, 1960-1967
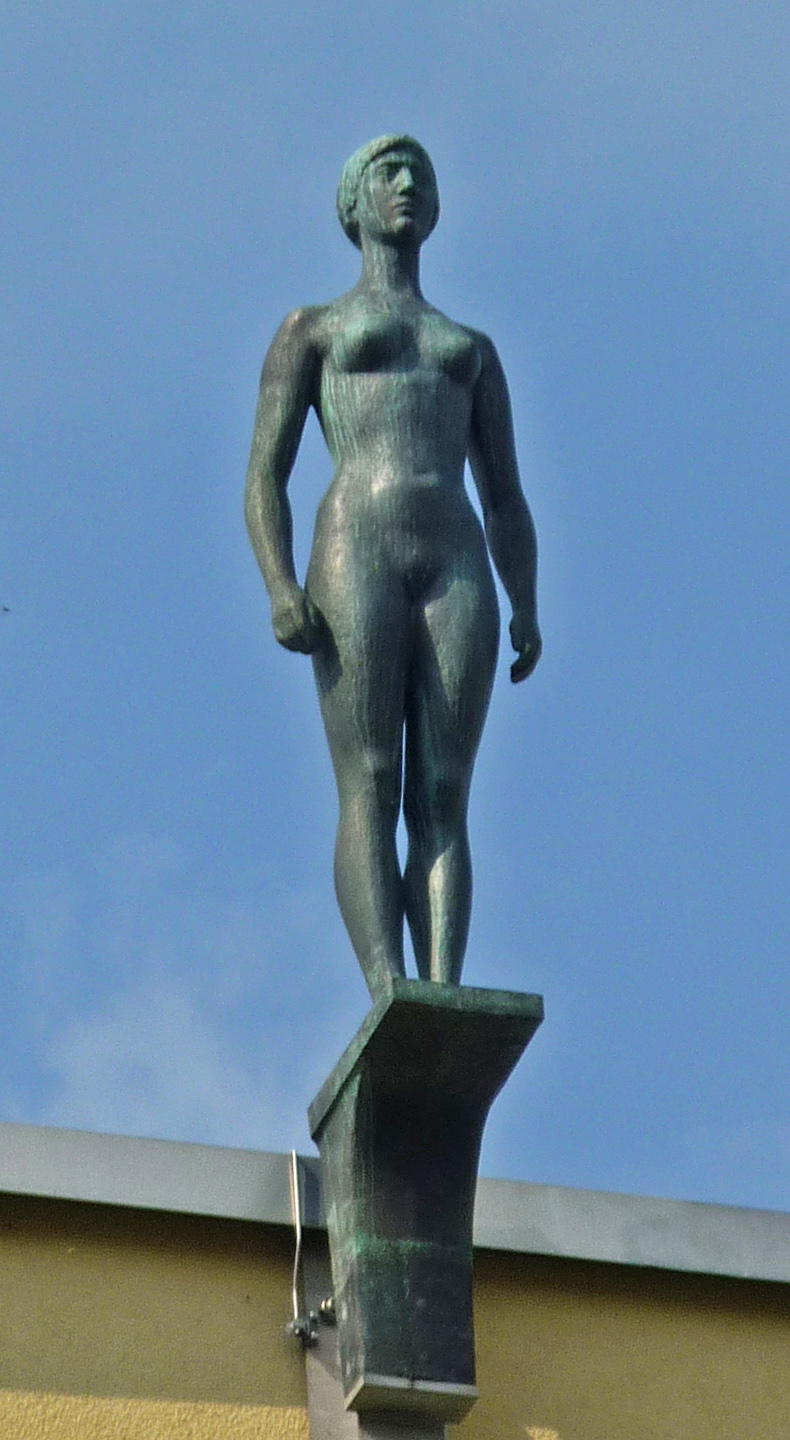
Hans Steger, Plongeuse, 1963-1968
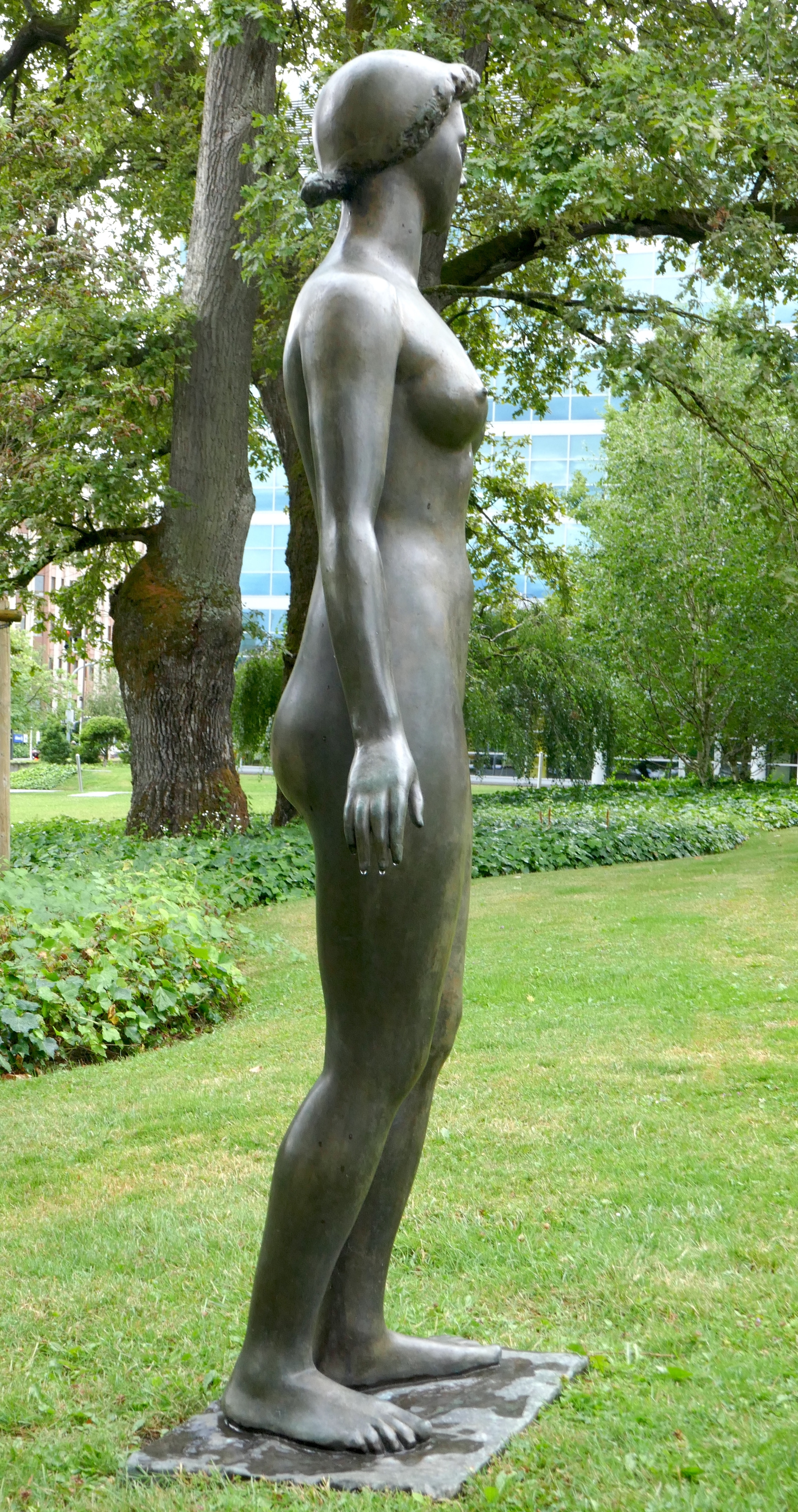
Paul Belmondo, Jeannette, 1951
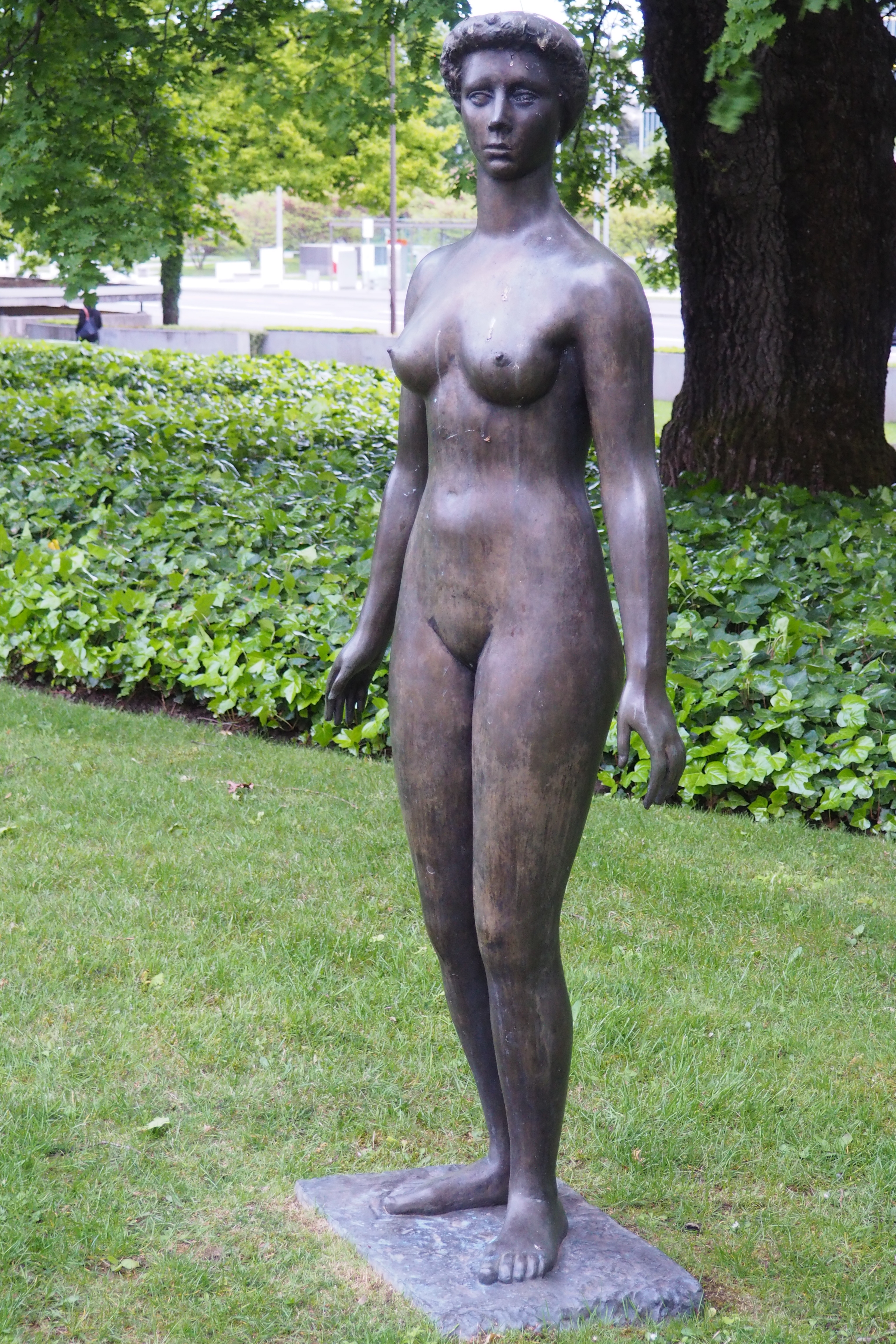
Paul Belmondo, Jeannette, 1951

Après la guerre, Fritz Koelle, Richard Scheibe, Walter Arnold, Hans Steger et Gustav Seitz ont enseigné à Berlin-Est. Quelques sculptrices est-allemandes, leurs élèves Ursula Schneider-Schulz (de), Christa Sammler (de), Carin Kreuzberg (de) et Karin Gralki (née en 1951), ont réalisé des statues dans le style de la Nouvelle objectivité ; plusieurs sont visibles dans l'arrondissement de Pankow,. Carin Kreuzberg donne une version toute personnelle et novatrice des Trois Grâces, tandis que Christa Sammler renoue avec les représentations de travailleurs de Fritz Koelle et Jean Sprenger des années 1920 et 1930.

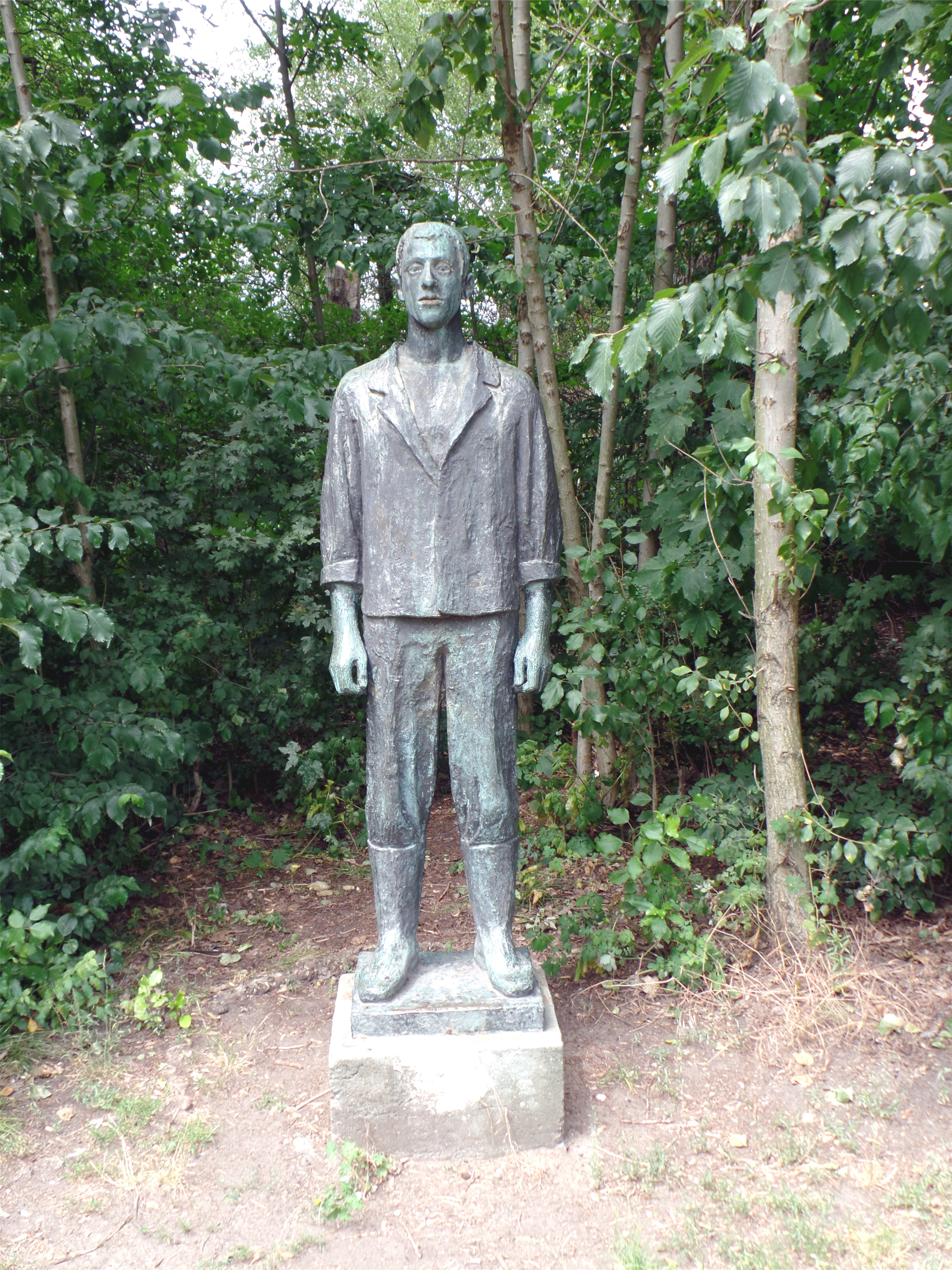
Christa Sammler, Jeune travailleur, 1963
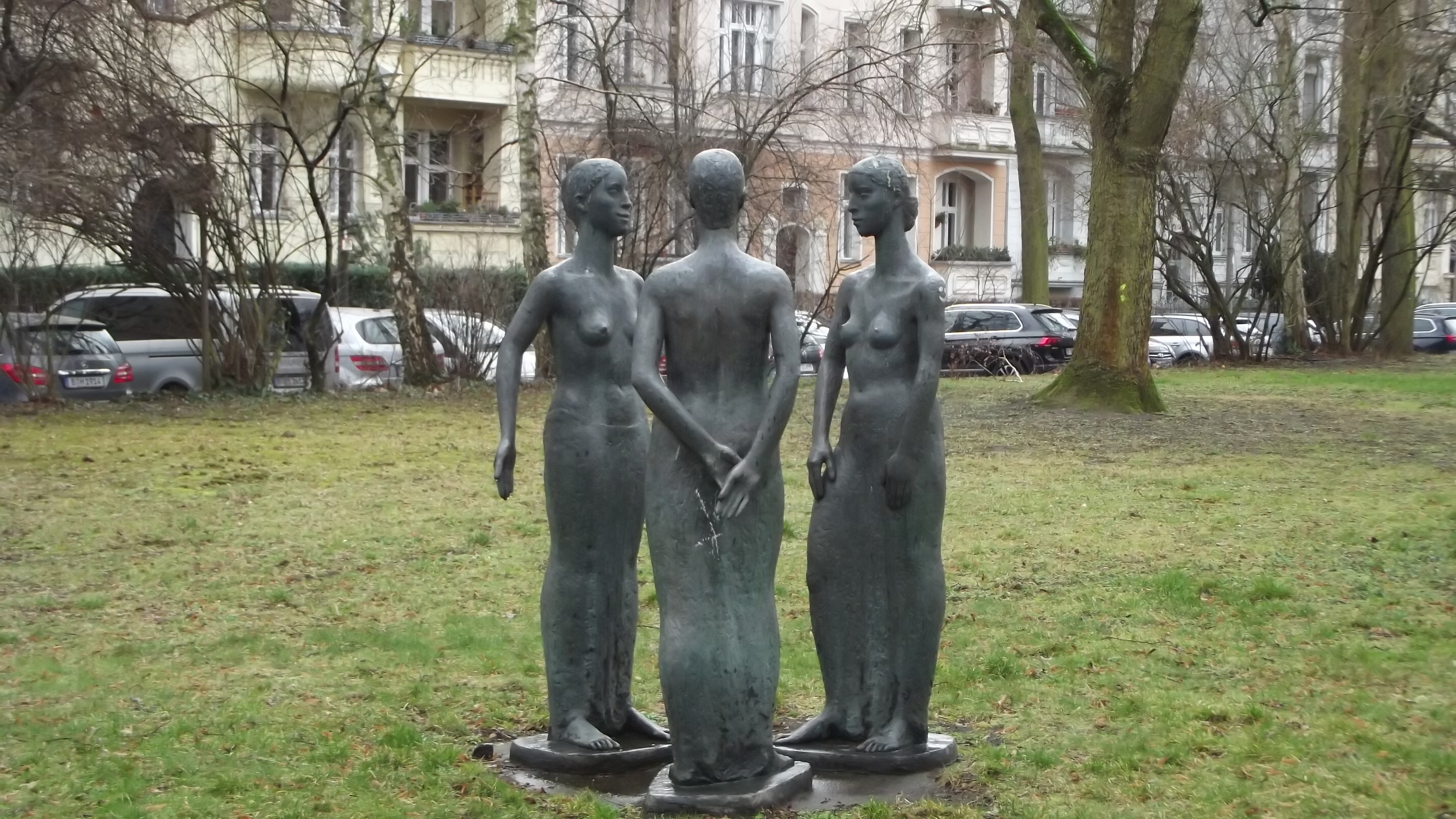
Carin Kreuzberg, Drei Frauen, 1979
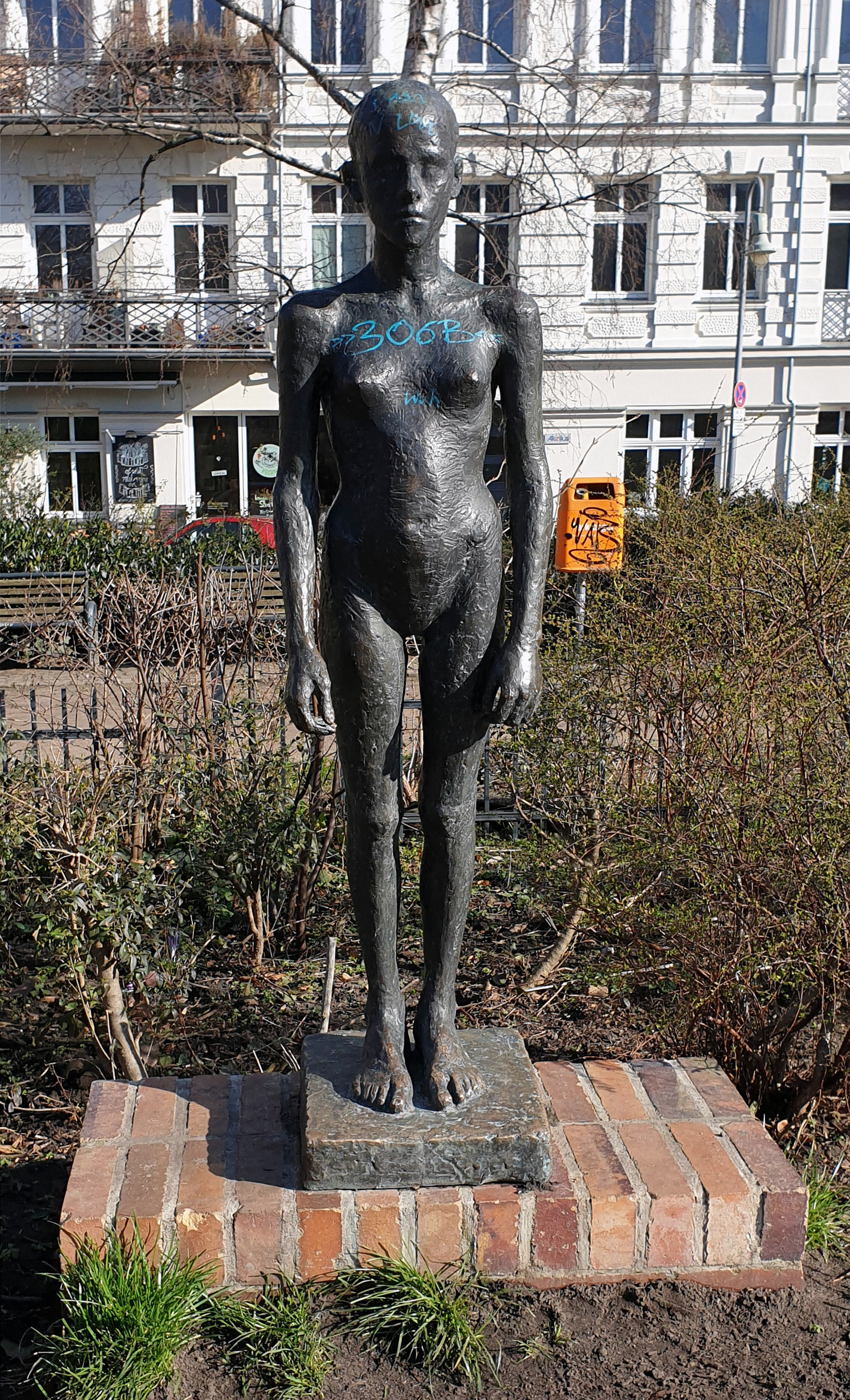
Karin Gralki, Jeune fille debout, 2001